# Markt Schwaben

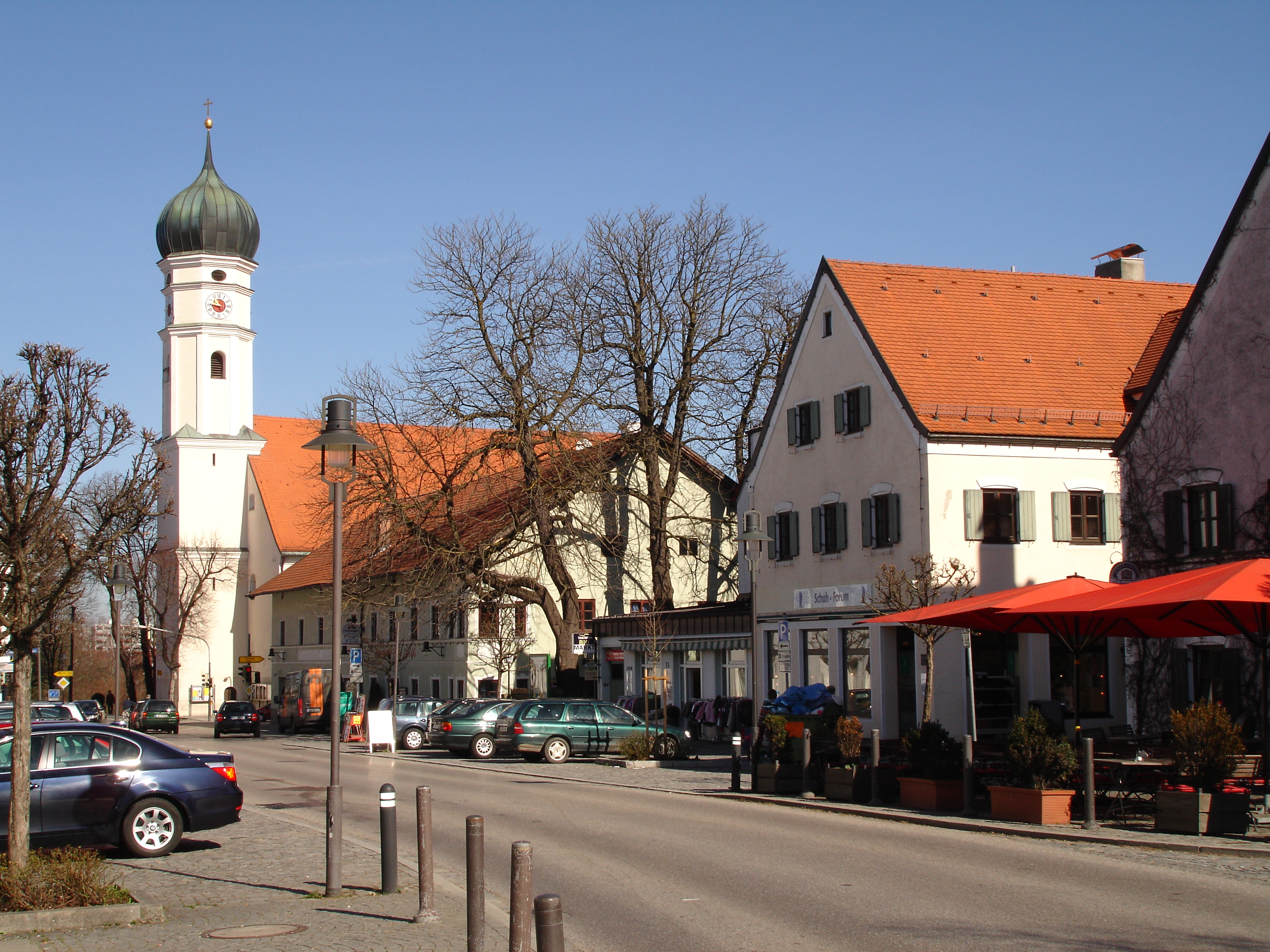
Ebersberger Straße und St. Margaret

Markt Schwaben ist ein Markt an der nördlichen Grenze des oberbayerischen Landkreises Ebersberg. Obwohl Markt Schwaben der Einwohnerzahl nach die viertgrößte Gemeinde im Landkreis ist, ist sie flächenmäßig die kleinste der Ebersberger Gemeinden.

## Geographie

### Lage

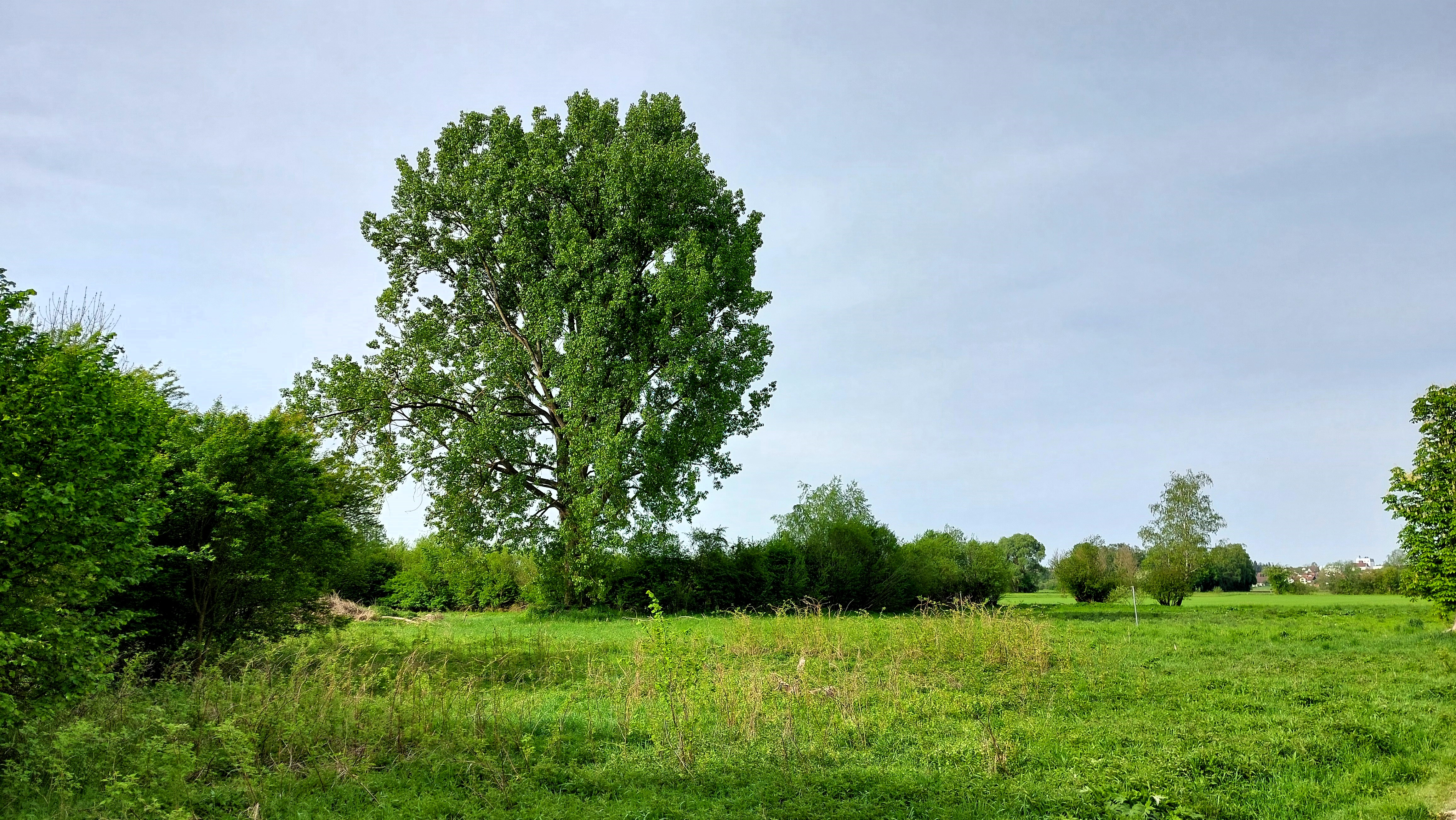
Blick in Richtung Markt Schwaben über das Schwabener Moos

Markt Schwaben liegt nördlich des Ebersberger Forstes in der Münchner Schotterebene nicht weit vom Quellgebiet der Sempt und dem Ismaninger Speichersee entfernt. Die Gemeinde liegt verkehrsgünstig rund 25 km östlich der Landeshauptstadt München, 14 km südlich von Erding, 28 km westlich von Haag und 15 km nördlich der Kreisstadt Ebersberg. Zum Flughafen München sind es 30 km. Markt Schwaben verfügt über einen bedeutsamen Bahnhof mit Anschluss zur S-Bahn und Regional-Express/Regionalbahn sowie über eine gute Anbindung an die A 94.

### Umgebung und Gewässer

Vom Wasser zerstörte Brücke über den Hennigbach in Höhe Bahnhofstraße (1920)

Durch den Ort fließt der Hennigbach (ehemals Honigbach), in den der Gigginger Bach südwestlich von Markt Schwaben einmündet. Der Henningbach entspringt südlich der A 94 im Gebiet der Gemeinde Anzing und mündet bei Ottenhofen in die Anzinger Sempt. Lange Zeit bildete er die Nordgrenze der Ortschaft Schwaben. Früher überschwemmte der Henningbach bei starken Regenfällen nur Wiesen und Felder, doch 1930 wurde er mit Beton kanalisiert. Folge waren schwere Hochwasserschäden in unregelmäßigen Abständen, so Anfang September 1920, in den 1990er Jahren und im Juli 2013. Ein großer Bereich des Ufers des Hennigbachs im Postanger wurde daher renaturiert und zu einem Park und Überflutungsbereich ausgebaut. Der Postanger entstand durch die Verlandung des Kupferschmiedweihers, der einst rund 24.000 Quadratmeter groß war und vom Henningbach gespeist wurde. Doch 1786 hatte er nur noch seichtes Wasser und 1810 erkennt man auf Landkarten nur einen kleinen 200 Quadratmeter großen Weiher, der für den Bogen der heutigen Seifensiedergasse verantwortlich ist. Auch der Bartschneiderweiher (auch Weber- oder Dechantweiher) mit mehr als 3.000 Quadratmetern, südlich der Webergasse und östlich der Ebersberger Straße ist verschwunden. Er wurde nach dem Zweiten Weltkrieg zugeschüttet.
Der Kirchweiher wurde als Löschwasserspeicher und Fischzucht für die Schwabener Burg (das spätere Schloss) angelegt. Hangquellen auf der Südseite liefern das Wasser. früher wurden hier von den Gerbern Häute gewaschen, es gab Waschbänke und bis 1950 nutzte der ehemalige Postwirt den Weiher, um im Winter Eis zu gewinnen. Mit dem Bau des neuen Rathauses wurde der benachbarte Schloßweiher eingeebnet und der Kirchweiher schrumpfte auf ein Drittel seiner alten Größe.
Östlich von Markt Schwaben befindet sich das Schwabener Moos, das sich bis zur Anzinger Sempt ausdehnt, einem der Quellflüsse der Sempt. Der Schwarzgraben, ein Zufluss der Anzinger Sempt, durchquert das Schwabener Moos. Höchster Punkt des Ortes ist die Wittelsbacher Höhe (539 m ü. NHN) am südlichen Ortsrand. Ebenfalls im Süden befindet sich das Sportzentrum mit dem Badeweiher. Nördlich der Bahngleise liegen das Neubaugebiet Burgerfeld mit Theaterhalle, weitere Wohnsiedlungen und zwei Gewerbegebiete. Der verbliebene Teil des Schlosses mit dem Rathaus, der Marktplatz und die katholische Pfarrkirche St. Margaret liegen im Ortszentrum, das Schulzentrum schließt sich südwestlich davon an.

### Gemeindegliederung

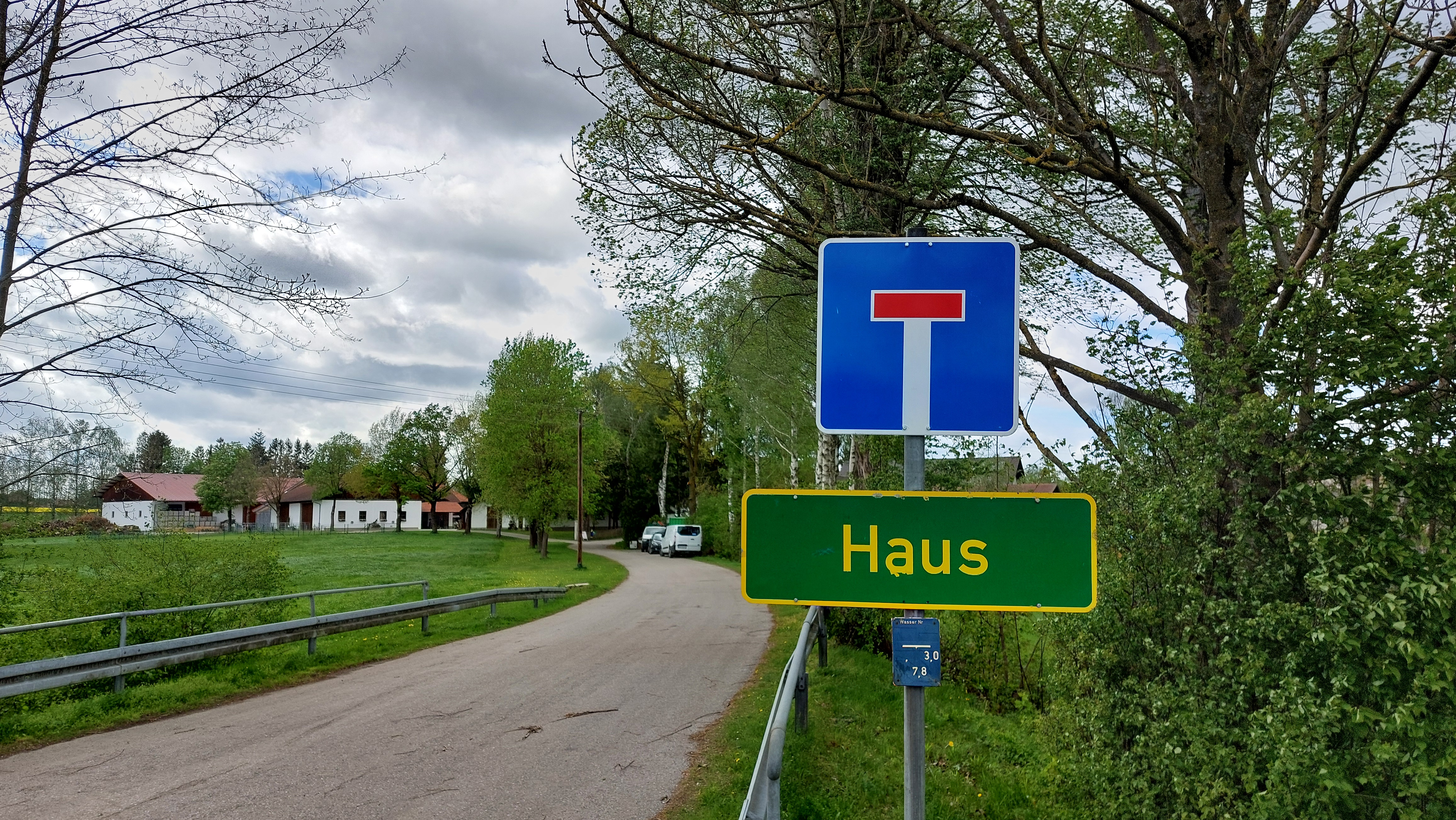
Einfahrt nach Haus von der Erdinger Str. aus

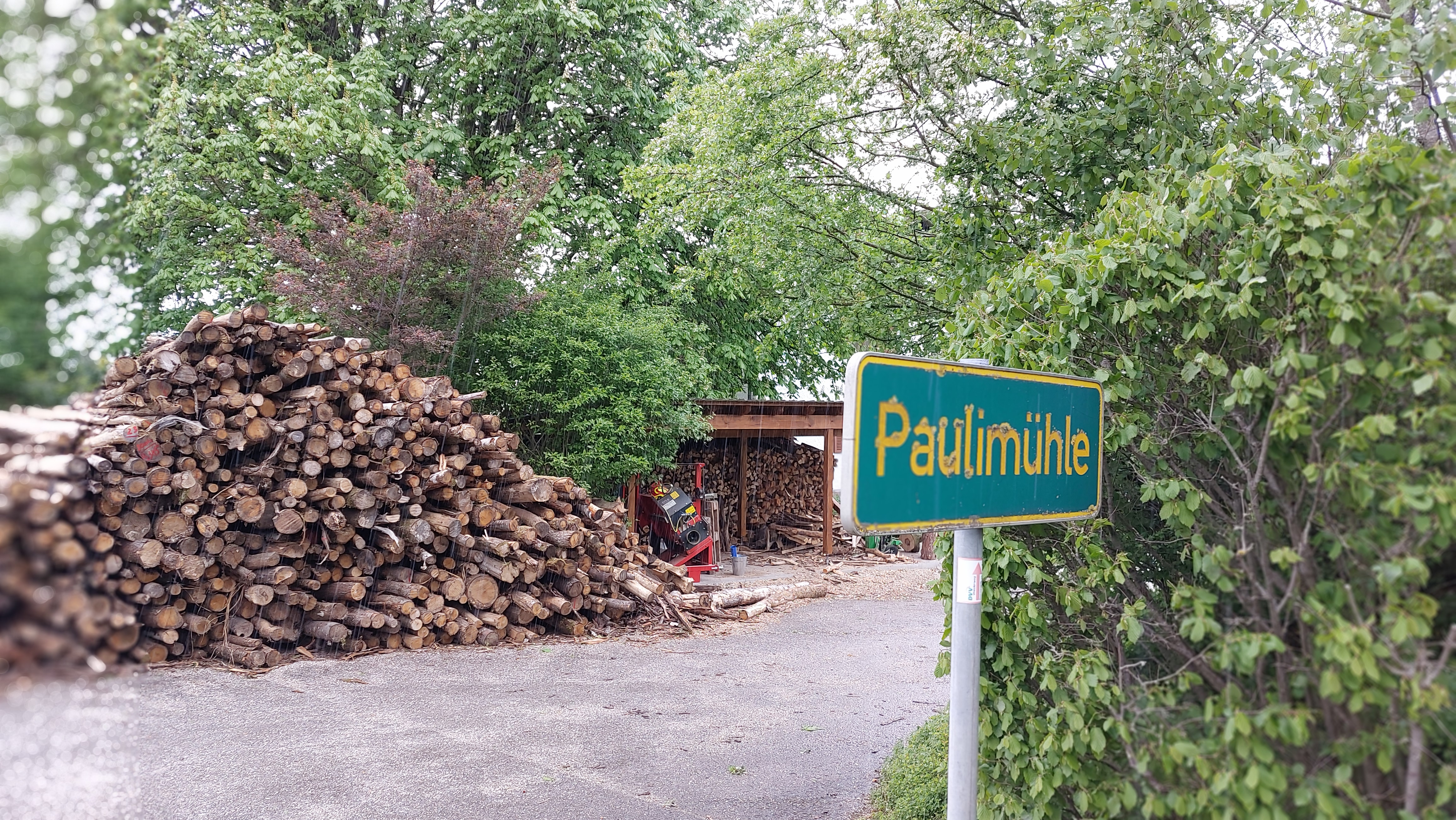
Paulimühle

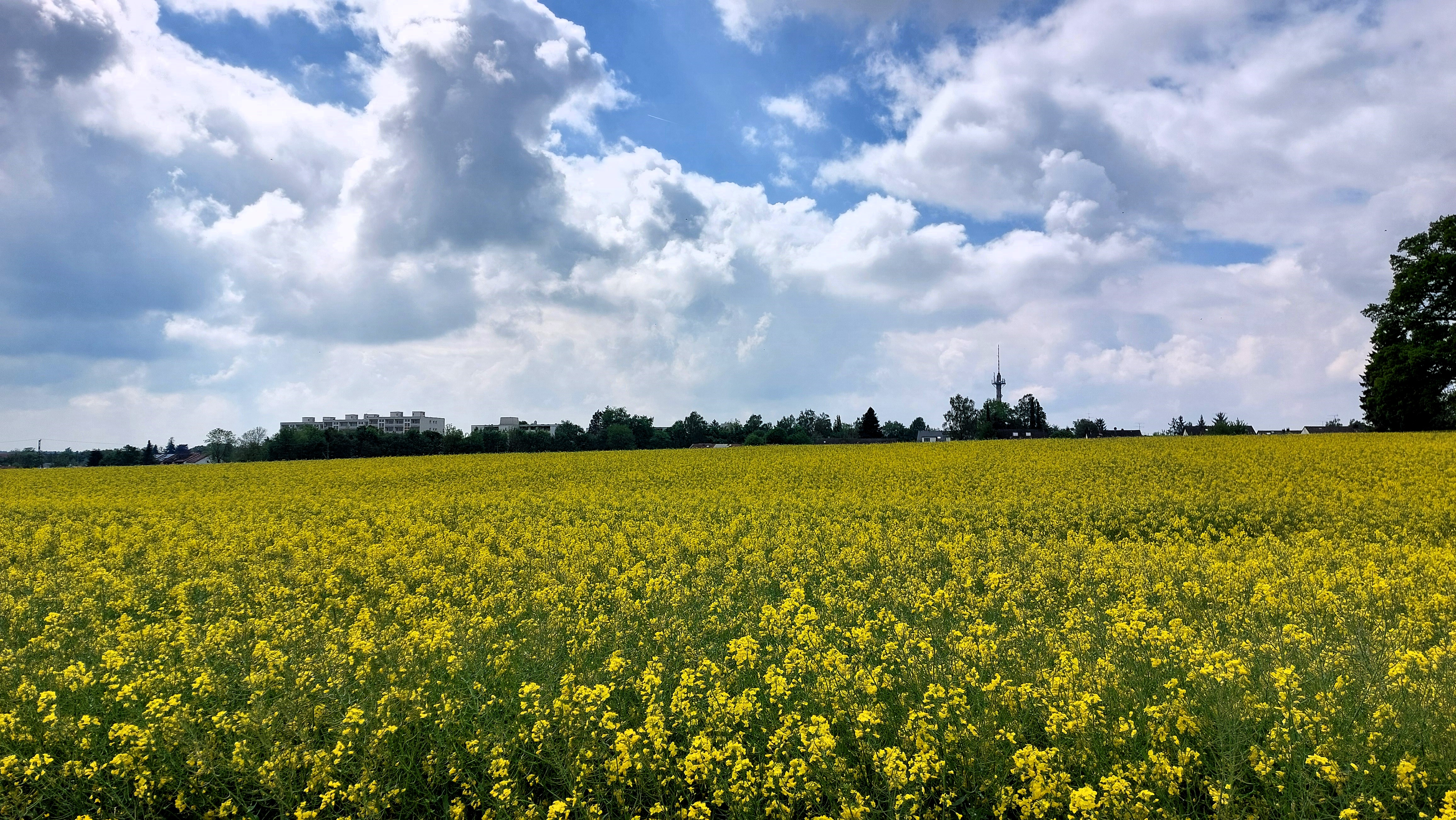
Zwischen Feichten, Staudham und Haus

Es gibt sieben offizielle Gemeindeteile (in Klammern ist der Siedlungstyp angegeben):
- Feichten (Weiler)
- Hanslmühle (Einöde)
- Haus (Einöde)
- Markt Schwaben (Hauptort)
- Paulimühle (Einöde)
- Sägmühle (Einöde)
- Staudham (Einöde)

Entlang der Anzinger und Forstinninger Sempt im Osten lagen ehemals elf Mahl- und zwei Sägemühlen, eine Loh- und eine Walkmühle sowie zwei Fischereien. Sechs der Mühlen waren bis zum Verbot des Jesuitenordens 1773 im Besitz des Klosters Ebersberg. Die Mühlen kamen dann unter die Verwaltung der kurfürstlichen Hofkammer München. Heute teilen sich die kleinen Siedlungen auf Markt Schwaben und seine Nachbargemeinden Anzing und Forstinning auf. Zu Markt Schwaben gehören die Einöden Hanslmühle, Paulimühle und Sägmühle sowie Walkhäusl.
Die Einöde Haus, befindet sich im Nordosten, die Einöde Staudham im Norden. Der Weiler Feichten schließt sich direkt an den Ort Markt Schwaben im Norden an. Der ehemalige Weiler Höhenrain im Süden gehört inzwischen zum Ort Markt Schwaben. Daneben liegen um Markt Schwaben herum noch einige Einzelgehöfte, so in Richtung Finsing.
Die Lohmühle und der Weiler Marolsberg existieren nicht mehr.

### Nachbargemeinden
- Anzing
- Poing
- Pliening
- Finsing
- Ottenhofen
- Pastetten
- Forstinning

## Geschichte

### Von der Urgeschichte bis zum 14. Jahrhundert
Ältestes archäologisches Fundstück aus Markt Schwaben ist ein länglich, runder Steinhammer (durchbohrtes Geröll), der auf ein Alter von etwa 6000 Jahren datiert wurde. Man fand ihn 1987 am Henningbach und vermutet, dass es sich bei dem Hammer um ein Opfer für einen Flussgott handelt. Ein Teil der Römerstraße, die Regensburg mit Italien verband, erkennt man noch im Schwabener Moos.
Ausgeschlossen wird die Namensgebung nach einer Person namens „Svapo“ oder „Swabo“, wie es bei Schwabing der Fall war. Seinen Namen erhielt der Ort von Siedlern aus dem alemannischen Suaben. Der Zeitpunkt der Ankunft der Siedler ist allerdings unbekannt. Mehrere historische Ereignisse könnten den Hintergrund dafür bilden. Ende des 5. Jahrhunderts wurden die Alamannen von den Franken besiegt. Flüchtlinge fanden unter dem ostgotischen König Theoderich Schutz und Aufnahme in Rätien. Die Gründung des Nachbarorts Pliening rührt vom alamannischen Sippenführer Pleon her und im bajuwarischen Gräberfeld in Altenerding fand man in Gräbern vom Ende des 5. Jahrhunderts auffallend viele Stücke, die südwestdeutsche Formen aufweisen. Man kann auch vermuten, dass die Besiedlung nach 1070 stattfand, als die schwäbischen Welfen Herzöge Bayerns wurden. Aus ihren altem Herrschaftsgebiet am Bodensee und im Allgäu siedelten sie Bewohner nach Altbayern um. 736 wurde Odilo aus dem alamannischen Zweig des Geschlechts der Agilolfinger Herzog von Baiern. Mit ihm kam eine weitere Welle von alemannischen Adligen und Siedlern.
Aus dem 7. und 8. Jahrhundert stammen ein Tuffplattengrab und Reihengräber, die man am heutigen Kolpingweg fand. Sie enthielten zwei Hiebschwerter, zwei Silberplättchen aus einem Ohrschmuck und Scherben. Dies könnte auf eine Besiedlung zwischen Henningbach und Sempt hinweisen, die deutlich älter ist, als ihre erste urkundliche Erwähnung. Der alte Flurname „Reissenberg“ für den Nordhang der Wittelsbacher Höhe könnte auf einen Hof deuten, ist aber nicht mehr sicher festzustellen.

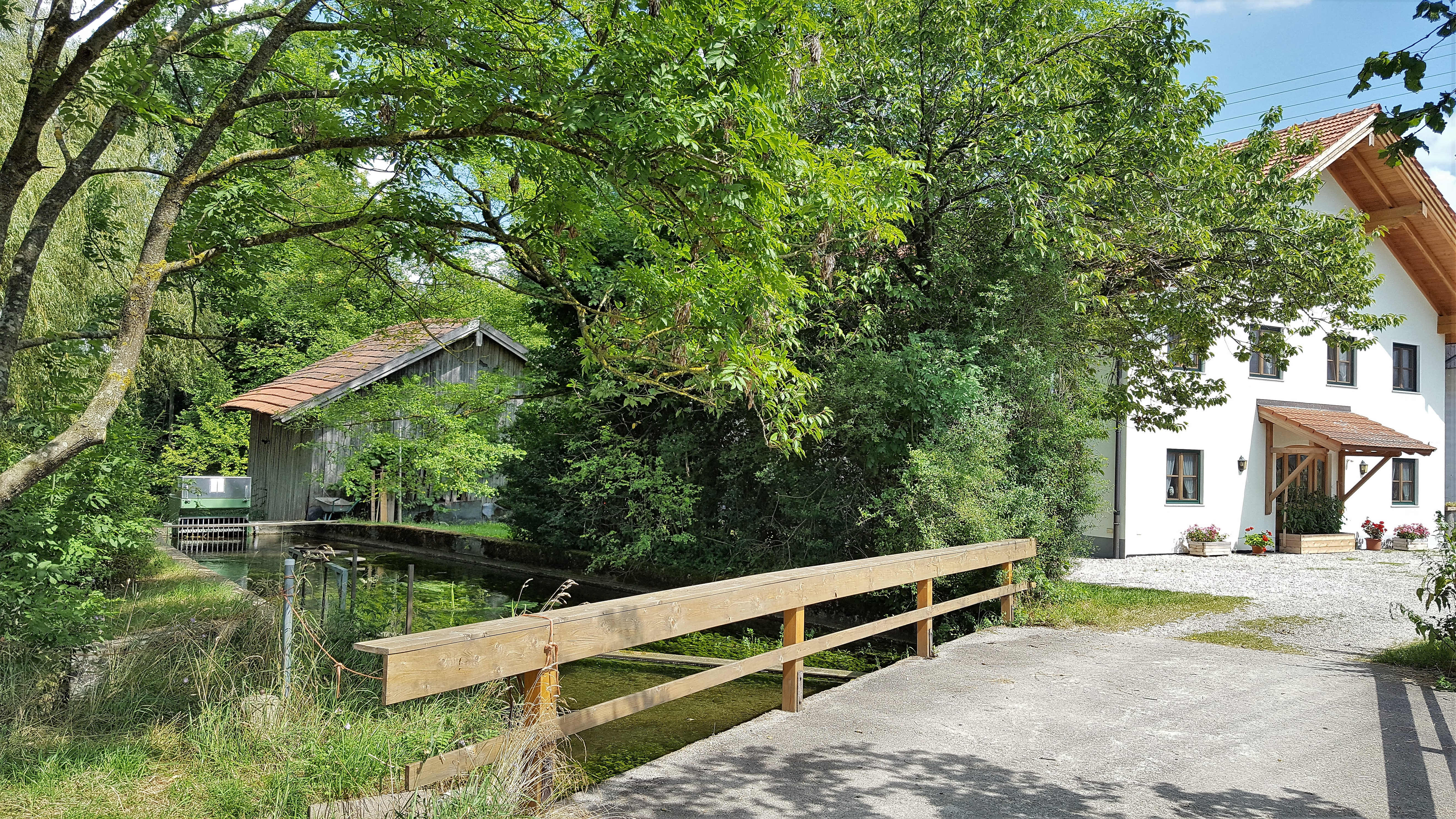
Die Kressiermühle

1115 schenkte Ritter Ulrich von Moosach eine Mühle bei Suaben und zwei Leibeigene der Kirche, zum Seelenheil seines Onkels Rupert I., Abt des Klosters Ebersberg. Diese Urkunde stellt die erste schriftliche Nennung des Ortes Schwaben dar. Bei der damals genannten Mühle handelt es sich wahrscheinlich um die noch heute existierende Kressiermühle. Sie war die einzige Mühle an der Sempt, die bis zur Säkularisation in Besitz des Klosters war. Heute gehört sie zur Gemeinde Forstinning.
Anfang des 13. Jahrhunderts befand sich Schwaben in Besitz der Grafen von Wasserburg und Hall. Sie hatten es wahrscheinlich von den. Grafen von Dießen/Andechs geerbt. 1202 verschenkte Graf Dietrich († 1206) die Villa Schwaben (villam, que cicitur Swaben) an das Kloster Attel, unter der Bedingung, dass sein Sohn und Erbe Konrad († 1259) kinderlos bliebe, was auch so geschehen sollte. Als im Zuge eines Streits zwischen Kaiser und Papst Herzog Otto der Erlauchte sich 1241 endgültig auf die Seite Kaisers Friedrich II. stellte, wurde der Herzog vom Papst exkommuniziert. Albert Behaim, Vertreter des Papsts, der daraufhin versuchte, die Adligen in Bayern gegen Otto aufzuwiegeln, musste 1247 Zuflucht in Wasserburg am Inn suchen. Herzog Otto befürchtete, dass Graf Konrad nun auch sein Testament von 1242, in dem er seinen Besitz dem Herzog vermachte (entgegen der Schenkung seines Vaters) zugunsten der Kirche ändern würde. Daraufhin belagerte Ottos Sohn Ludwig (der spätere Ludwig der Strenge) 119 Tage die Burg Wasserburg. Nach der Flucht Graf Konrads fiel die Burg und der Besitz der Wasserburger Grafen, inklusive Schwabens, ging an die Wittelsbacher.
Die Verwaltung übernahm das Amt Falkenberg bei Moosach, doch wird im Urbar von 1265/71 parallel zum Amt Falkenberg auch das Amt Schwaben erwähnt. Ohnehin starb das Herren- und Ministerialengeschlecht der Falkenberger 1272 aus. Seit 1280 war ein Kastenamt (Finanzamt) in Schwaben erwähnt. Im Jahre 1283 kam die Dorfgerichtsbarkeit dazu und Herzog Ludwig der Strenge ließ eine Burg erbauen, die mit einem Burggraben umgeben wurde und ab diesem Zeitpunkt Sitz der herzoglichen Verwaltung war. Bereits 1286 zerstörte sein Bruder, der niederbayerische Herzog Heinrich XIII. die Burg im Grenzgebiet. Um 1290 wurde sie wieder errichtet.
1291 wurde der erste Landrichter in Schwaben ernannt, der als Vertreter des Herzogs über Adelige, Freie und Unfreie im Gerichtsbezirk stand. Den Schutz der Burg übernahm ein Burgwart, später Pfleger, der mit der Zeit über Richter und Kastner (Finanzverwalter) stand. Zwischen 1580 und 1799 scheinen Verwalter und Richter in Personalunion vereinigt gewesen zu sein. Todesurteile wurden am Galgenhölzl an der Geltinger Straße, eine Stunde entfernt vollstreckt. Die meisten Delinquenten starben durch Schwert oder Galgen. Seltener war der Tod durch Verbrennen oder Ertränken. Die Leichen wurden entweder unter dem Galgen begraben oder verbrannt. Gefangene wurden im Schlossturm festgehalten. In die dunkle Zelle (Keichen) konnte man nur mit einem Seil rein- und rauskommen. Bei einer zweiten Zelle brach ein Gefangener einmal den gesamten Türstock heraus. 1690 wurden weitere Keichen eingerichtet. 1719/20 wurde der Schlossturm abgerissen. Daneben gab es spätestens ab 1532 ein Eisenamthaus (Gefängnis) mit einer abseits stehender „Torturstube“. 1638 wurde das Eisenamtshaus im Krieg niedergebrannt, gleich aber wieder mit Steinen aus dem zerstörten Teil der Burg neu errichtet. Es hatte mehrere Zellen für Männer und eine für Frauen. Nach Abbruch der Torturstube, wurde sie im Eisenamtshaus eingerichtet. 1693 verfügte es über 13 Keichen. 1705 wurde das Amtshaus von kaiserlichen Soldaten niedergebrannt. 1707 wurde es wieder aufgebaut und 1716/18 neu errichtet. Der Bauzustand wurde immer wieder bemängelt.
1841 wurde das Gefängnis schließlich nach Ebersberg verlegt.
In der Teilungsurkunde von 1310 zwischen Herzog Rudolf und Ludwig IV. wird „Swoben purcht und marcht“ zu Bayern-München-Burglengenfeld unter Rudolf zugeordnet. Es ist die erste Erwähnung des Marktrechts von Schwaben, das wahrscheinlich schon zuvor von Herzog Rudolf verliehen wurde. Als Markt hatte der Ort keine Stadtmauern. Seine Grenzen markierte er stattdessen mit Säulen, Zäunen und Gattern an den Straßen. 1315 wird Schwaben als Pfarrfiliale von Landsham erwähnt und 1329 im Hausvertrag von Pavia als Teil Bayerns.
Die Pest wütete in Schwaben erstmals in der zweiten Hälfte des 14. Jahrhunderts. Weitere große Ausbrüche gab es 1460, 1521 und 1634.

### Schwaben als Teil von Bayern-Ingolstadt
Bei der Bayerischen Landesteilung von 1392 kam Schwaben zum Teilherzogtum Bayern-Ingolstadt unter Herzog Stephan III. Zwischen Weihnachten 1394 und Neujahr plünderten die Münchner auf Geheiß ihres Herzogs Johann II. Schwaben. Dabei wurden alle Urkunden, die alle Privilegien und Rechte verbrieften, verbrannt. Für 5000 ungarische Gulden verpfändete am 23. November 1397 der Herzogssohn Ludwig VII. Schwaben an Vitztum Konrad Preysinger, oberster Ministerialer von Bayern-München. Am 8. Dezember 1403 verzichtete Rudolf Preysinger auf die Rückzahlung der Schuld. In diesen Jahren versuchten die Schwabener Bürger mehrmals den Herzog dazu zu bewegen, dass er ihre alten Rechte neu in Urkunden bestätigt. 1409 unterzeichnete Herzog Stephan III. schließlich am Freitag vor dem Weißen Sonntag in Wasserburg drei „Briefe“ mit fast gleich lautenden Text. In diesen wurden Schwaben das Marktrecht, das Recht auf die Ausübung der niederen Gerichtsbarkeit und das Recht ein Ortswappen zu führen, bestätigt:

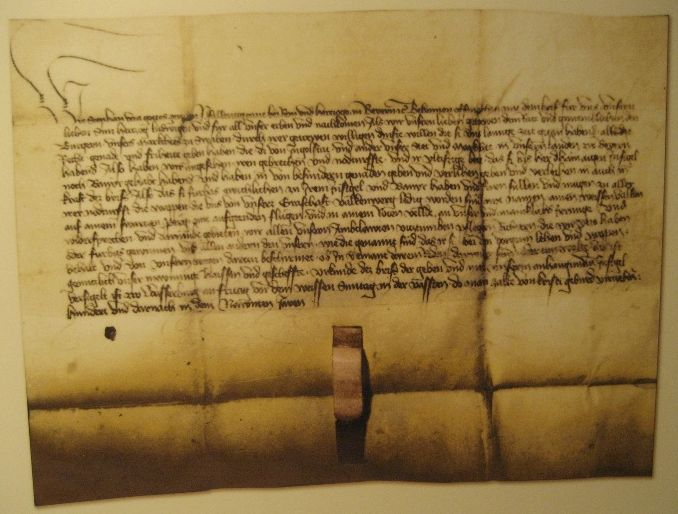
Urkunde von 1409

„… Ihre Rechte und die Gnade der Freiheit, die sie aus der Hand des Herrschers von Bayern erhalten hatten, verbrieft durch Urkunden, sind verbrannt…“

„So haben wir uns ihrer Armut und Bitten angenommen. Wir verleihen ihnen aus besonderer Gnade ein Siegel und Banner, was sie bis jetzt nicht hatten, Kraft dieses Briefes auf ewig. Die Freiheit, wie sie Ingolstadt und andere Städte und Märkte haben, sollen sie ungestört genießen. Das Wappen wurde in der Grafschaft Falkenberg ledig. Es ist ein weißer Falke auf einem schwarzen Berg mit aufgehenden Flügeln in einem roten Felde.“

„Damit es keine Rechtsstreitigkeiten gibt, gebiete ich allen meinen Amtleuten, Pflegern, Richter und Schergen die wir jetzt haben und die kommen werden, wie sie auch immer genannt werden, sie bei diesem Wappen zu schützen und zu schirmen. Es ist Unser Wille, daß niemand diese Meine Anordnung in Zweifel zieht. Meine Urkunde mit Meinem Siegel zur Bestätigung. Ausgestellt zu Wasserburg am Freitag vor dem Weißensonntag 1409.“

1421 wurde die Burg Schwaben „nach tapferer Gegenwehr“ durch die Münchner Herzöge Ernst und Wilhelm III. erstürmt. 80 Reisige (berittene Söldner) wurden gefangen genommen. Am 25. November 1439 verpfändete Herzog Ludwig VIII. von Bayern-Ingolstadt an Herzog Albrecht III. von Bayern-München für 14.850 rheinische Gulden. Ludwig VIII. brauchte das Geld im Konflikt mit seinem Vater Ludwig VII., der wiederum alle vom Sohn verpfändeten Gerichte und Herrschaften an Heinrich XVI. von Bayern-Landshut überschrieb. Albrecht III. belagerte daraufhin 1439 mit Hilfe der Münchner Bürger die Burg Schwaben und nahm sie im Juli 1439 ein. Die Urkunde über die Übergabe von Veit von Eisenburg an Albrecht II. und seine Vertreter vom 15. Juli 1439 und eine Liste des Inventars des Schlosses sind erhalten. Den Schaden durch die Belagerung sollte Albrecht III. beheben lassen und dafür eine Hypothek auf die Burg erhalten. Herzog Heinrich XVI. erhob nun offiziell Einspruch gegen die Inbesitznahme durch Albrecht III.
1443 wurde Ludwig VII. von seinem Sohn gefangen genommen und als dieser 1445 starb, kam der Herzog nach Nürnberg und schließlich bis zu seinem Lebensende in Gefangenschaft von Heinrich XVI. Der niederbayerische Herzog besetzte im Handstreich den Großteil der Ingolstädter Gebiete. Albrecht II. behielt nur die Gewalt über die an ihm verpfändeten Burgen und verzichtete auf weitere Kämpfe. In einem Brief beschwerte er sich aber 1447 bei Heinrich XVI., dass die Bürger von Schwaben ihm die Huldigung verweigern müssten. Er betonte die Sachlage und bot sogar einen Rückkauf der Burg an, falls man sich nicht anderweitig einigen könne. Im Jahr 1449 bestätigt Albrecht III. die 1409 verbrieften Rechte von Schwaben, was darauf schließen lässt, dass die Schwabener ihn als ihren Landesherren ansahen. Inzwischen war der Ort auch Bannmarkt und hatte das Siegelrecht. Am 12. Dezember 1450 schlossen Albrecht II. und Ludwig IX. von Bayern-Landshut den Vertrag von Erding, in dem das Erbe der Ingolstädter aufgeteilt wurde. Schwaben verblieb bei Bayern-München.

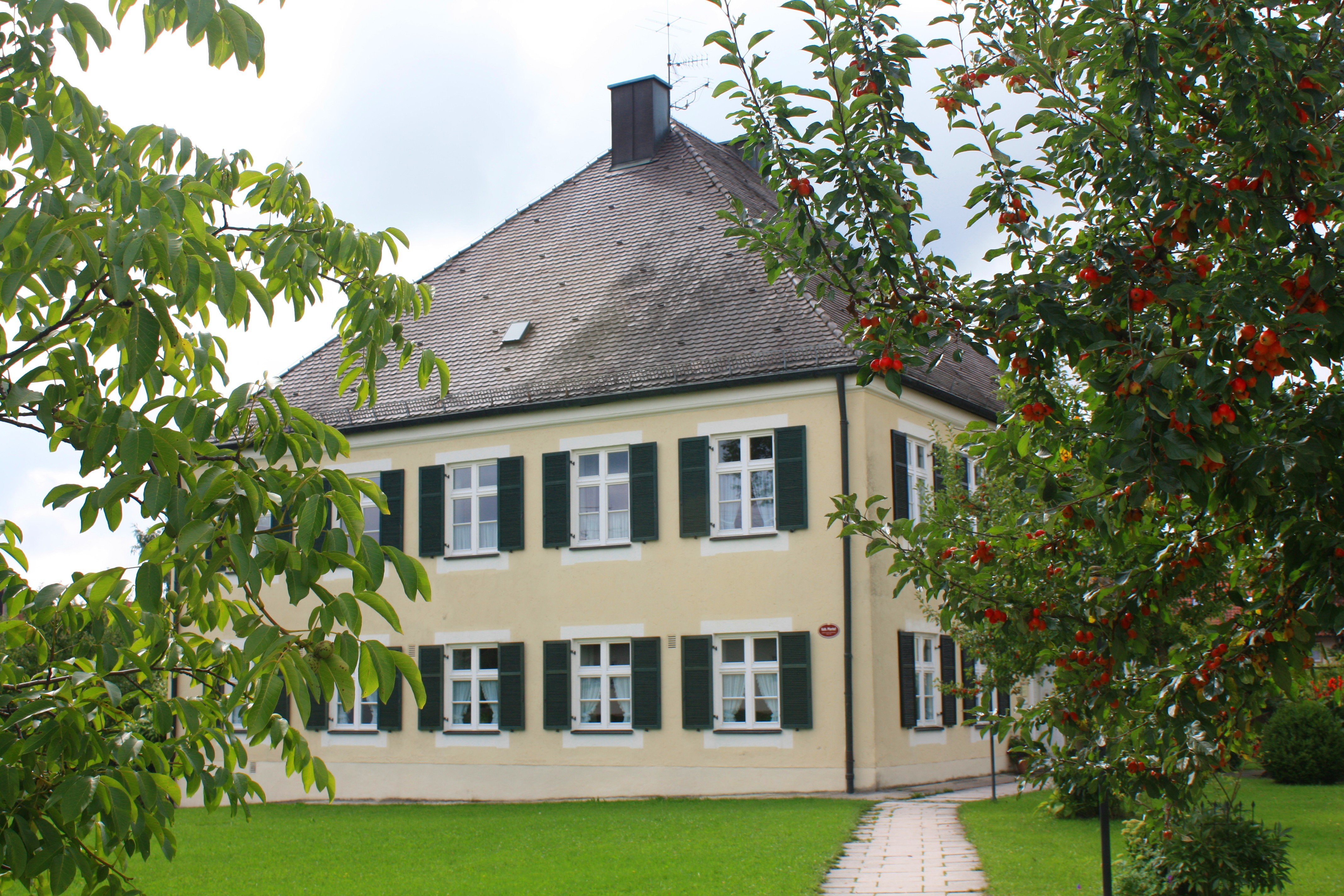
Der Schwabener Pfarrhof

1421 und 1427 wird Schwaben als Pfarrei erwähnt, 1438 der Pfarrsitz von Landsham (heute Gemeinde Pliening) nach Schwaben verlegt. 1444 wird an der Webergasse Land gekauft, wo der Pfarrhof mitsamt landwirtschaftlichem Betrieb gebaut wird. Das heutige Gebäude des Pfarrhofs stammt aus dem Jahr 1762. Zuvor nannte eine andere Quelle 1440 den Wirt Balthasar Hintermayr, der aber auch ein Weinwirt gewesen sein könnte. Wein war bis zur Klimaabkühlung um 1400 als Getränk auch in Altbayern weiter verbreitet. Als nach dem kalten Winter 1437/38 die Weinreben in der Region endgültig abstarben, gewann Bier an Bedeutung. Um 1600 sind in Schwaben zwei Brauerfamilien belegt. Im Oberbräu die Grueber und im Unterbräu die Trappentreu. Bis in das 19. Jahrhundert ist der Hopfenanbau in der Umgebung dokumentiert, zum Beispiel im heutigen Postanger.
Das Landgericht Schwaben war bis etwa 1450 in die Ämter Purfing, Wiesham und Nordhof unterteilt. Schwaben gehörte zu Purfing. Mit der Neuaufteilung der Verwaltung wurde Schwaben eine eigene Hauptmannschaft.

### Vom Erbfolgekrieg bis zur Gründung des Königreichs Bayern

Markt Schwaben im Antiquarium der Münchner Residenz (Hans Donauer, 1585)

1504 brach der Landshuter Erbfolgekrieg um die Gebiete der ausgestorbenen Linie von Bayern-Landshut aus. Im Oktober 1504 zog der pfälzer Herrführer Georg Wisbeck von Landshut aus gegen München. Von da aus zog er gegen Schwaben. Der Burgpfleger Albrecht von Landenberg fing die anrückende Streitmacht ab, raubte ihnen die Geschütze und beschoss sie mit diesen von der Burg Schwaben aus, so dass der Feind sich zurückzog. Zu Zeiten des Deutschen Bauernkrieges blieb es im herzöglichen Schwaben ruhig.
Albrecht V. genehmigte am 8. April 1557 Schwaben das Abhalten von vier Jahrmärkten an den Quatembersonntagen und darauffolgenden Montagen sowie eines Wochenmarktes jeden Dienstag. Die vier Jahrmärkte trugen die Namen Fasten-, Dreifaltigkeits-, Michaeli- und Weihnachtsmarkt. Heute sind sie nach den Jahreszeiten benannt. Vor 1566 gab es einen großen Brand, der den Ort schwer in Mitleidenschaft zog. 1593 wurde Schwaben Erbpflege.
Als die Schweden 1632, während des Dreißigjährigen Krieges München besetzen, plünderten und brandschatzen sie in der Umgebung. Der Pflegsverwalter Tobias Weckherlinn berichtete am 1. Juli an Kurfürst Maximilian I., dass nach dem schwedischen Einfall alles zerhackt und hinweggeraubt sei. Viele Häuser waren abgebrannt und „in der Feindts Gefahr umgekommen.“ Die Burg war größtenteils zerstört. 1634 wütete die Pest und der neue Pflegsverwalter Martin Brandthueber berichtete von vielen Kranken und Toten. Zudem hätten kaiserliche Truppen in der Umgebung gewütet, „selbst der Feind kunnt nit ärger Hausen.“ Die Pfarrkirche von Schwaben wurde 1632 und 1638 von den Schweden ausgeraubt. 1647/48 plünderten Schweden und Franzosen nochmals Schwaben und das umliegende Gebiet. 1648 ging auch noch eine Viehseuche um, die wahrscheinlich auch Schwaben nicht verschonte.
Auf den Resten der Burg ließ Kurfürst Maximilian I. ab 1650 das Schloss Schwaben bauen. Es wurde nach seinem Tod von dessen Witwe Maria Anna 1659 fertiggestellt. Der ehemalige Bergfried blieb zunächst. 1692 musste nach einem Sturm das Dach erneuert werden. Erst 1719/20 wurde der Turm abgerissen und durch einen Springbrunnen ersetzt. Wie in der Burg zuvor, lebte hier der Pflegsbeamte und der Landesherrscher, wenn er zur Jagd nach Schwaben kam. 1725 empfing Clemens August, Sohn von Kurfürst Max Emanuel, im Schloss die Priesterweihe. 1800 wurde wegen der Kriegswirren um die Schlacht bei Hohenlinden in der Schlosskapelle ein Magazin untergebracht. 1803 war die Kapelle so zerstört, dass man sie nicht mehr für einen Gottesdienst nutzen konnte.

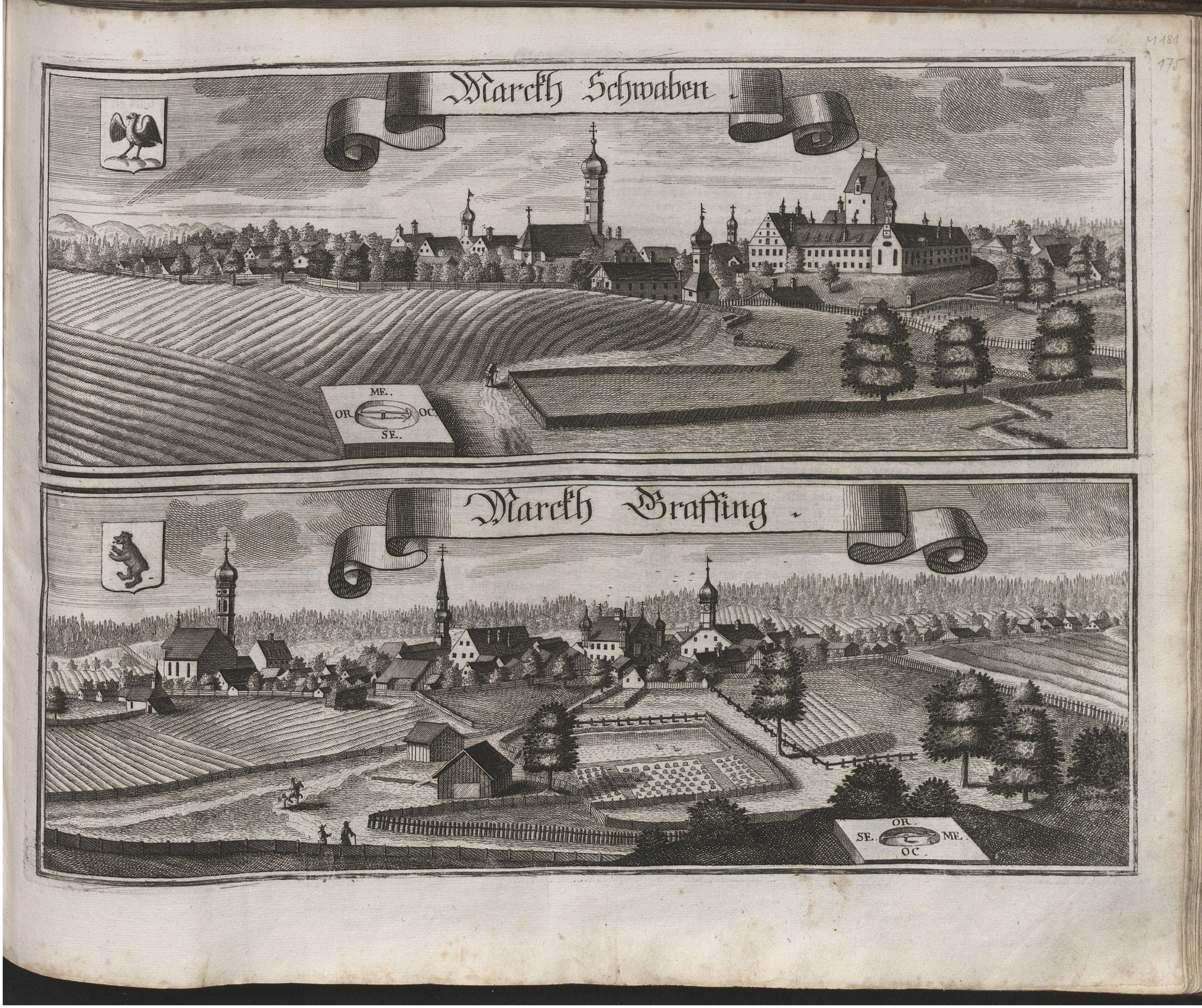
Die Märkte Schwaben und Grafing (Stich von Michael Wening,1701)

Das 1893 abgebrochene Rathaus

Am 5. Mai 1749 kam es zu einem großen Brand, als Johann Augustin Gerstlacher, ein Leutnant in französischen Heer und Neffe des Oberbräus, in der Wagner-Schmiede mit Handgranaten herumspielte. Eine warf er über das Haus des Hufschmieds. Da die Häuser damals mit Stroh und Holzschindeln gedeckt wurden, fingen sie schnell Feuer. Der halbe Ort, östlich des Marktplatzes mit 33 Häusern und zwei Stadeln brannte nieder. Der Leutnant musste als Schadensersatz auf sein gesamtes Erbe verzichten, was aber nur einen Teil der Schäden deckte. Da auch Brandsteuer, Spenden und Hilfsgelder nur gering sind, entsteht im Ort sehr große Unzufriedenheit. Man spricht von ungerechter Verteilung der Gelder. Erst ein Eingreifen der kurfürstlichen Verwaltung aus München und die Verhängung von Strafen stellt die Ruhe und Ordnung in Schwaben wieder her.
1774 verbot Pflegsverwalter Janson de Stock, wohl im Sinne der Aufklärung, eine zwei Jahre vorbereitete Aufführung eines Theaterstücks über den Heiligen Nepomuk in Schwaben. Da sich die Schwabener weigerten, dem Verbot nachzukommen, entwickelte sich daraus fast ein gewaltsamer Konflikt, der als Komödienkrieg in die Geschichte ging. Den Schwabenern gelang es, sich durchzusetzen und die Erlaubnis für die Aufführung zu erhalten. 1800 waren während der Schlacht bei Hohenlinden in Schwaben 2000 Soldaten einquartiert. Als 1812 Bayern Napoleon Truppen für den Russlandfeldzug zur Verfügung stellen musste, waren auch Schwabener dabei. Sieben von ihnen überlebten den Feldzug und kehrten heim.
1802 wurden die Selbstverwaltungsrechte von Märkten und Städten in Bayern eingeschränkt. 1805 wurde das letzte Urteil eines Blutgerichts durch das Landgericht Schwaben verhängt, woraufhin zwei Grafinger Mörder im „Galgenhölzl“ enthauptet wurden. Die Gerichts- und Verwaltungsbehörde wurde 1812 nach Ebersberg verlegt. 1803 wurden religiöse Theater verboten, was das Aus für das jährliche Ölbergtheater in Schwaben war, das im ganzen 18. Jahrhundert hier von Laien in der Osterzeit aufgeführt wurde.
Das inzwischen völlig runtergekommene Schloss wurde an privat versteigert und bis auf den Südflügel und Teile des Westflügels abgebrochen. Der Wiederverkauf der Steine sollte den Gewinn aus dem Kauf bringen. Den verbliebenen Schlossflügel kaufte der Glasermeister Vitus Siebenbürgen und richtete dort seine Werkstatt ein, weswegen das Gebäude nun das „Glaseranwesen“ genannt wurde. 1839 kaufte es der Brauer Felix Trappentreu und nutzte es als Lagerhaus.
Mit der Neuordnung der Gemeindeverfassung wurde die bisherige Trennung zwischen den Bürgern des Marktes und den „Burgsassen“ aufgehoben. Die Burgsassen waren dem Land- und Pflegegericht unterstellt. Dies waren neben den Schlossbewohnern der Pfarrer, der Hofwirt (der spätere Postwirt) und die Betreiber der Höfe im Besitz der Wittelsbacher, der Tallmair, Hofbauer und der Mair von Haus. Zu den bayerischen Herrschern gehörten außerdem fünf Huben (halbe Höfe), zwei Lehen (viertel) und zwei Sölden (achtel).
Mit dem bayerischen Gemeindeedikt von 1818 erhielt Schwaben wieder Selbstverwaltungsrechte zurück. 1828 bekam der Ort eine Gendarmerie.

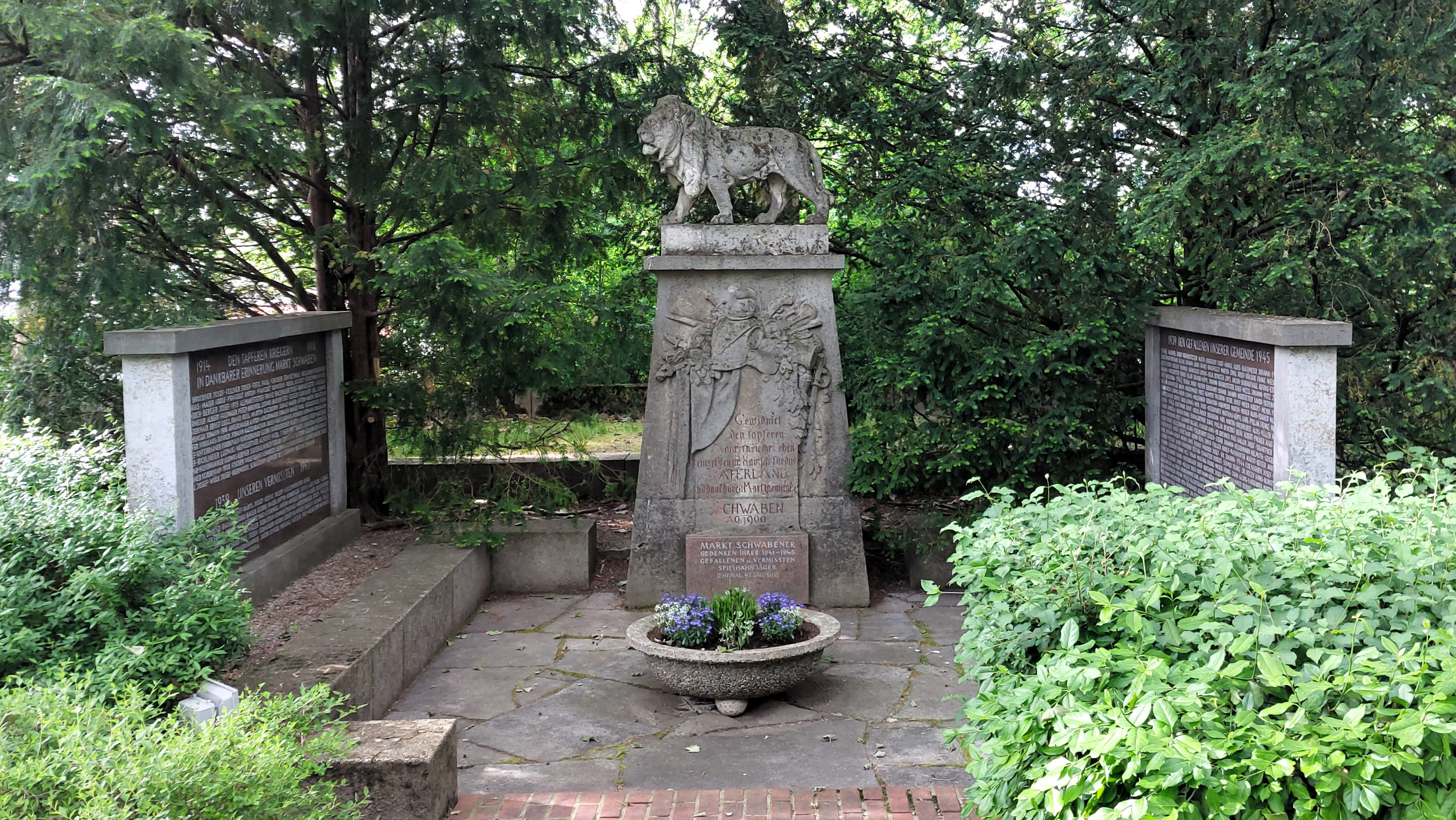
Kriegerdenkmal für die Gefallenen von 1870/71, mit zusätzlichen Tafeln für die Gefallenen der Weltkriege

In den 1860er Jahren entsteht ein Gemeindekrankenhaus, dass bis 1956 geführt wird. Danach wurde aus dem Gebäude das Altenheim der Arbeiterwohlfahrt. Am 1. Januar 1867 kam es in Schwaben zu einem großen Haberfeldtreiben. Die Haberer zogen von der Loderergasse in den Ort hinein, vorbei an Kirche und Mariahilfkapelle auf einen Acker westlich der heutigen Brauerei Schweiger. Hier lärmten sie mit Blechdeckeln und schossen mit Gewehren in den Ort, unterbrochen von den Versen des Haberfeldmeisters. Durch die Schüsse bestand Lebensgefahr. Die Spottverse beschuldigten den Gendarmen, den Pfarrer und mehrere andere Einwohner Schwabens der Unsittlichkeit. Zudem soll der Oberbräu Huber sein Bier verwässert und der Seifensieder seine erste Frau verhungert haben lassen. Nach einer dreiviertel Stunde beendeten drei Gendarmen das Treiben, indem sie in die Menge schossen. Ein Haberer, ein Metzgergeselle aus Anzing, wurde am Knie verletzt. Er wurde später zu einem Jahr Gefängnis verurteilt. Ein Anzinger Wirtssohn und der Wirt von Purfing erhielten zwei Jahre Gefängnis als Strafe. Die anderen Haberer, die alle angeblich nicht aus Schwaben kamen, entkamen unerkannt. Infolge des Geschehens wurde die Gendarmerie auf Kosten der Gemeinde um fünf Mann verstärkt und fünf Monate lang mussten jede Nacht acht Gemeindebürger in den Straßen patrouillieren. Nachdem es am 18. Juni noch beim Schneiderwirt zu einer Rauferei kam, mussten bis Ende August sogar zwölf Bürger auf Streife gehen, um im Ort wieder für Ordnung zu sorgen.
Im Deutsch-Französischen Krieg (1870/71) starben 25 Männer aus Schwaben. Nach 1870 kam es in Markt Schwaben zu einem Bauboom. Mit dem Bau der Bahnstrecke München–Simbach 1871 und dem Ausbau des Gleiskörpers nach Erding 1872 war für Schwaben ein großer Aufschwung verbunden. Die Post wurde an die Bahn angegliedert und über die Postkutsche bestand die Verbindung nach Anzing und Ebersberg. Ab 1907 erhielt Schwaben elektrischen Strom. Den verbliebenen Schlossflügel hatte inzwischen der Brauer Joseph Bonschab gekauft und ausgebaut. 1908 zerstörte ein Feuer den Dachstuhl, der danach im neugotischen Stil neu gebaut wurde.

### Nach dem Ersten Weltkrieg bis zum Ende der Naziherrschaft

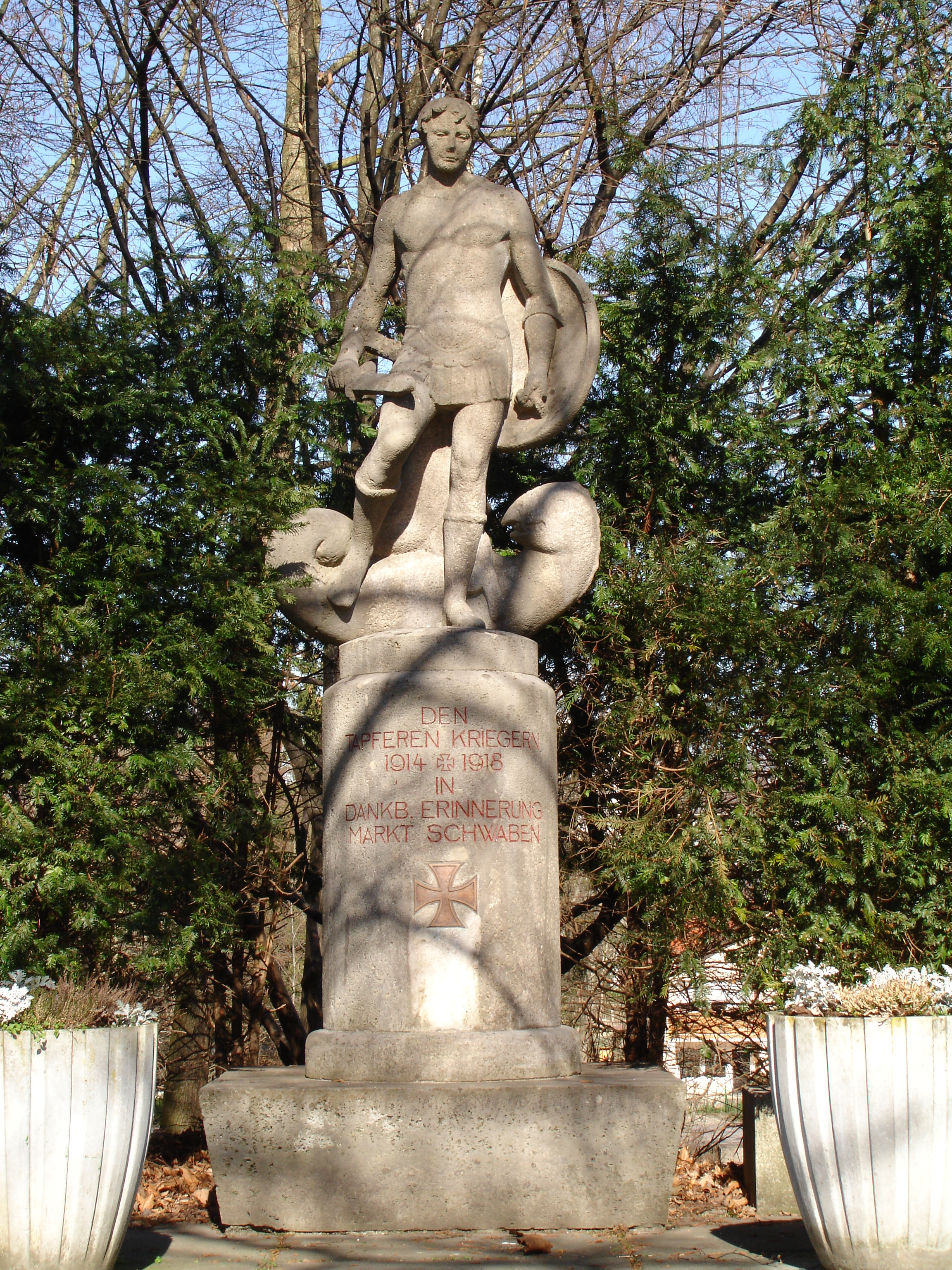
Denkmal für die Gefallenen des Ersten Weltkriegs

Der Erste Weltkrieg kostete von den 102 zum Kriegsdienst eingezogenen Schwabenern 72 das Leben. Danach nahm der Wohnungsbau ab, wenn auch die Arbeitsplätze mehr wurden. An die Ziegelei wurde eine Porzellanfabrik angeschlossen und das Sägewerk Schweiger wurde gegründet. Außerdem gab es eine Bimssteinfabrik und die Maschinenfabrik Weindl. In der Münchner Räterepublik1919 war der Schwabener Vorstand des Arbeitervereins Schemmel Mitglied der konstituierenden Räteversammlung. 1913 gab es in Schwaben eine Serie von neun Brandstiftungen (unter anderem beim Gröppmeier Hof) und 1925 eine weitere mit fünf Feuern (eines bei der Wolfmühle). Der Täter konnte ermittelt werden, nachdem die Schwabener eigene Wachen aufgestellt hatten.
Da die Gemeinde am 5. August 1922 beschlossen hatte, die Bezeichnung Markt in den Ortsnamen aufzunehmen, lautet der offizielle Name der Gemeinde seit dem 7. Dezember 1922 Markt Markt Schwaben. Die Aufnahme des Wortes „Markt“ soll ein Grund gewesen sein, warum der Ort, anders als Grafing und Ebersberg 1954 nicht zur Stadt erhoben wurde. Im selben Jahr wurde der neue Gendarmerieposten in der Trappentreustraße gebaut. Anton Haas von der BVP wurde 1924 der erste Arbeiter, der das Amt des Bürgermeisters erhielt. Er förderte die Gründung einer Bau- und Siedlungsgenossenschaft und stellte billiges Bauland am Henningbach zur Verfügung. So entstanden Häuser für 20 Familien. 1930 begradigte der Freiwillige Arbeitsdienst den Henningbach durch Markt Schwaben bis nach Haus.
| Reichstagswahlen in Markt Schwaben | Reichstagswahlen in Markt Schwaben | Reichstagswahlen in Markt Schwaben |
| Partei                             | 6. November 1932                   | 5. März 1933                       |
| ---------------------------------- | ---------------------------------- | ---------------------------------- |
| BVP                                | 35 %                               | 30 %                               |
| NSDAP                              | 14 %                               | 36 %                               |
| SPD                                | 12 %                               | 15 %                               |
| KPD                                | 26 %                               | 13 %                               |
| Bauernbund                         | 8 %                                | 4 %                                |

Der Ortsverband der NSDAP wurde am 30. Oktober 1932 gegründet. Ortsgruppenleiter wurde Anton Müller. Ihm folgten später Andreas Rammelsberger und schließlich 1934 Heinrich Jansen. Bei der Reichstagswahl November 1932 gewann die Partei in Markt Schwaben nur 14 % der Stimmen. Nach der Machtübernahme im März 1933 stieg ihr Anteil bei der Reichstagswahl März 1933 auf 36 %. Am12./13. März 1933 wurde gegen den Widerstand von Bürgermeister Anton Haas die Hakenkreuzflagge am Rathaus gesetzt. Am 21. März fand ein großer Fackelzug der Nazis statt und am 24. März Haas von seinem Amt beurlaubt. Nach einer Hausdurchsuchung wurde er, zusammen mit 16 weiteren Schwabenern, die der BVP, der SPD, dem Katholischen Gesellenverein und den Kommunisten angehörten, in Schutzhaft genommen und in die Sieghartsburg nach Ebersberg gebracht. Die Deportation in das KZ Dachau drohte.
Der Marktplatz wurde in Hindenburgplatz umbenannt, die Ebersberger Straße in Hermann-Göring-Straße, die Bahnhofsstraße in Ritter-von-Epp-Straße und die Münchner Straße in Adolf-Hitler-Straße. Am 11. April 1933 gründete sich die NS-Frauenschaft mit 65 Mitgliedern. Bei der Volksabstimmung 1934 stimmten 94 % der Wähler für Adolf Hitler, nur 6 % gegen ihn. 18 Stimmen waren ungültig. Die Wahlbeteiligung betrug 98 %, da selbst Kranke von Nazis zum Wahllokal gebracht wurden. Ortsbauernführer wurde 1937 Hermann Döderlein von der Paulimühle.
Laut den Ortschronisten Irmgard Köhler und Josef Blasi blieb die Herrschaft der Nazis unter Ortsgruppenführer Jansen und Bürgermeister Hans Schweiger in Schwaben relativ friedlich. So wurde keiner der Bewohner Markt Schwabens in das KZ Dachau gebracht. Doch auch hier gab es „Fanatiker, Denunzianten, Mitläufer und Nutznießer“. Von acht SA-Männern aus dem Ort ist bekannt, dass sie an der „Reichskristallnacht“ im November 1938 in München beteiligt waren. Im Verzeichnis der „Haftstätten unter dem Reichsführer SS“ des Internationalen Suchdiensts ist Markt Schwaben als Unterkommando des KZ Dachau vom 2. September 1944 bis 23. April 1945 eingetragen. Demnach sollen für Waffen-SS und Polizei acht bis zwölf Häftlinge hier gearbeitet haben. Laut Augenzeugen luden die Häftlinge Waren aus dem Nachschublager der SS an der Geltinger Straße um.
1935 wurde im Rahmen eines Umbaus im damaligen Schulhaus in der Schulgasse ein Luftschutzkeller eingebaut. 1936 wurden durch die Reichsheimstätte 20 Einfamilienhäuser für kinderreiche Familien aus dem Ort am Graf-Ulrich-Weg und Markgrafenweg fertig gestellt. 1937 wurden erste Straßen um den Marktplatz herum geteert. Dieser Straßenbelag blieb dann auch für die nächsten 20 Jahre unverändert. Im Zweiten Weltkrieg entstanden zahlreiche Notwohnungen. Auf einem Feld, wo heute die Böhmerwaldstraße liegt, wurden 32 Behelfsheime für Münchner Ausgebombte gebaut. Die Reichsbahn baute 1944 die Eisenbahnersiedlung nordwestlich der Ziegelei. Hier zogen Bahnbedienstete aus dem Osten Münchens ein. 1940 wurden polnische Zwangsarbeiter zur Arbeit bei den Bauern nach Markt Schwaben gebracht. Kurz darauf kamen französische Kriegsgefangene dazu.
Zwischen 1943 und 1945 wurde im Schwabener Schloss das Luftgauamt VII von München untergebracht, 1944 kam noch Gauleiter Paul Giesler mit der Meldekopfabteilung dazu. Der Reichsnährstand errichtete vier Baracken am Sportplatz am Gerstlacherweg. Die SS quartierte sich in zwei Baracken an der Finsinger Straße ein. Soldaten der Transportkompanie des Luftgaus kamen in Privatquartieren unter. Militärische Nachschubgüter wurden in verschiedenen Gebäuden von Markt Schwaben untergebracht. Waffen gab es in diesen Lagern aber nicht.
Anfang 1945 gab es schwere Bombenangriffe auf München und Erding. Jagdbomber griffen Züge zwischen Poing und Markt Schwaben und Autos auf den Straßen an. Die Bauern trauten sich nur in den frühen Morgen- und späten Abendstunden die Felder zu bestellen. Neben dem Luftschutzkeller im Schulhaus gab es für die Bevölkerung Schutzräume in den Brauereikellern des Ober- und des Unterbräus. Größere Luftangriffe auf Markt Schwaben gab es aber nicht. Eine kleine Bombe traf ein Wohnhaus in der Nähe des Bahnhofs und nördlich der Gleise fielen etwa 40 Splitterbomben ohne größere Schäden zu verursachen. Sie trafen vor allem das Holzlager der Gebrüder Schweiger. Zwei Schwabener kamen bei Bombenangriffen auf Riem und Erding ums Leben. Die Zahl der gefallenen Soldaten aus Markt Schwaben 159. 37 Männer galten nach dem Krieg als vermisst. Insgesamt starben durch den Krieg 197 Männer, Frauen und Kinder aus dem Ort.
Zu Kriegsende zogen immer öfter versprengte deutsche Kampfverbände durch Markt Schwaben. Ende April 1945 rückten amerikanische Truppen der 7. Armee in Richtung Markt Schwaben vor. Damit die Waren in den Depots nicht den Amerikanern in die Hände fielen, ließ Bürgermeister Schweiger die Lager für die Bevölkerung öffnen. Die Einwohner Markt Schwabens hamsterten sich daraufhin daraus Stoffballen, Stiefel, Leder und hektoliterweise Schnaps. Weil sich die Plünderer nicht die Mühe machten, die Hähne der Schnapsfässer zu schließen, standen sie am Ende 20 Zentimeter tief im Alkohol. Am 27. April 1945 sägten fünf Angehörige des Schwabener Volkssturms Panzersperren an. Sie wurden von einer SS-Streife erwischt, nur einer konnte fliehen. Die anderen vier wurden im Saal des Gasthauses zur Post gefangengehalten. Ihnen drohte nun die Todesstrafe. Als einige ihrer Frauen davon erfuhren, baten sie den Schulrektor Joseph Haushofer um Hilfe. Er hatte den Rang eines Majors inne. In der Nacht ging er in Uniform zum Gasthof, übernahm dort das Kommando und führte die Gefangenen raus. Nachdem sie eine Zeit durch die Gassen gegangen waren, schickte Haushofer die Gefangenen weg.
Um 5 Uhr morgens öffnete der Volkssturm am 1. Mai 1945 alle Panzersperren und um 7:45 Uhr besetzte ein amerikanischer Panzerverband erst den Marktplatz und dann den Ort, ohne dass es zu größeren Vorfällen kam. Sie waren aus der Richtung von Ottenhofen angerückt. Aus der Bahnunterführung bei Haus schossen sie mehrmals in Richtung der Bauernhöfe, ohne Schaden anzurichten. Danach fielen von amerikanischer Seite keine Schüsse mehr. Der aus Haus stammende Lorenz Ostermayr, der früher mal in New York gelebt hatte, ging mit einer weißen Fahne und drei französischen Kriegsgefangenen den Panzern entgegen bis an die Stelle des heutigen Kolpingheims entgegen. Zufälligerweise kam der amerikanische Panzerkommandant aus derselben Straße in New York, in der auch Ostermayr gelebt hatte. Ostermayr informierte die Amerikaner, dass in Markt Schwaben keine deutschen Truppen mehr waren. Die SS hatte sich gegen vier Uhr früh nach Süden abgesetzt. Auch NSDAP-Ortsgruppenleiter Jansen war geflohen. Von der Wehrmacht waren nur noch ein paar versprengte Soldaten und die Angehörigen des Luftgaus VII. im Ort. Um 8 Uhr übergab Major Haushofer als ranghöchster Offizier im Schloß Markt Schwaben an den amerikanischen Kommandanten. Die Amerikaner nahmen die 27 vorher vom deutschen Militär genutzten Zimmer im Schloss in Beschlag. Später wurden im Schloss Flüchtlinge untergebracht. Die Kampftruppen zogen weiter in Richtung Ebersberger Forst, um gegen die vermeintliche Alpenfestung vorzurücken. Eine Gruppe Soldaten stürmte das Rathaus, wo aber nur der Kassenwart und ein Lehrling waren. Mit einem Jeep wurde Bürgermeister Schweiger von seinem Haus in Sägmühle abgeholt. Er blieb noch bis zum 7. Mai im Amt, dann setzte die Besatzungsmacht den alten Bürgermeister Anton Haas wieder ein.
Auf dem Marktplatz versammelten sich am Tag des Eintreffens der Amerikaner mehr als 50 ehemalige jüdische KZ-Häftlinge. Sie waren am 25. April in Poing aus einem Zug entkommen, der sie aus dem KZ-Außenlagerkomplex Mühldorf Richtung Tirol bringen sollte. 15 von ihnen hatten Bahnarbeiter auf einer Draisine von Poing nach Markt Schwaben gebracht. Andere hatten sich in den Wäldern östlich von Poing versteckt. Wahrscheinlich waren auch Geflohene aus dem KZ Buchenwald zu ihnen gestoßen. Der Markt Schwabener Arzt Dr. Dr. Fritz Lichtenegger hatte im März im Unterbräu ein Hilfslazarett eingerichtet, wohin nun die abgemagerten Flüchtlinge gebracht wurden. Drei von ihnen starben trotzdem noch in den folgenden Wochen an Unterernährung. Zwei von ihnen kamen aus dem KZ Buchenwald, der Dritte aus dem Todeszug. Es war der Italiener Luciano Anticoli, dessen drei ältere Brüder bereits zuvor in KZs umgebracht wurden. Es starb als 20-jähriger am 20. Mai 1945.
Im Ort wurde eine Ausgangssperre verhängt und Rathaus, Benefiatenhaus und Pfarrhaus für Besucher gesperrt. Die amerikanischen Soldaten durchsuchten den Ort Haus für Haus. In den SS-Baracken in der Finsinger Straße fanden die Amerikaner Personalunterlagen mit dem Namen aller Mitarbeiter, die an der Entwicklung der V2 beteiligt waren. Bei Lichtenegger wurden am 3. Mai seine SS-Uniform und eine Waffe entdeckt. Er war in der Allgemeinen SS in Österreich früher aktiv gewesen. Lichtenegger wurde in das Schloss abgeführt und nach kurzem Prozess, im Schloss von den Amerikanern standrechtlich erschossen wurde. Ansonsten blieb es bei den Durchsuchungen bei der üblichen Mitnahme von Wertgegenständen durch die Amerikaner.
Ende Mai 1945 wurden in und um Markt Schwaben Angehörige der ehemaligen deutschen Italienarmee in Massenquartieren untergebracht, bis sie aus der Kriegsgefangenschaft entlassen wurden. Die letzten Mitglieder der NSDAP wurden im Sommer 1945 von der amerikanischen Militärregierung aus den wichtigsten Ämtern und Wirtschaftsposten entfernt. NSDAP-Ortsgruppenleiter Jansen und andere Parteimitglieder, die nach ihrer Flucht nach Markt Schwaben zurückkehrten, wurden festgenommen und kamen in das Internierungslager Moosburg, wo sie zwischen Wochen und Monate verbrachten. In den Wäldern östlich der Poinger Straße hatte die SS etwa 100 Autos und Lastwagen versteckt, die noch mehr oder weniger fahrtüchtig waren. Einige ehemalige französische Kriegsgefangene suchten sich hier Fahrzeuge aus, um schnell nach Hause zu kommen. Letztlich waren aber die Sammeltransporte vor ihnen wieder in Frankreich. Auch Einheimische bedienten sich aus diesen Beständen. Im Februar 1946 lehnte der Gemeinderat die zehnte Anmeldung eines Transportunternehmens ab, da schon die anderen neun Probleme mit der Treibstoffversorgung hatten, darunter auch die heutige Larcher Touristik. In den Sommer 1946 und 1947 wurden ehemalige Parteimitglieder zum Schlagen von Brennholz für den Winter in den Ebersberger Forst geschickt. Vor Weihnachten 1945 wurde die nun nur noch nächtliche Ausgangssperre aufgehoben.

### Nach dem Zweiten Weltkrieg bis heute

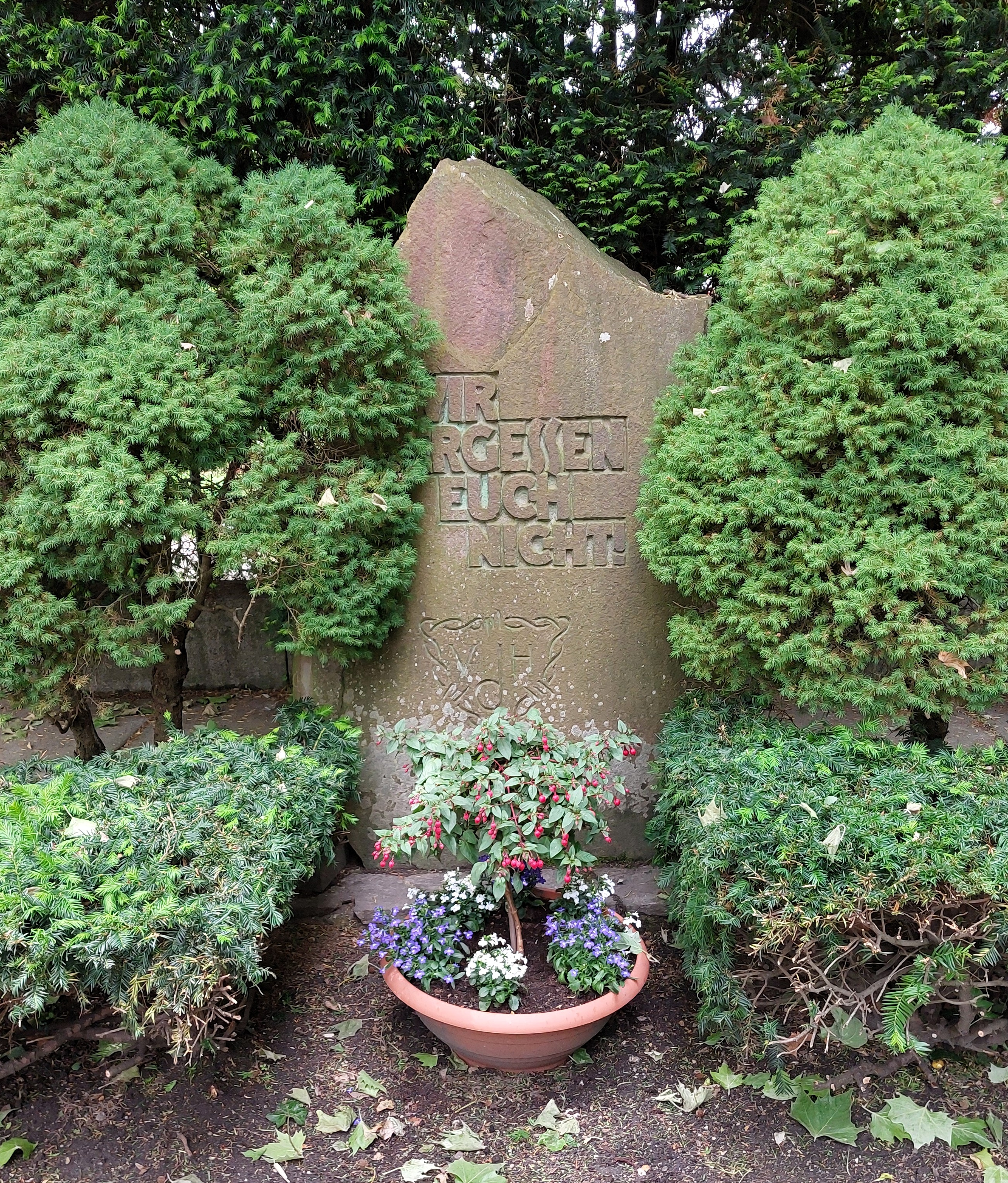
Gedenkstein des Bundes der Vertriebenen

Nach dem Zweiten Weltkrieg ließen sich viele Heimatvertriebene aus den ehemaligen deutschen Ostgebieten und Siedlungsgebieten in Osteuropa in Markt Schwaben nieder. Im Oktober 1947 lebten in der Marktgemeinde 2600 Einheimische und 1800 Flüchtlinge. Eine Statistik von 1949/50 nennt eine Schätzung der Herkunftsländer: 800 aus Böhmen und Mähren, 200 aus Schlesien, 300 aus Ungarn und jeweils 200 Rumänien und Jugoslawien sowie Ende 1950 150 Personen aus der Sowjetischen Besatzungszone. Straßennamen wie Königsberger, Neusatzer oder Ödenburger Straße im Südwesten Markt Schwabens erinnern daran. Die Bevölkerung setzte sich in dieser Zeit hauptsächlich aus typisch bodenständigen Gewerbeschaffenden zusammen, die den Markt und die umliegenden Dörfer mit Produkten versorgten. Viele Straßen wurden in Erinnerung an sie bei der Straßennamenvergabe des Ortes in den frühen 1960er-Jahren benannt (z. B. Weißgerberweg, Kupferschmiedberg, Nagelschmiedgasse). Bis 1949 gab es eine Rekordzahl von Gewerbeanmeldungen. Die Aufnahme der Flüchtlinge wird als nicht gerade bereitwillig beschrieben. Wohnraum war knapp. Evakuierte aus den zerbombten Städten verschärften die Lage noch. Untergebracht wurden viele in den zahlreichen Baracken, die in der Kriegszeit entstanden waren. Die letzte Baracke am Fischergries, die dem Luftgau gehört hatte, stand noch bis 1974.
1950 entstanden drei Wohnblöcke an der Loderergasse und 1953 Mehrfamilienhäuser am Höhenrainerweg. In den 1960er-Jahren gab es in Markt Schwaben, wie allerorts im Münchner Einzugsgebiet, einen Bauboom, der zwei Hochhaussiedlungen (von-Kobell-Straße und Dr.-Hartlaub-Ring) hervorbrachte. Auf Postkarten aus der Zeit wird der Ort dementsprechend als „Wohngebiet im Münchener Osten“ betitelt. 1960 wurde die Mülldeponie auf der Wittelsbacher Höhe geschlossen. Bis 1960 waren Hausnummern im ganzen Ort wild verstreut den Häusern vergeben worden. Inzwischen gab es über 600. Nun wurden die Adressen strukturiert. Alle Straßen wurden benannt und die Hausnummern geordnet verteilt.

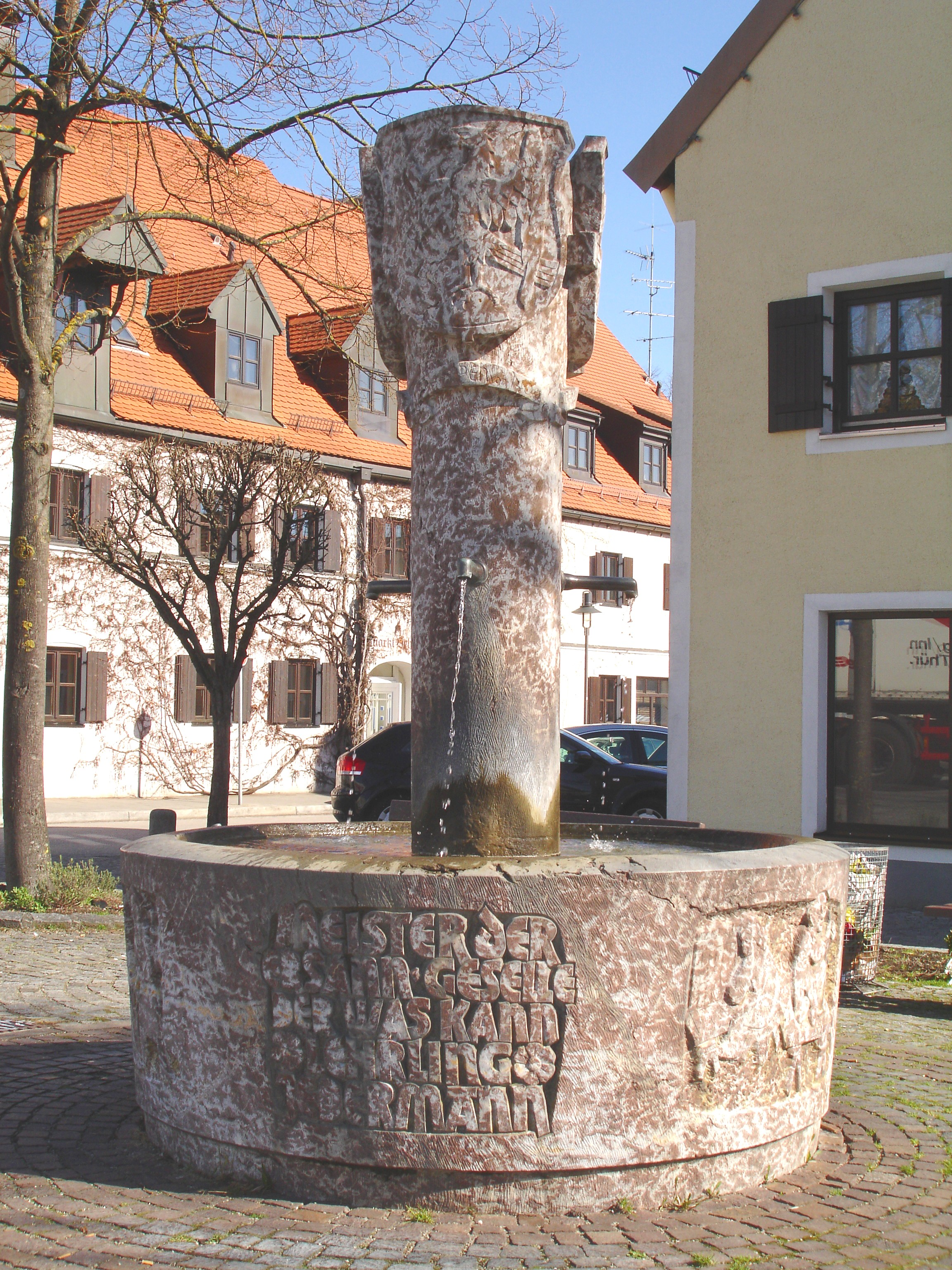
Der Marktbrunnen

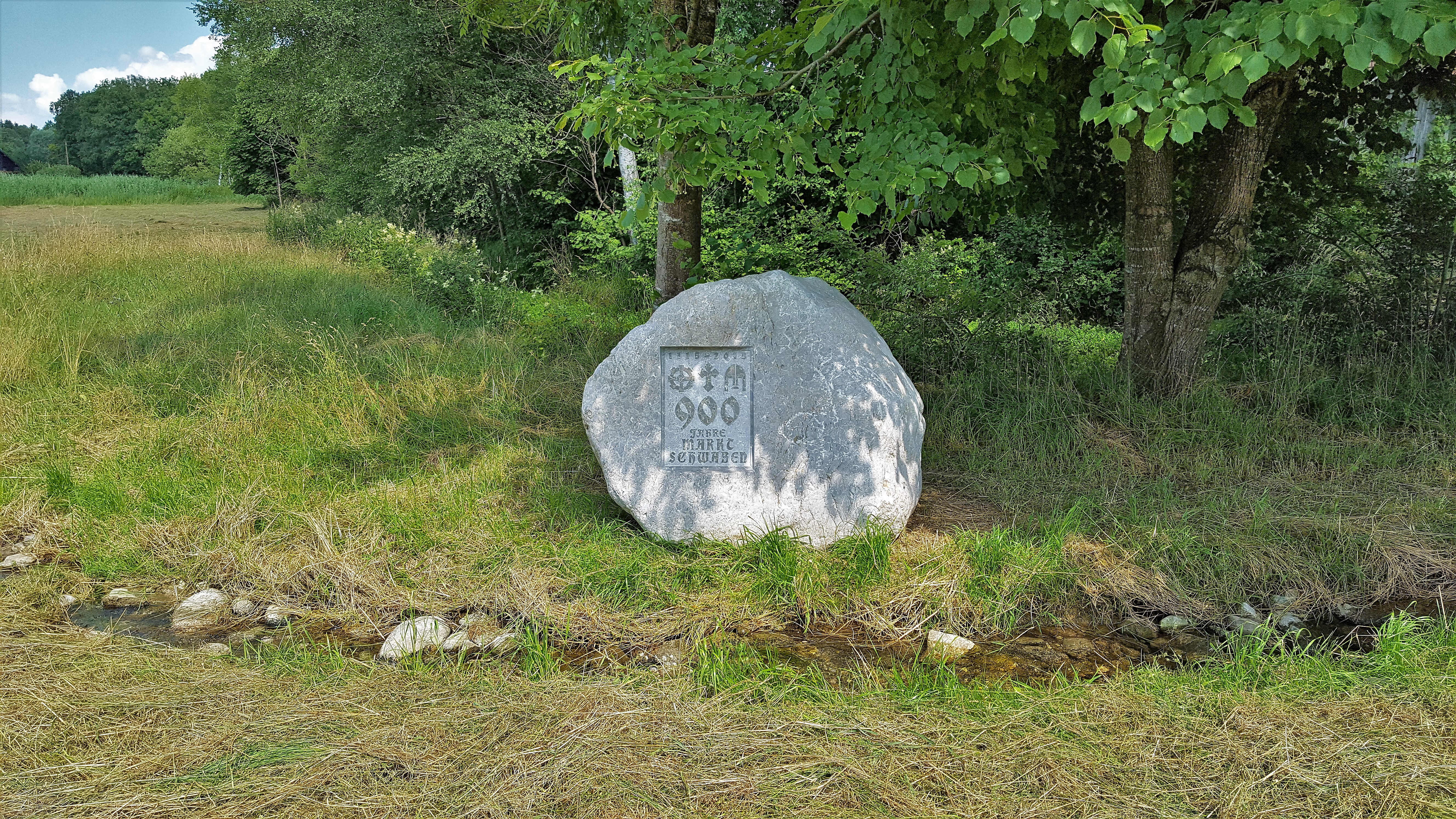
Gedenkstein zur 900-Jahr-Feier (2015)

Im Mai 1962 kam es zum Absturz des Aufklärungsflugzeuges Navy 131390, große Teile des Flugzeuges schlugen bei der Anzinger Köppelmühle, etwa 520 Meter südlich der Wolfmühle bei Markt Schwaben auf einem Feld auf. Eine Gedenktafel erinnert an der Anzinger Semptbrücke an das bis heute unaufgeklärte Unglück, bei dem nach offiziellen Angaben 26, nach Medienangaben jedoch 45 militärische und zivile Flugzeuginsassen ums Leben kamen. Eine kleine Sequenz des Filmes Gesprengte Ketten wurde 1962 in Markt Schwaben gedreht. James Coburn alias Officer Louis Sedgwick entwendet dabei vor dem alten Rathaus am Marktplatz ein Fahrrad und fährt danach die Ebersberger Straße ortsauswärts davon. 1963 gab es einen Wirbelsturm, der Wälder zerstörte und Dächer abdeckte.
1967 kaufte die Gemeinde den verbliebenen Schlossflügel. Die letzten Reste des Westflügels wurden 1970 abgerissen und die dabei entdeckten Gewölbe verfüllt. An den Südflügel angeschlossen entstand bis 1972 das heutige Rathaus. Im Schlossflügel kam ab 1974 die Gemeindebücherei unter. Das 90 Jahre alte Rathaus auf dem heutigen Marktplatz wurde 1983 abgerissen.
Seit 1978 gibt es in Markt Schwaben wieder einen Maibaum und der Marktbrunnen wurde am 5. Oktober eingeweiht. 1986 stellte die Holzindustrie Schweiger den Betrieb ein, womit 250 Arbeitsplätze verloren gingen. 1990 wurde der Autobahnanschluss fertiggestellt und 1991 eröffnete das Heimatmuseum. Am 10. Juli 1993 wurde der Sportpark mit dem Badeweiher im Südosten des Marktes eröffnet. Mit der Erschließung des Burgerfelds im Nordwesten ab 1994 wurde der Grundstein für einen neuen Ortsteil inklusive Erweiterung des Gewerbegebiets gelegt. Seit dem 17. Dezember 2007 ist es mit einer Fußgängerbrücke (mit einer Länge von über 50 Metern) über die Gleise westlich des Bahnhofs und drei Unterführungen mit dem Ortszentrum verbunden.
1994 bekam die Gemeinde den zwei Hektar großen Postanger geschenkt, der heute als Park und Überschwemmungsfläche dient. Im November 1996 überschritt Markt Schwaben die Einwohnerzahl von 10.000.

## Religionen

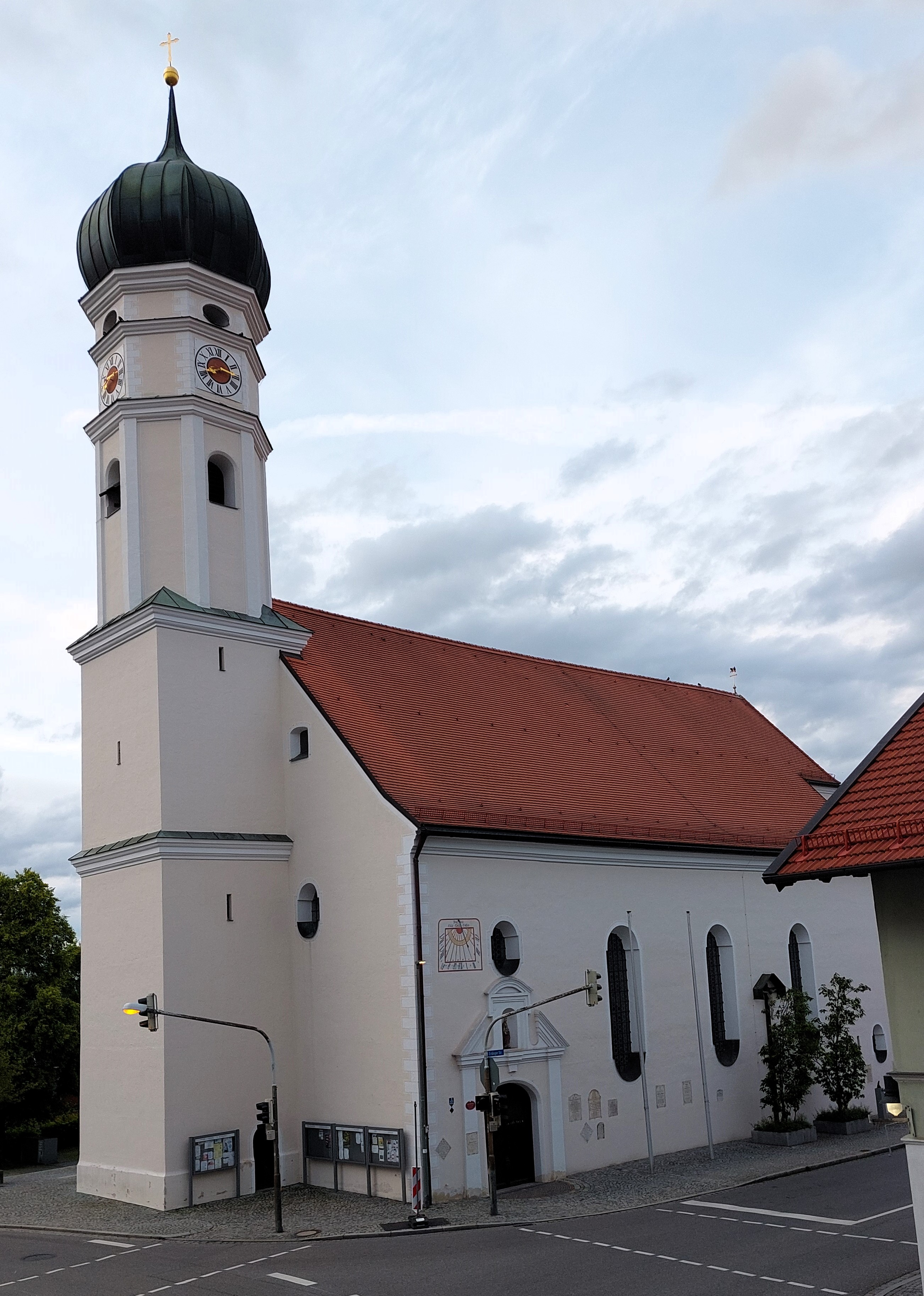
Katholische Pfarrkirche St. Margaret

In Markt Schwaben gibt es eine katholische und eine evangelisch-lutherische Kirche, außerdem Gemeinderäume der Freien evangelischen Gemeinde und eine türkische Moschee.

### Katholische Pfarrkirche St. Margaret und Mariahilf-Kapelle
Man vermutet, dass es bereits um 950 eine katholische Kirche in Schwaben gab. Die frühen Kirchen hatten die Apostel Philippus und Jakobus den Jüngeren als Patrone. Im 11. Jahrhundert wurde die Kirche in Landsham zur Pfarrkirche der Umgebung. 1315 ist eine romanische Kirche aus Ziegeln in Schwaben als Pfarfiliale erwähnt. 1438 wurde der Pfarrsitz von Landsham nach Schwaben verlegt und die Pfarrei dem Domkapitel Freising einverleibt. In der zweiten Hälfte des 15. Jahrhunderts entstand eine größere, gotische Kirche, wo heute der Maibaum steht. Sie hatte als Patrozinium nun Margaret. Um die Kirche herum lag der alte Friedhof.
Erklärungen für den Grund des Wechsels des Namenspatrons gibt es eine Reihe. Die heilige Magaret gehört zu den 14 Nothelfern, die im Volk sehr verehrt wurden. Als Gerichtsheilige war sie passend für einen Landgerichtssitz und da in dieser Zeit auch das Schwabener Moos immer mehr kultiviert wurde, war die Heilige auch als die Helferin gegen Schlangen willkommen. Margarete von Brandenburg, Ehefrau des Herzogs gab für den Bau eine Spende und die Wittelsbacherin Margarete von der Pfalz, die man fast als heilig ansah, war 1434 gestorben.
1550 musste der Pfarrer Stephan Rohrstorfer seine Gemeinde verlassen, weil er im Verdacht stand, Lutheraner zu sein. 1553 kehrte er zurück, taufte Kinder in deutscher Sprache und gab zur Kommunion den Laienkelch. 1558 wurde er in München verhört. Um nicht wie andere vor ihm verhaftet zu werden, floh er nach Wittenberg. Mit dabei, seine Köchin, die er als seine Ehefrau bezeichnete. Die Anhänger des Laienkelchs mussten nun illegalerweise nach Haag zur Kommunion. Erst am 16. April 1564 erließ Papst Pius IV. erließ ein Indult, dieunter anderem für Bayern die Kelchkommunion erlaubte. Danach zählte man 40 Personen, die in Schwaben von diesem Recht Gebrauch machten. Sogar aus München kamen Gläubige nach Schwaben, um den Laienkelch zu bekommen. 1571 zog Herzog Albrecht V. das Recht wieder ein. Schon im Jahr zuvor war eine herzögliche Kommission nach Schwaben gekommen und zwang die 40 Abweichler zur alten Form der Kommunion zurückzukehren. Acht weitere Personen mussten Altbayern verlassen. 1613 begann man in Schwaben mit Taufmatrikel. Bis 1625 kamen Heirats- und Sterbematrikel dazu. Ab 1628 ist die Rosenkranzbruderschaft in Schwaben dokumentiert. Sie bestand bis etwa 1955.
1671 wurde unter Pfarrer Balthasar Hueber (nach ihm ist der Pfarrer-Hueber-Weg benannt) mit dem Bau der heutigen Kirche St. Margaret begonnen, die den im Dreißigjährigen Krieg schwer mitgenommenen Bau ersetzte. Er wurde 1672 bis auf dem Chor, der als Friedhofskapelle diente, abgerissen. Angeblich sitzen die Markt Schwabener Katholiken seit Beendigung der Bauarbeiten an der Pfarrkirche St. Margaret in der falschen Kirche, denn laut Erzählungen wurden die Baupläne des Architekten Georg Zwerger der Anzinger und der Schwabener Kirche vertauscht. Ein schlüssiges Indiz, dass die Geschichte wahr sein könnte ist, dass die Anzinger Marienkirche von jeher als Wallfahrtskirche geplant war. Wallfahrtskirchen haben in der Regel immer zwei große Portale, damit die Wallfahrer auf der einen Seite ein- und auf der Gegenüberliegenden wieder ausziehen können. Dies ist bei der Pfarrkirche St. Margaret Markt Schwaben der Fall, wohingegen bei der Anzinger Kirche ein großes Eingangsportal an der Stirnseite zu finden ist.
Die Mariahilf-Kapelle am Gerstlacher Weg wurde 1721 errichtet. Die Kapelle bei der Paulimühle stammt aus dem 19. Jahrhundert. 1894 wurde die Kapelle in Haus gebaut.

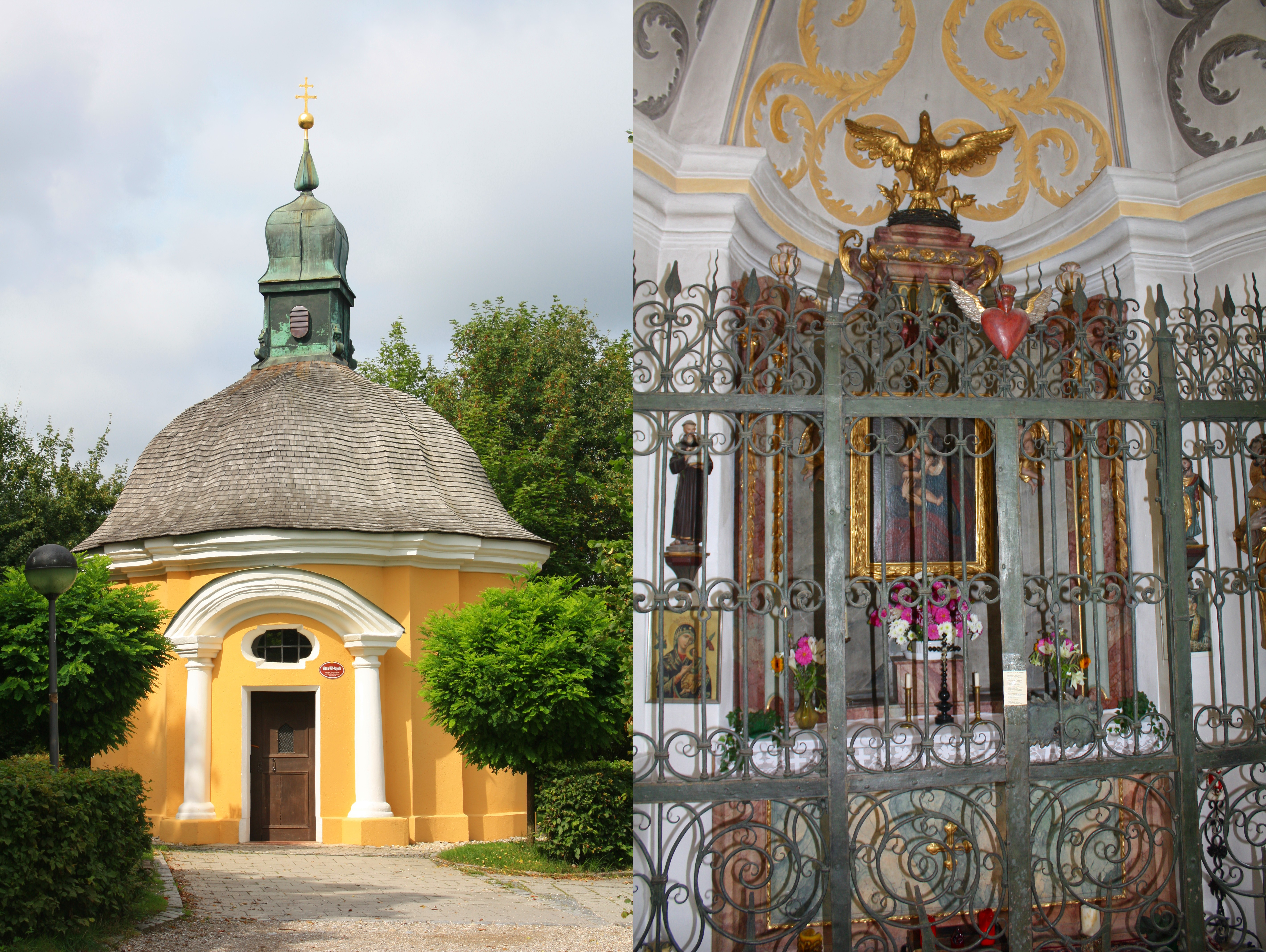
Mariahilf-Kapelle Gerstlacher Weg
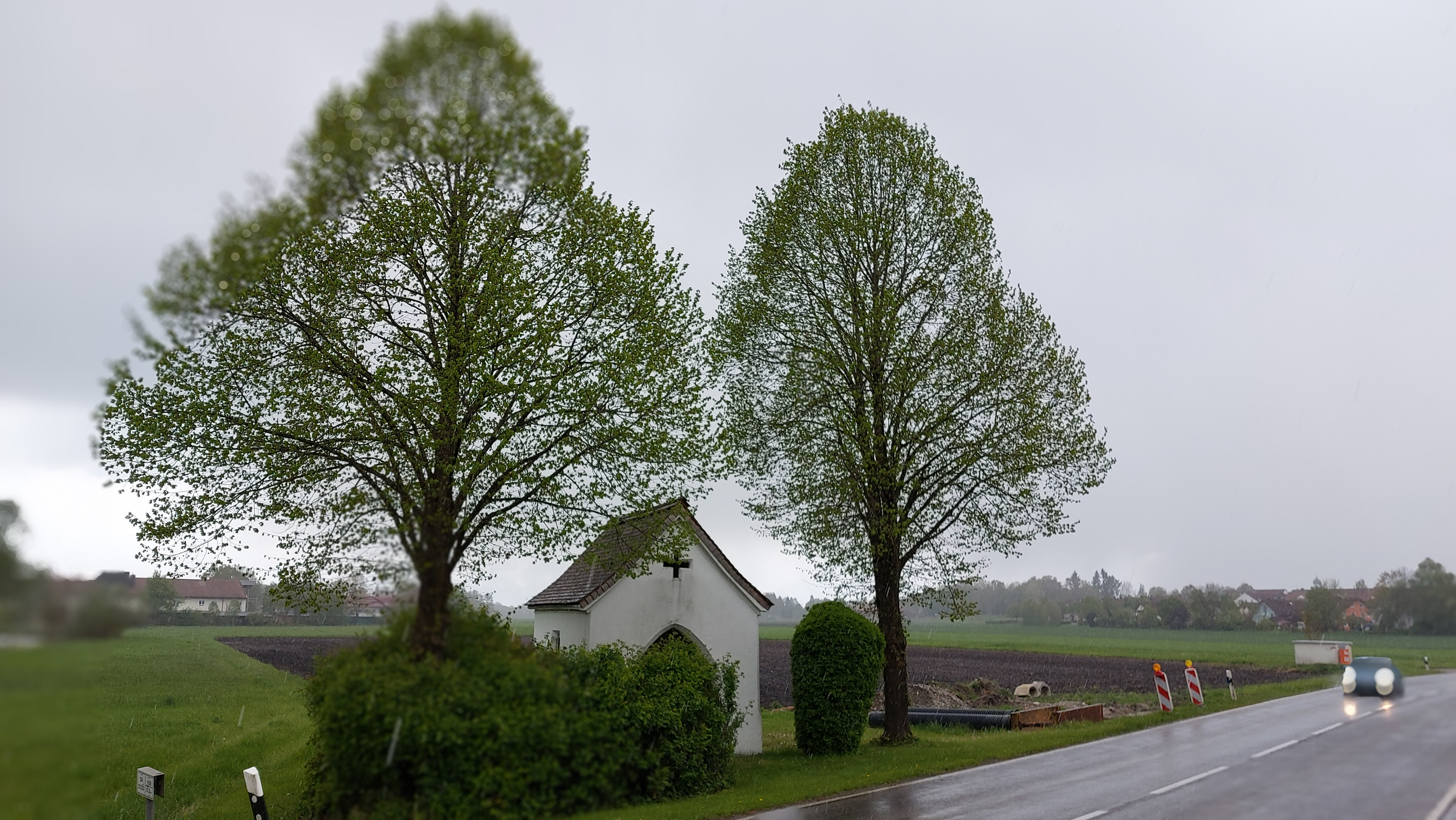
Kapelle der Paulimühle
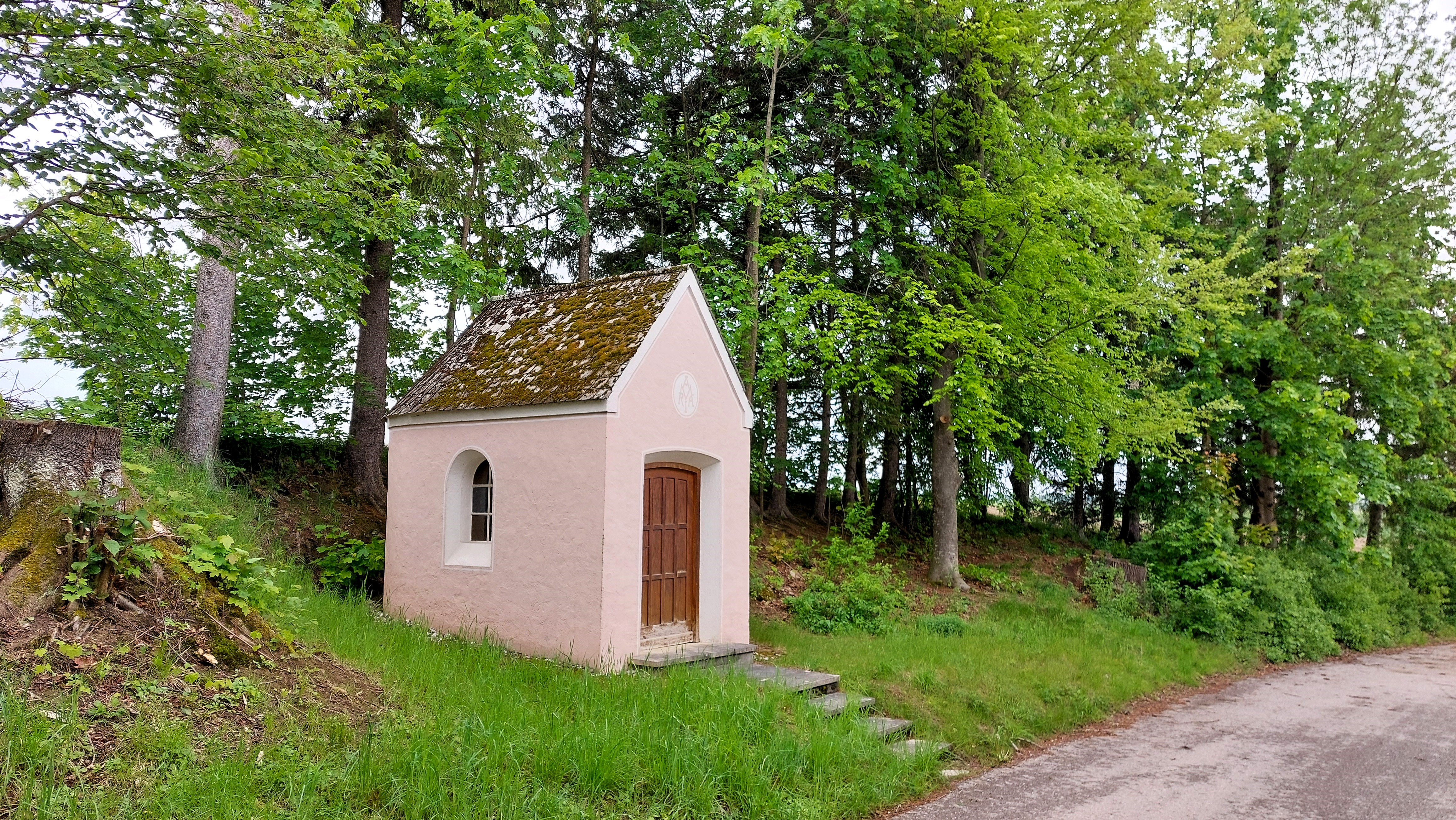
Kapelle in Haus

### Evangelische Philippuskirche

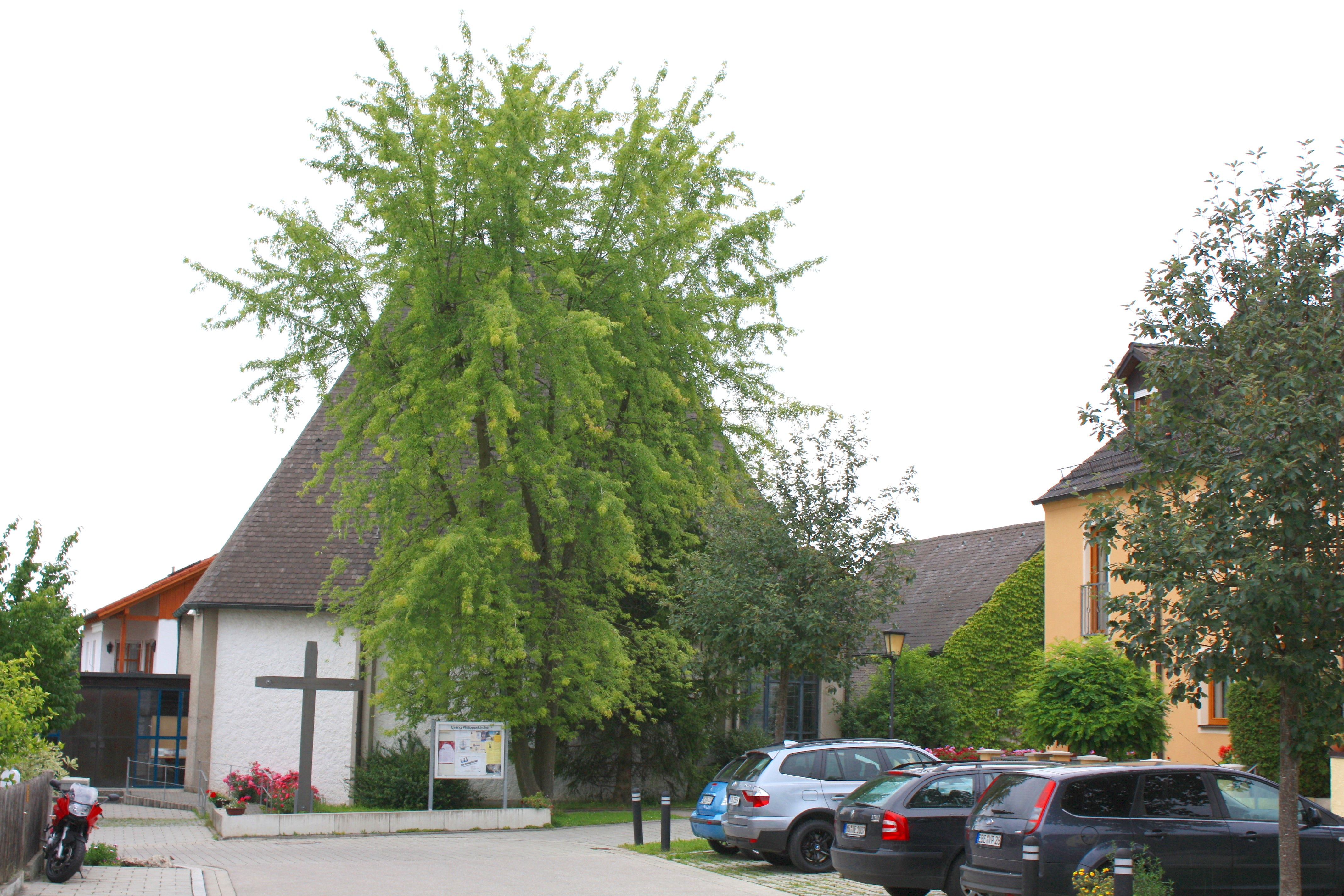
Evangelische Phillipuskirche

Mit dem Eisenbahnbau und dem Beginn der Industralisierugn kamen erstmals seit dem 16. Jahrhundert wieder evangelische Christen nach Markt Schwaben, doch bis zum Zweiten Weltkrieg blieben es nie mehr als zehn Familien, die dem Glauben angehörten. 1950 lebten in Markt Schwaben und Umgebung über 1000 evangelische Christen und es kam zur Trennung vom Pfarramt Feldkirchen. Die Gottesdienste wurden zunächst in der katholischen Kinderbewahranstalt (Marktplatz 19) gefeiert.
Am 22. Mai 1955 wurde die evangelische Philippuskirche mit der Vikarwohnung eingeweiht. Sie liegt im Nordosten Markt Schwabens. 1962 wurde aus dem Pfarrvikariat eine eigenständige Pfarrei. 1967 bekam die Kirche eine Orgel, 1976 wurde noch ein Gemeindezentrum der Kirche angefügt. 1986 kamen die beiden kleinen Glocken (b1 - des2) aus dem sehr niedrigen Glockenträger neben der Kirche in einen improvisierten, aufgesetzten Glockenstuhl. 2005 wurde die Kirche renoviert, 2011 wurde eine neue Orgel der Firma Hermann Eule Orgelbau Bautzen und 2016 das neue, von Andreas Meck geplante Gemeindezentrum eingeweiht.

### Freie evangelische Gemeinde

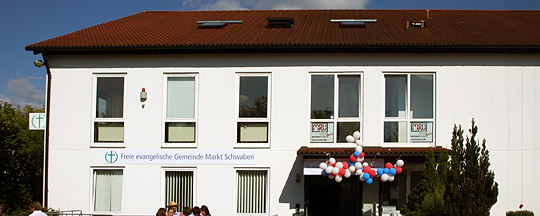
Freie evangelische Gemeinde

Seit 2001 befindet sich am Ort eine Freie evangelische Gemeinde. Die Gemeinderäume befinden sich im Gewerbegebiet Burgerfeld am Wiegenfeldring. 2006 wurde die Gemeinde selbständig, im selben Jahr bekam sie einen eigenen Pastor. Seit September 2018 ist Stefan Fetzner Pastor der Gemeinde.

### Türkische Moschee

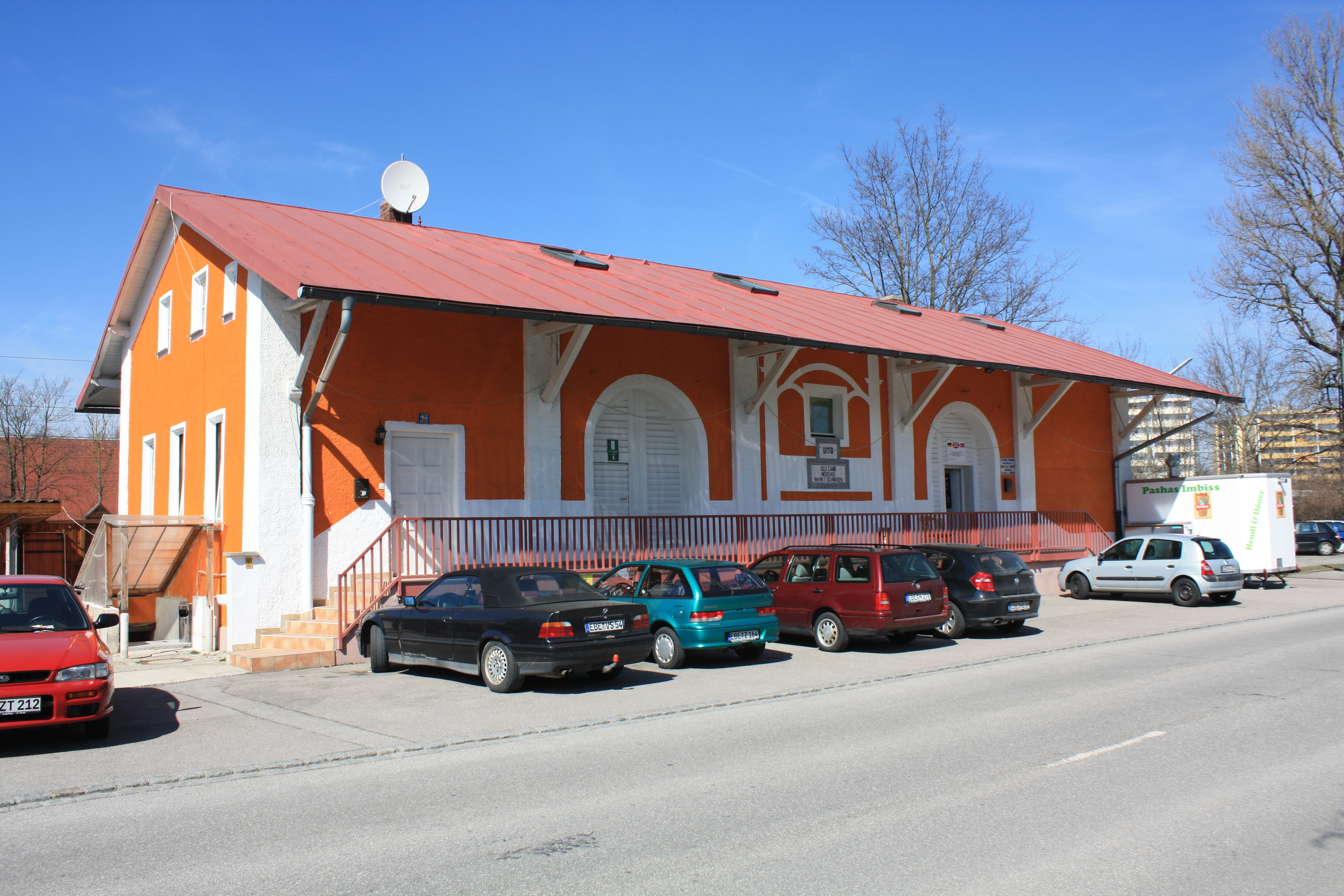
Ulu Camii-Moschee (2010). Inzwischen ist sie grün angestrichen

Nach 1960 kamen türkische Gastarbeiter als erste Muslime nach Markt Schwaben. Sie mieteten einen Betraum im Anwesen Erdinger Straße 9, später am Marktplatz 11.
Der Türkisch Islamische Gemeinschaft Markt Schwaben (DITIB) wurde 1996 gegründet. Ende der 1990er-Jahre begannen die Umbauarbeiten der alten Güterhalle westlich des Bahnhofs Markt Schwaben in der Bahnhofstraße zu einem Gebetsraum, Büro- und Zusammenkunftsräumen der islamischen Gemeinde DITIB Markt Schwaben Ulu Camii. Es ist neben der Moschee in Kirchseeon, die auch von der DITIB verwaltet wird, die bisher einzige Moschee im Landkreis Ebersberg. Die Moschee wurde von Dezember 2017 bis Februar 2018 renoviert.

### Judentum
Erst 1726 ist in den Steuerlisten der Kürschner Isaak Mayr als erster Jude in Schwaben erwähnt. Isaak Weil wird 1863 in einer Kaufurkunde erwähnt und 1897 lebte ein Abraham Mohr in Markt Schwaben. 1909 war der Viehhändler Josuas Manasse mit seinem Gewerbe angemeldet. Zwischen den Weltkriegen gab es keine Angehörige des jüdischen Glaubens in Markt Schwaben, so dass sich die örtlichen SS-Angehörigen in der Reichspogrom-Nacht in München beteiligten. Nach Kriegsende ließen sich Überlebende des Poinger Todeszuges in Markt Schwaben nieder. Die heutigen jüdischen Gläubigen nutzen die Andachtsräume und Synagogen in München.

## Politik

### Gemeinderat
Neben dem Ersten Bürgermeister gehören dem Marktgemeinderat 24 weitere Mitglieder an. Der Marktgemeinderat hat nach den Ergebnissen der Wahl vom 15. März 2020 sieben CSU-Räte (2014: 8), die Grünen (3) und die Freien Wähler (5) jeweils fünf Sitze, die SPD drei Sitze (6), die Zukunft Markt Schwaben (ZMS) drei Sitze (2) und die FDP einen Sitz (0).

### Bürgermeister
| Bürgermeister seit 1870     | Bürgermeister seit 1870     |
| Name                        | Amtszeit                    |
| --------------------------- | --------------------------- |
| Josef Heilmaier jun.        | 1870–1894                   |
| Johann Lippert              | 1894–1908                   |
| Otto Sommer                 | 1908–1917                   |
| Ferdinand Dax               | 1917–1924                   |
| Anton Haas (BVP)            | 1924–1933                   |
| Hugo Jaeger (NSDAP)         | 1933–1934                   |
| Johann Schweiger            | 1934–1945                   |
| Anton Haas (CSU)            | 1945–1948 (zweite Amtszeit) |
| Albert Jell (SPD)           | 1948–1960                   |
| Balthasar Strobl (CSU, BHE) | 1960–1972                   |
| Wilhelm Haller (FW, CSU)    | 1972–1990                   |
| Richard Huber (CSU)         | 1990–2002                   |
| Bernhard Winter (SPD)       | 2002–2011                   |
| Georg Hohmann (SPD)         | 2011–2020                   |
| Michael Stolze (parteilos)  | 2020–2024                   |
| Walentina Dahms (CSU)       | seit 2024                   |

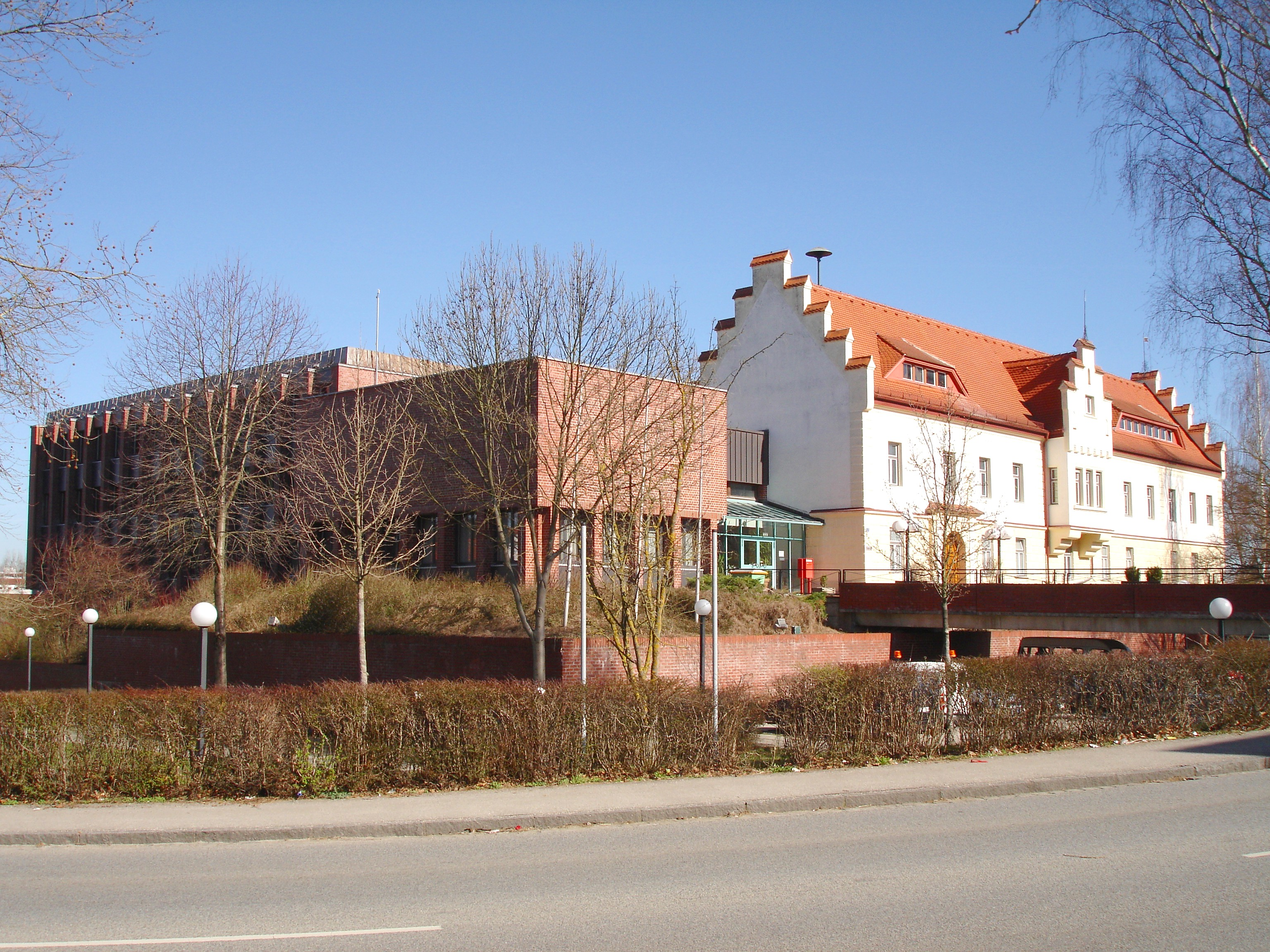
Das Rathaus mit seinem modernen Teil und dem angeschlossenen Flügel des Schlosses (2007)

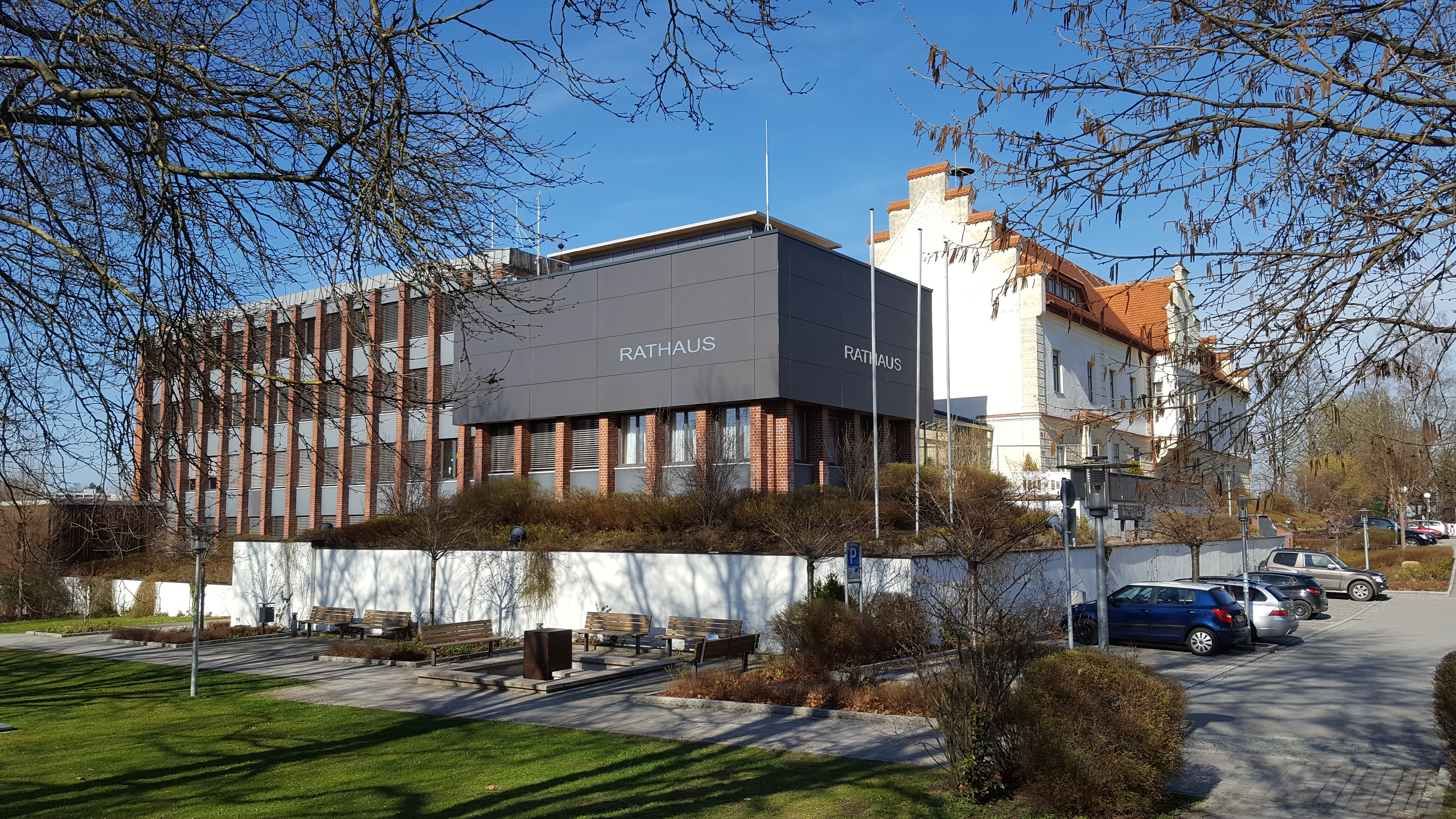
Nach der Renovierung (2018)

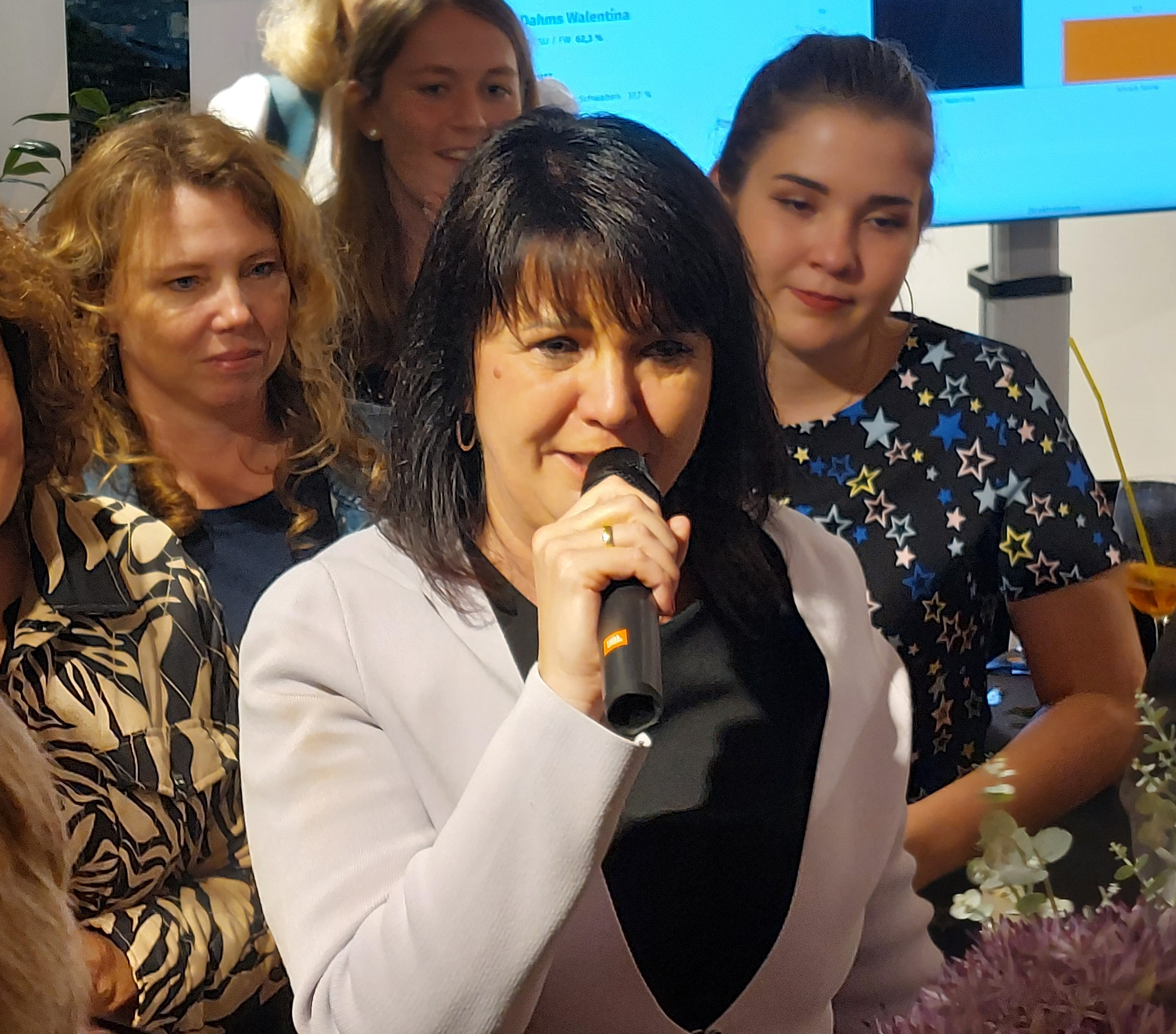
Bürgermeisterin Walentina Dahms am Wahlabend (2024)

Nachdem Markt Schwaben zum „Markt“ erhoben wurde, erhielten die Einwohner als „Bürger“ erstmals das Recht einen Bürgermeister und einen Rat zu wählen. Der erste namentlich bekannte Bürgermeister ist Sebastian Alberstatter. 1643 wurde er aktenkundig, weil er als Wirt „unzulässige Spiele“ noch dazu über die erlaubte Zeit hinaus geduldet hatte.
1818 wurde Markt Schwaben in zwei Gemeinden geteilt, indem man die umliegenden Ortschaften in einer Ruralgemeinde „Schwaben II“ zusammenfasste, mit eigenen Bürgermeister und Räten. 1833 wurden die Bürgermeister durch Gemeindevorsteher ersetzt und 1842 die beiden Schwabener Gemeinden wieder vereint. 1870 erhielt der Vorsteher Josef Heilmaier jun., der seit 1866 im Amt war, wieder den Titel eines Bürgermeisters.
Nach der Machtübernahme der Nazis im März 1933 wurde Bürgermeister Anton Haas von der BVP von seinem Amt beurlaubt. Seine kritische Haltung gegenüber der NSDAP war allgemein bekannt. Der Fabrikant Hugo Paul Jaeger wurde als Erster Bürgermeister eingesetzt, Zweiter wurde der Kriegsinvalide Josef Mies. Am 8. Juni 1934 trat Jaeger als Bürgermeister zurück, ebenso von seinem Amt als SA-Führer. Als neuer Bürgermeister wurde der Sägewerksbesitzer Hans Schweiger vorgeschlagen, doch die Kreisleitung zögerte monatelang mit der Ernennung, so dass Schweiger zunächst kommissarisch das Amt führte. 1945 wurde Haas wieder als Bürgermeister eingesetzt. 1948 verlor er die erste Kommunalwahl gegen den zweiten Bürgermeister Albert Jell von der SPD um nur zwei Stimmen, obwohl die CSU stärkste Kraft im Gemeinderat wurde. Haas wurde stattdessen stellvertretender Landrat.
Jell wurde 1952 und 1956 in seinem Amt bestätigt, bevor er die Wahl gegen den Gemeindebeamten Balthasar Strobl (CSU) 1960 verlor. Wilhelm Haller (CSU) folgte 1972 mit 43 Stimmen mehr als sein Gegenkandidat Michael Hoser. Richard Huber (CSU) gewann 1990 die Bürgermeisterwahl und wurde 1996 im Amt bestätigt. Bei der Neuwahl 2002 erhielt Bernhard Winter (SPD) das Mandat. Nach dessen vorzeitigem Rücktritt vom Amt gewann Georg Hohmann (SPD) 2011 die Wahl.
Da er die gesetzliche Altersgrenze erreicht hatte, trat Hohmann 2020 nicht mehr zur Wiederwahl an. Zu seinem Nachfolger wurde der für die SPD und Freien Wähler antretende parteilose Kandidat Michael Stolze, der die Stichwahl gegen Frank Eichner (CSU) mit 67,3 % gewann (Wahlbeteiligung: 57,4 %). Stolze trat 2024 von seinem Amt vorzeitig zurück. 
Am 9. Juni 2024 wurde Walentina Dahms (CSU, unterstützt von den Freien Wählern und FDP) mit 62,3 % der Stimmen zur berufsmäßigen Ersten Bürgermeisterin gewählt. Ihr Amt trat sie am 12. Juni an. Ihr Gegenkandidat Ronny Schreib (ZMS, unterstützt von den Grünen) erhielt 37,7 %. Dahms ist die erste Frau an der Spitze der Marktgemeinde und wurde für acht Jahre gewählt.

### Gemeindepartnerschaften
- Italien: Seit dem 25. Oktober 2003 verbindet Markt Schwaben eine Städtepartnerschaft mit Ostra.

### Wappen und Flagge

#### Wappen

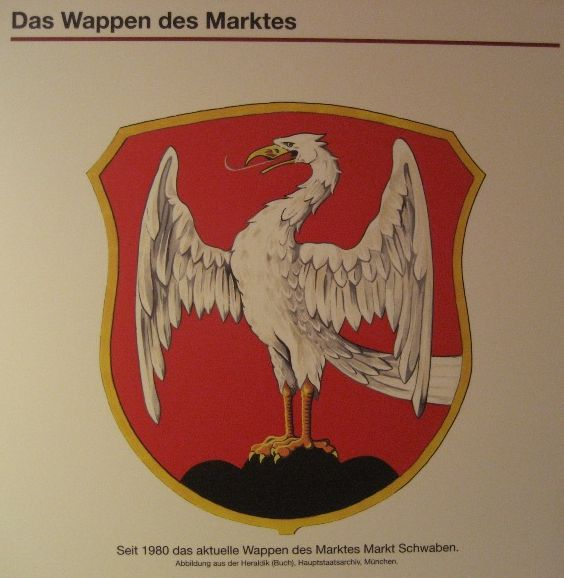
Wappenbild aus dem Hauptstaatsarchiv München

| Wappen Markt Schwaben | Blasonierung: „In Rot auf schwarzem Dreiberg ein golden bewehrter silberner Falke. Anmerkung: Der Falke hat aufgehende Flügel. Für den Schnabel und die Zunge sind allerdings zwei Farbvarianten im Gebrauch: Mal sind beide golden, mal beide weiß. Es gibt keine offizielle Vorgabe, welche Form richtig ist.“ |
| Wappen Markt Schwaben | Wappenbegründung: Im Jahre 1409 verlieh Herzog Stephan III. von Bayern-Ingolstadt dem Ort das noch heute verwendete Wappen. Bisher wurde angenommen, dass es vom Adelsgeschlecht der Falkensteins aus Flintsbach am Inn, im Süden des heutigen Landkreises Rosenheim stammt. Das Geschlecht starb 1272 aus. Somit war deren Wappen „ledig“ und konnte uneingeschränkt weitergegeben werden. Tatsächlich führt Flintsbach heute ein ähnliches Wappen, allerdings zeigt der Codex Falkensteinensis eine andere Version mit einem gelben Falken auf blauem Grund, der seine Flügel anlegt. Zudem gehörte Rosenheim nicht zum Territorium von Stephan III. Der Heimatforscher Otmar Langwadt ist daher überzeugt, dass das Wappen von den Ministerialen von Falkenberg aus der heutigen Gemeinde Moosach (Landkreis Ebersberg) stammt. |

#### Flagge

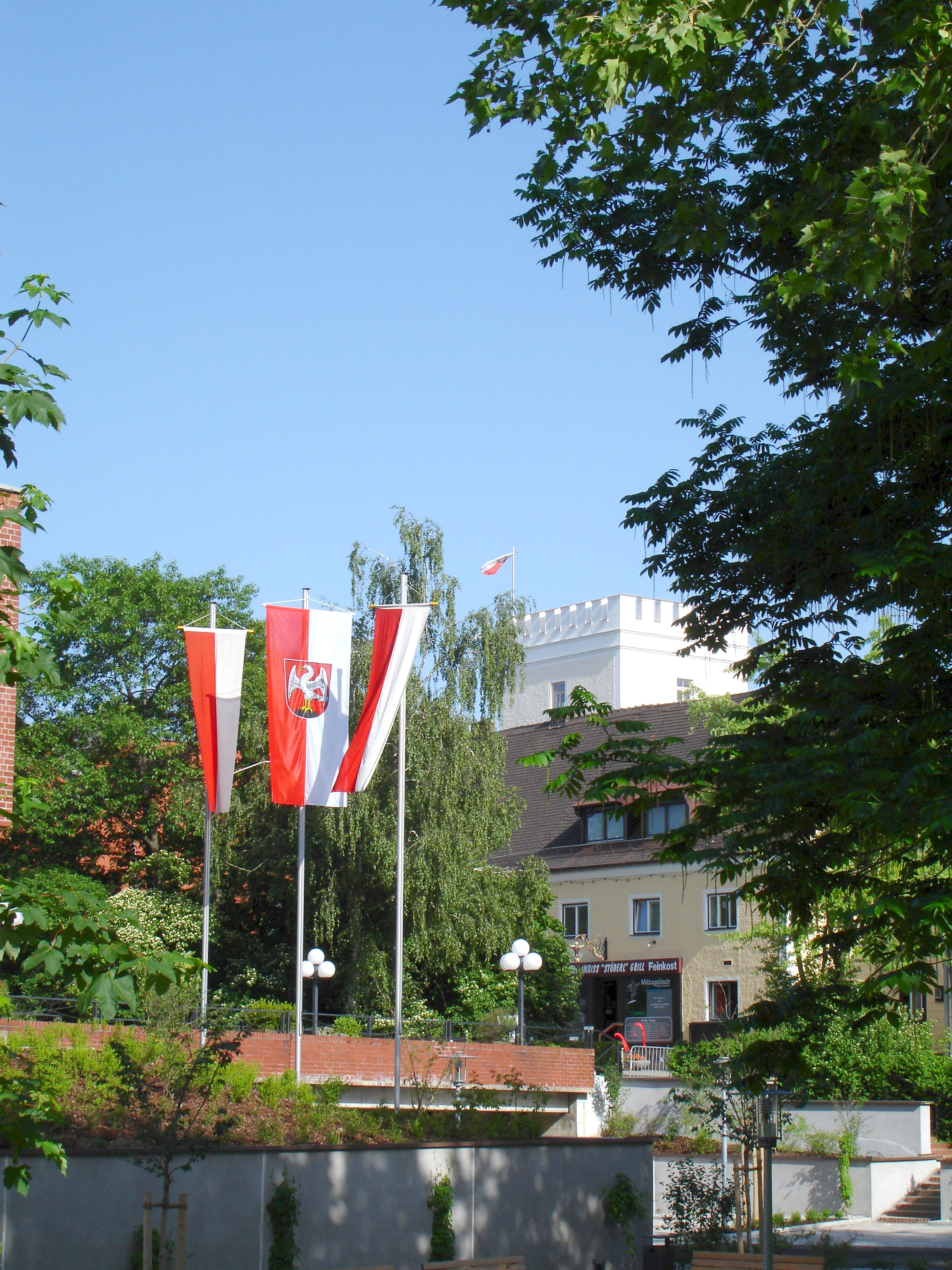
Festbeflaggung zum 600. Wappenjubiläum (2009)

Vor dem Zweiten Weltkrieg soll eine Trikolore als Gemeindeflagge in den Farben Schwarz-Weiß-Rot geführt worden sein, entsprechend der Farben des Wappens. Der 1930 gegründete FC Falke Markt Schwaben verwendet tatsächlich diese drei Farben, was die Überlieferung unterstützen würde.
Nach 1945 wurde bis 1953 keine Flagge geführt. In diesem Jahr beantragte der Marktgemeinderat bei der Regierung Oberbayern die Verleihung von Gemeindefarben. Im Gutachten vom 23. Dezember 1953 wurde festgestellt, dass durch die Verleihung des historischen Wappens bereits das Führen eines Wappenbanners möglich wäre. Als Gemeindefarben wurden Weiß-Rot vorgeschlagen. Der Marktgemeinderat beschloss am 20. Januar 1954 einstimmig:

„Es ist dies eine Streifenfahne an deren Kopf das Ortswappen auf viereckigen weißen Feld angebracht ist.“

Die Urkunde des Bayerischen Staatsministeriums des Inneren legte fest:

„Die Fahne zeigt 2 Streifen in der Farbfolge Weiß (Silber) Rot. In den Oberteil (Kopf) kann – nach Wahl – das Wappen des Marktes aufgenommen werden.“

Allerdings haben die Flaggen, die heute im Gebrauch sind die Farbfolge Rot-Weiß, was der Fahnengenehmigung und dem Beschluss des damaligen Marktgemeinderates widerspricht (vgl. Foto). Im Gebrauch sind nur Banner- und Knatterflaggen. Eine Hissflagge, bei der die Streifen horizontal angeordnet sind, ist in Markt Schwaben nicht im Gebrauch.

## Kultur und Sehenswürdigkeiten

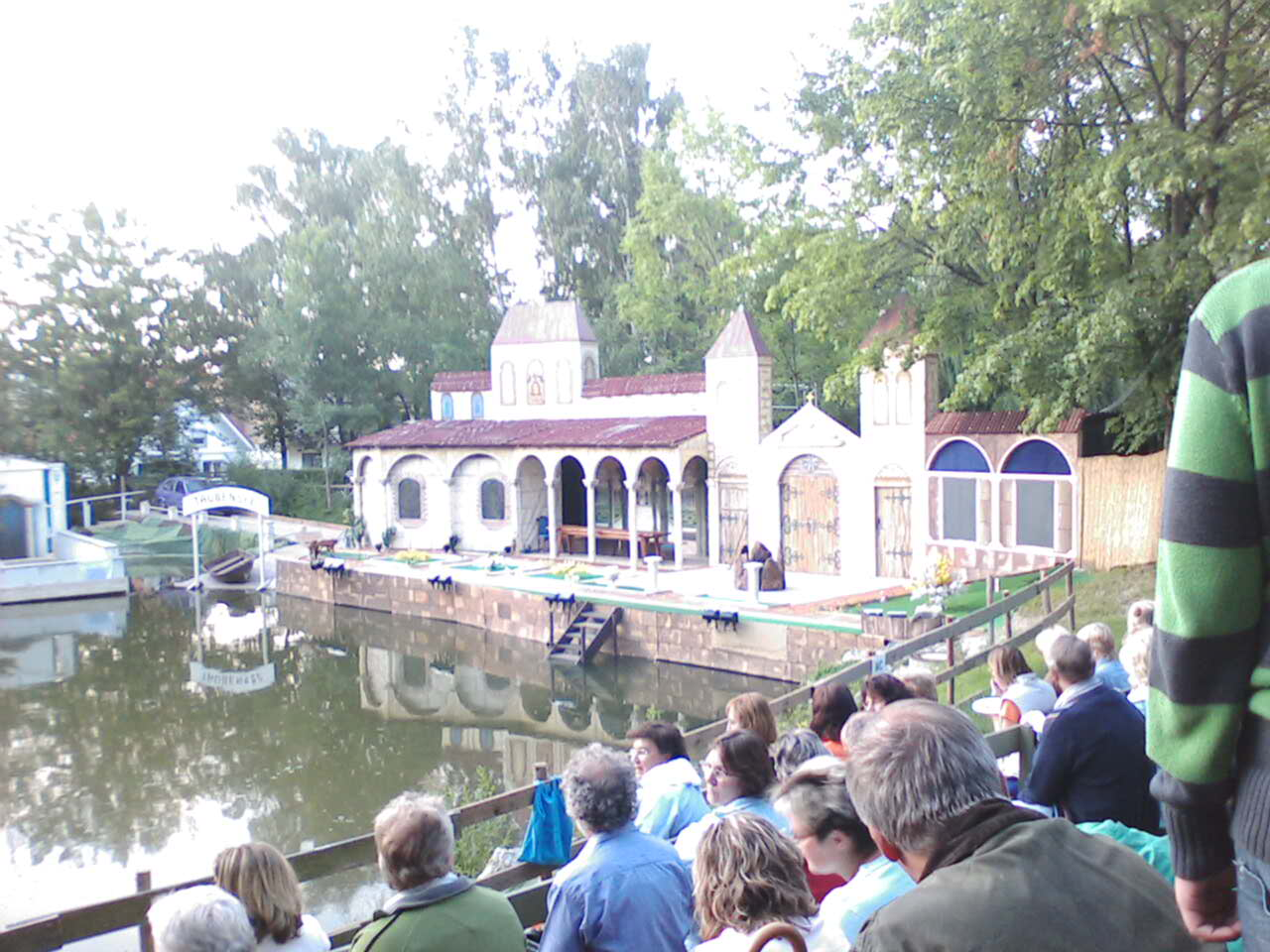
Weiherspiele Markt Schwaben

### Theater
Die Markt Schwabener Weiherspiele (Freilichttheater) wurden 1984 von theaterbegeisterten Laien gegründet.
Eine weitere sehr aktive Theatergruppe ist die Junge Bühne Markt Schwaben, die ihr Stammhaus im Theater im Burgerfeld hat. Es handelt sich um eine Theatergruppe für junge Leute zwischen 15 und 25 Jahren, die 2003 gegründet wurde.

### Museum

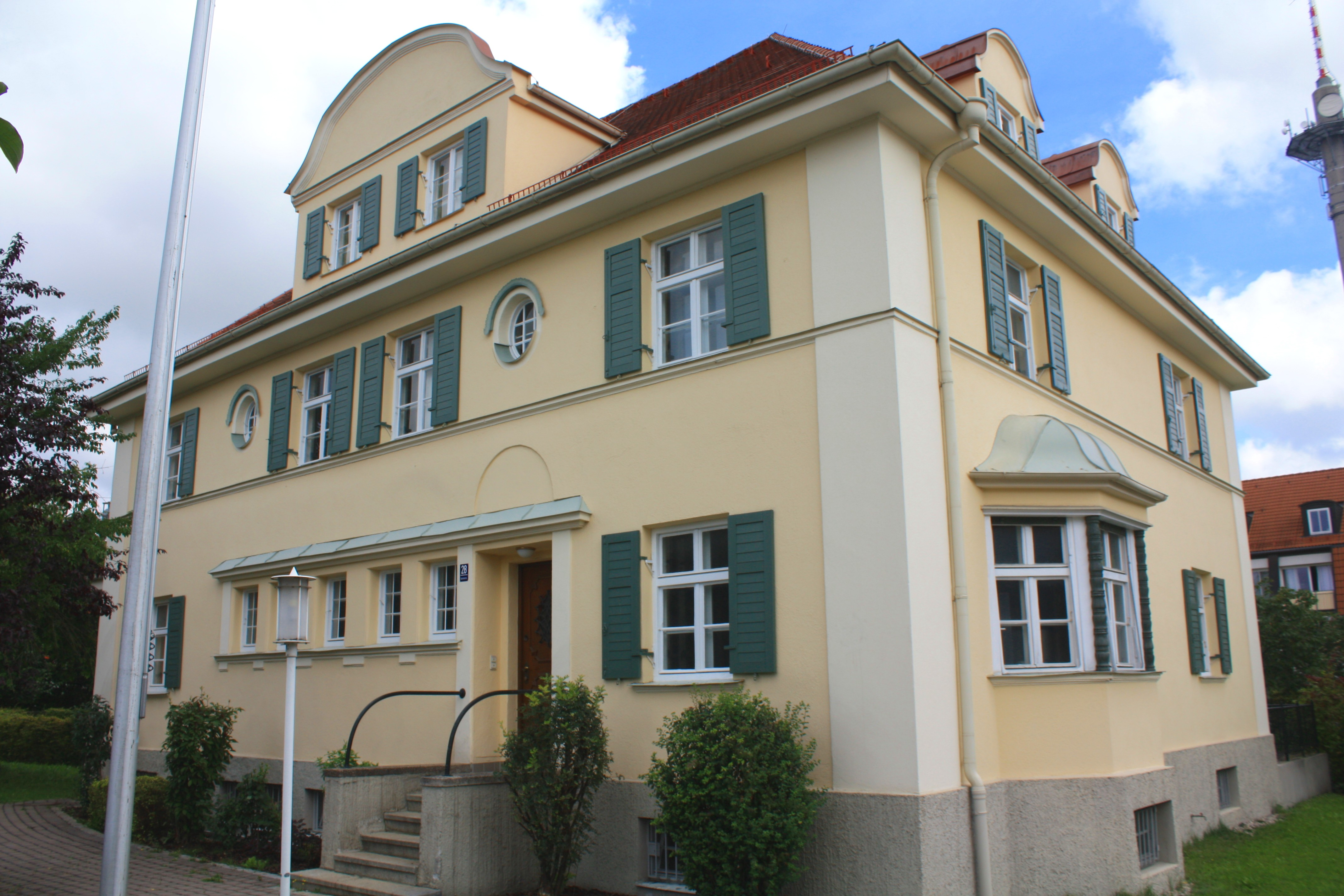
Die Schweiger-Villa

In der Schweiger-Villa (Bahnhofstr. 28) befindet sich das Heimatmuseum Markt Schwabens, das Exponate von der Steinzeit bis zur Gegenwart beherbergt und über zwei maßstabsgetreue Modelle der Burg, sowie des späteren kurfürstlichen Schlosses verfügt. Es ist jeden ersten Sonntag im Monat von 14:00 Uhr bis 17:00 Uhr und jeden dritten Montag im Monat von 18:00 Uhr bis 20:00 Uhr geöffnet.
Die Schweiger-Villa wurde 1924 nach einem Entwurf des Schwabener Baumeisters Johann Baptist Haydn, im Auftrag von Josef Schweiger, Mitbesitzer des Holzwerkes Gebrüder Schweiger, fertiggestellt. Nach dem Tod seiner Witwe Maria 1987 kaufte eine Firma das große Grundstück und baute Wohnungen. Da die Villa aus Denkmalschutzgründen nicht abgerissen werden durfte, schenkte die Firma am 28. September 1992 das Haus der Marktgemeinde. Bereits 1978 wurde ein „Freundeskreis Heimatmuseum Markt Schwaben“ gegründet, der 1990 zum „Verein Heimatmuseum e. V.“ wurde. Im Jahr darauf schlug man die Villa als Standort für die Einrichtung vor. Jugendliche forderten aber eine Nutzung des Gebäudes als Jugendtreff, besetzten am 18. Oktober 1991 die Villa und setzten die Fahne vom Jugendtreff JIMS. Die stellvertretenden Bürgermeister Franz Bader und Josef Blasi konnten die Besetzer aber überzeugen, dass die Firma kein Interesse haben werde, nahe ihrer Wohnungen eine lautstarke Nutzung zuzulassen. Nach aufwändigen Renovierungsarbeiten wurde das Heimatmuseum am 1. August 1997 eröffnet.

### Schloss

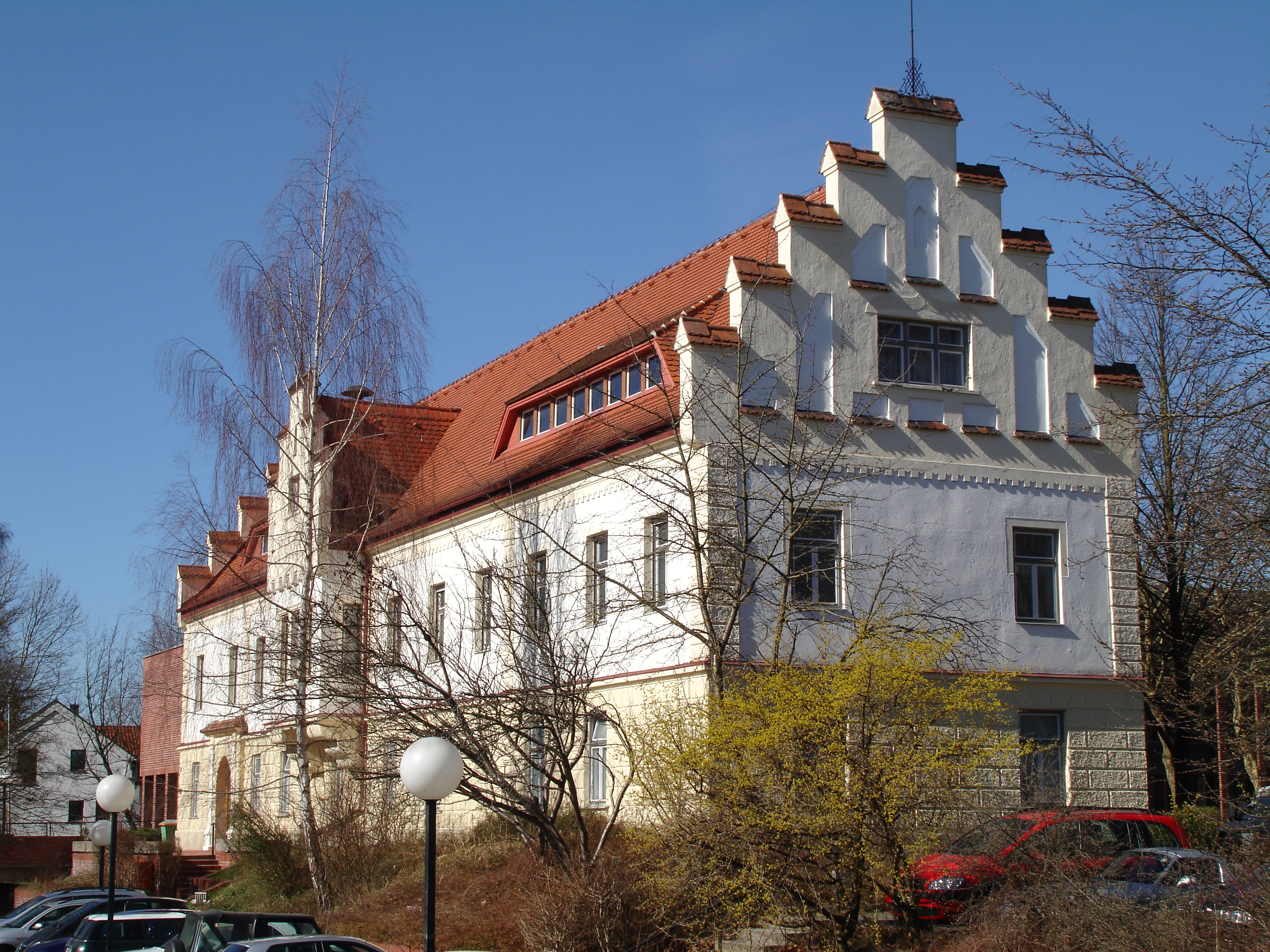
Der verbliebene Flügel des alten Schlosses von Markt Schwaben, heute Teil des Rathauses und Sitz der Gemeindebücherei

1283 baute Herzog Ludwig der Strenge von Oberbayern auf einer leichten Anhöhe eine Burg, da hinter Schwaben im Nordosten die damalige Grenze zu Niederbayern verlief. An selber Stelle wurde 1650 nach mehrmaliger Zerstörung der strategisch gut platzierten Burg ein großes, vierflügeliges Schloss errichtet, dessen 1908 im neugotischen Stil renovierter Südflügel heute noch im Ortszentrum erhalten ist. Der Rest des Schlosses wurde 1812 (Ost- und Nordflügel mitsamt St. Magdalenenkapelle und Brückenhaus) und 1969 (Westflügel mit Südwestecke) wegen maroder Bausubstanz und aus Kostengründen abgebrochen. Der Erwerb des Schlosses inklusive Grundstück durch die Gemeinde erfolgte 1967 mit anschließender Errichtung des neuen Gemeindezentrums/Rathauses, wobei der Schlossteil stark an die moderne Architektur angeglichen wurde, indem alle kunstvollen Kamine und Fensterläden entfernt wurden. Der ehemalige Burggraben ist im Süden und Westen heute noch erkennbar.

### Weitere Bauwerke

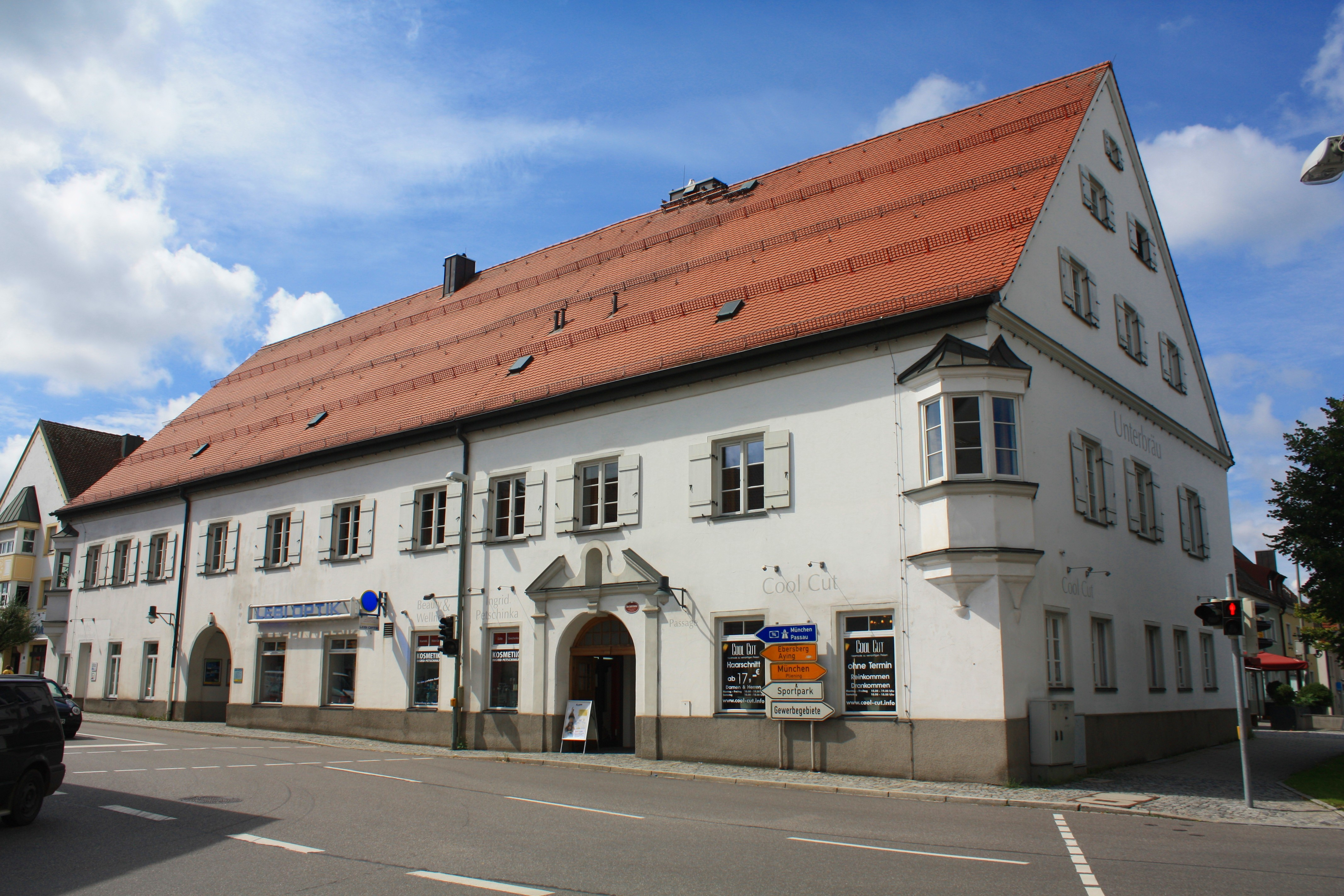
Der Unterbräu, das älteste Gebäude im Ort

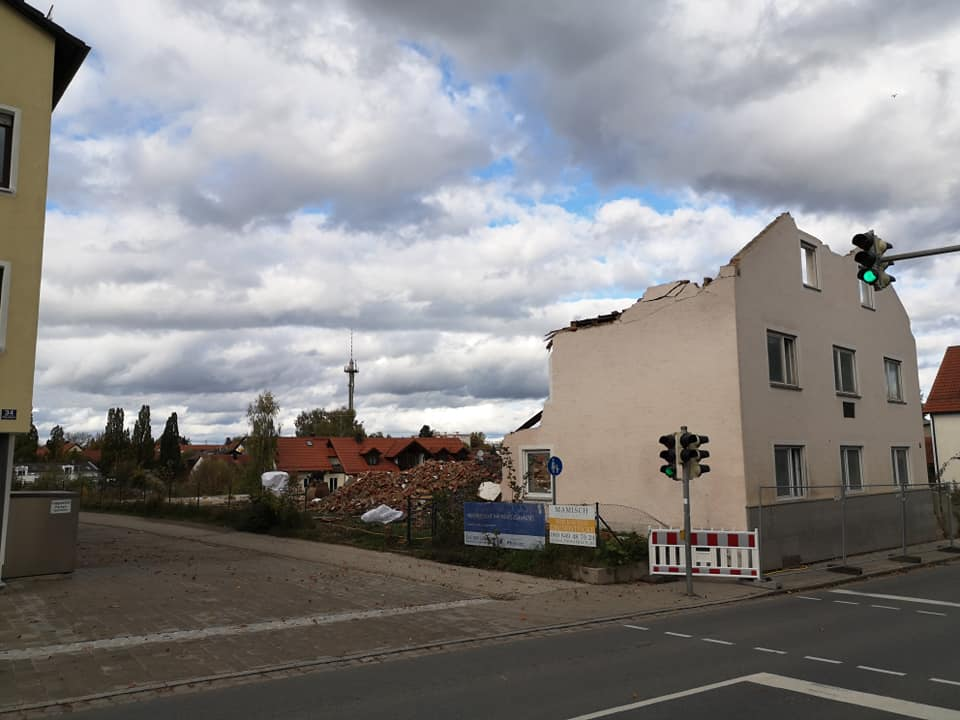
Abbruch des Gröppmeier Hofs (2022)

Das älteste, erhaltene Gebäude des Ortes, der Unterbräu (Marktplatz 31, 31 a), entstand 1607 und wurde 2006 vollständig umgebaut, erneuert und innen teilentkernt. Seine Geschichte geht zurück bis auf die Zeit vor dem Dreißigjährigen Krieg. Hier sind unter anderem ein großer Veranstaltungssaal und Räumlichkeiten für das rege Markt Schwabener Vereinsleben entstanden. Gegenüber steht der ebenfalls denkmalgeschützte ehemalige Hofwirt (Marktplatz 28), ein langgestreckter zweigeschossiger Eckbau mit Kniestock, Satteldach und polygonalem Bodenerker, im Kern aus dem 17. und 18. Jahrhundert. Ab 1855 übernahm der Wirt auch den Poststalldienst, weswegen die Wirtschaft auch den Namen „Gasthof zur Post“ trug. Der Postdienst wurde 1910 wieder eingestellt. Nach Maria Adelberger, der Wirtin zwischen 1930 und 1986, ist in Markt Schwaben eine Straße benannt. Heute befinden sich in dem Gebäude ein Blumenladen und ein mexikanisches Restaurant.
Am Marktplatz steht das Wandlhaus (Marktplatz 3 und 5) mit seinen zwei Zwiebelecktürmen, die 1900 hinzugefügt wurden. Das Gebäude beherbergte ursprünglich die Lampfritzheimer Weinwirtschaft. Die Lampfritzheimer waren seit 1683 die Grundherrn und ab 1716 gehörte es zum Besitz des Oberbräus. Der ursprünglich denkmalgeschützte Oberbräu (Marktplatz 25) wurde von 2009 bis zum Sommer 2010 derart umgebaut und teilerneuert, dass ihm das Bayerische Landesamt für Denkmalpflege nach Fertigstellung die Denkmaleigenschaft wieder aberkennen musste. Er beherbergt nun ein italienisches Restaurant. Am östlichen Marktplatz steht der zweigeschossige Welschkramer (Marktplatz 16/Pfarrer-Hueber-Weg 1) des frühen 18. Jahrhunderts mit Satteldach. Das Anwesen wurde bereits 1654 erstmals erwähnt. Den mächtigen barocken Giebel erhielt das Haus nach 1749. Zwischen 1882 und 1954 befand sich hier eine Kinderbewahranstalt. Heute dient es als Wohn- und Geschäftshaus.
Auffällig ist das Pritzl-Haus (Herzog-Ludwig-Str. 13) mit seiner seltenen Dachkonstruktion und dem Turm mit Kuppel, das aber nicht denkmalgeschützt ist. In dem aus dem Jahre 1890 stammenden Gebäude war früher eine Bäckerei untergebracht. Manche der über 30 Zimmer haben nur die Größe eines Kleiderschrankes. Die denkmalgeschützte Haydn-Villa (Habererweg 1) wurde 1905 von Johann Baptist Haydn gebaut. Sie ist aufwändig saniert und mit einem Anbau versehen worden. Sie beherbergt heute einen Kindergarten. Das Gebäude der ehemaligen Postfiliale am Bahnhof wurde 1895 gebaut.
Das neben der Pfarrkirche in der Erdinger Straße liegende denkmalgeschützte, ehemalige Schulhaus wurde 2008 restauriert. In der Erdinger Straße fällt das Wax-Anwesen auf, ein altes, ländliches Wohnhaus mit gotisierendem Treppengiebel, das aber – obwohl denkmalgeschützt – größtenteils verfiel, bevor ein Flügel renoviert wurde, während man den Rest abbrach und dort neue Wohnhäuser errichtete. Der Gröppmeier Hof (Adam, Herzog-Ludwig-Str. 32) war 1913 nach Brandstiftung in Flammen aufgegangen, wurde aber wieder aufgebaut. 2022 wurde er komplett abgerissen. Auch hier entstehen stattdessen Gebäude mit mehreren Wohnungen.

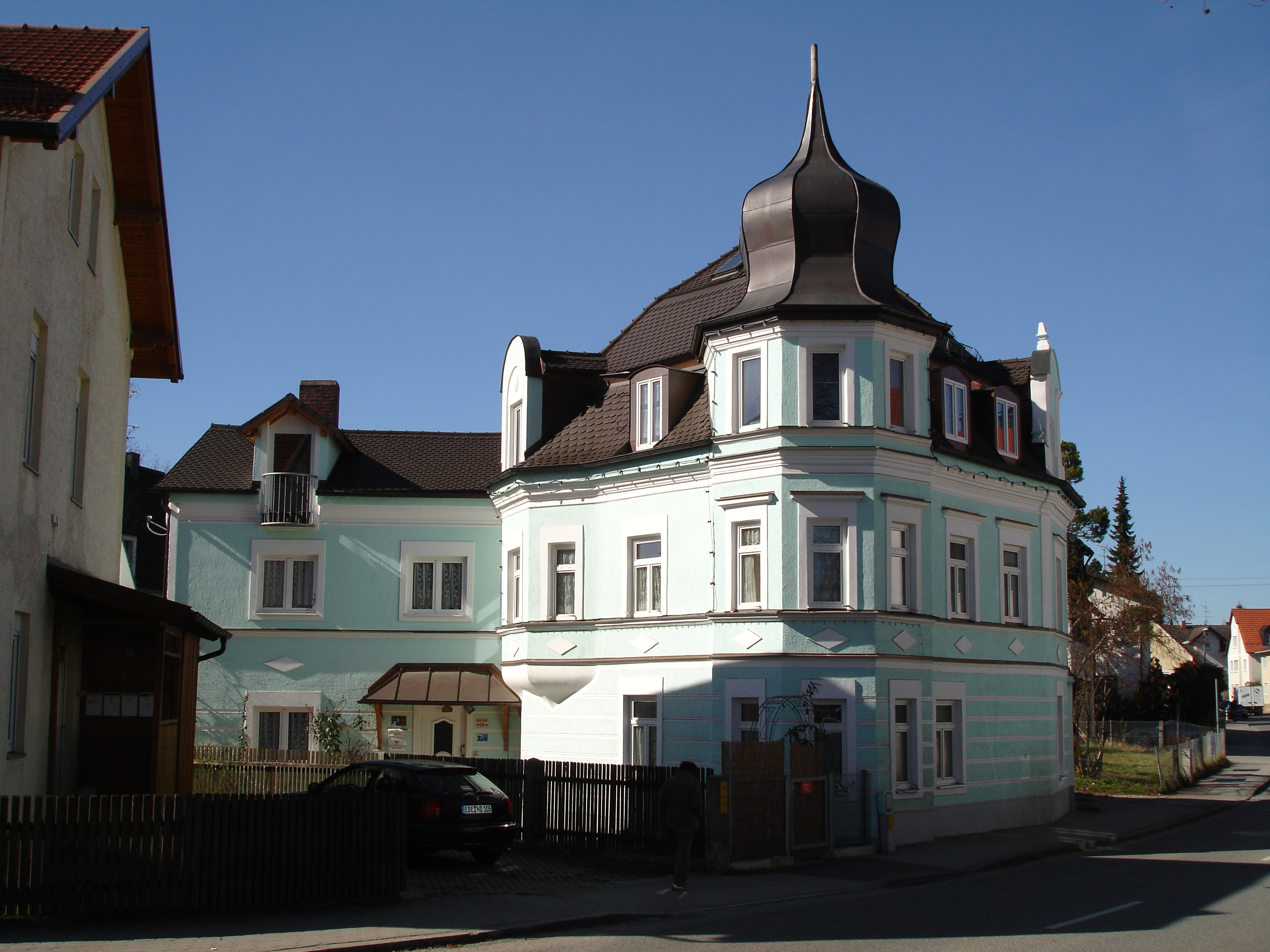
Das Pritzl-Haus
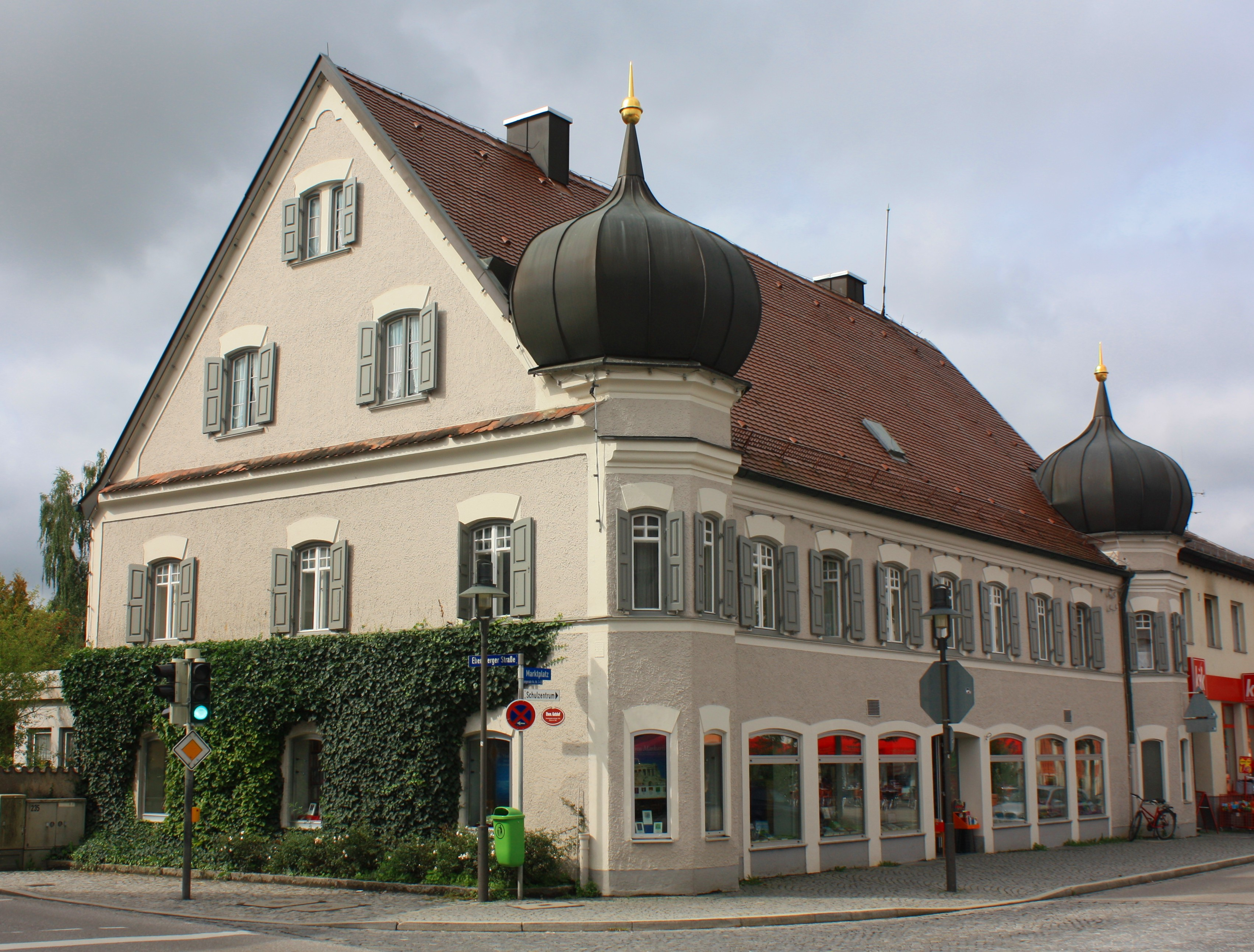
Das Wandlhaus am Marktplatz
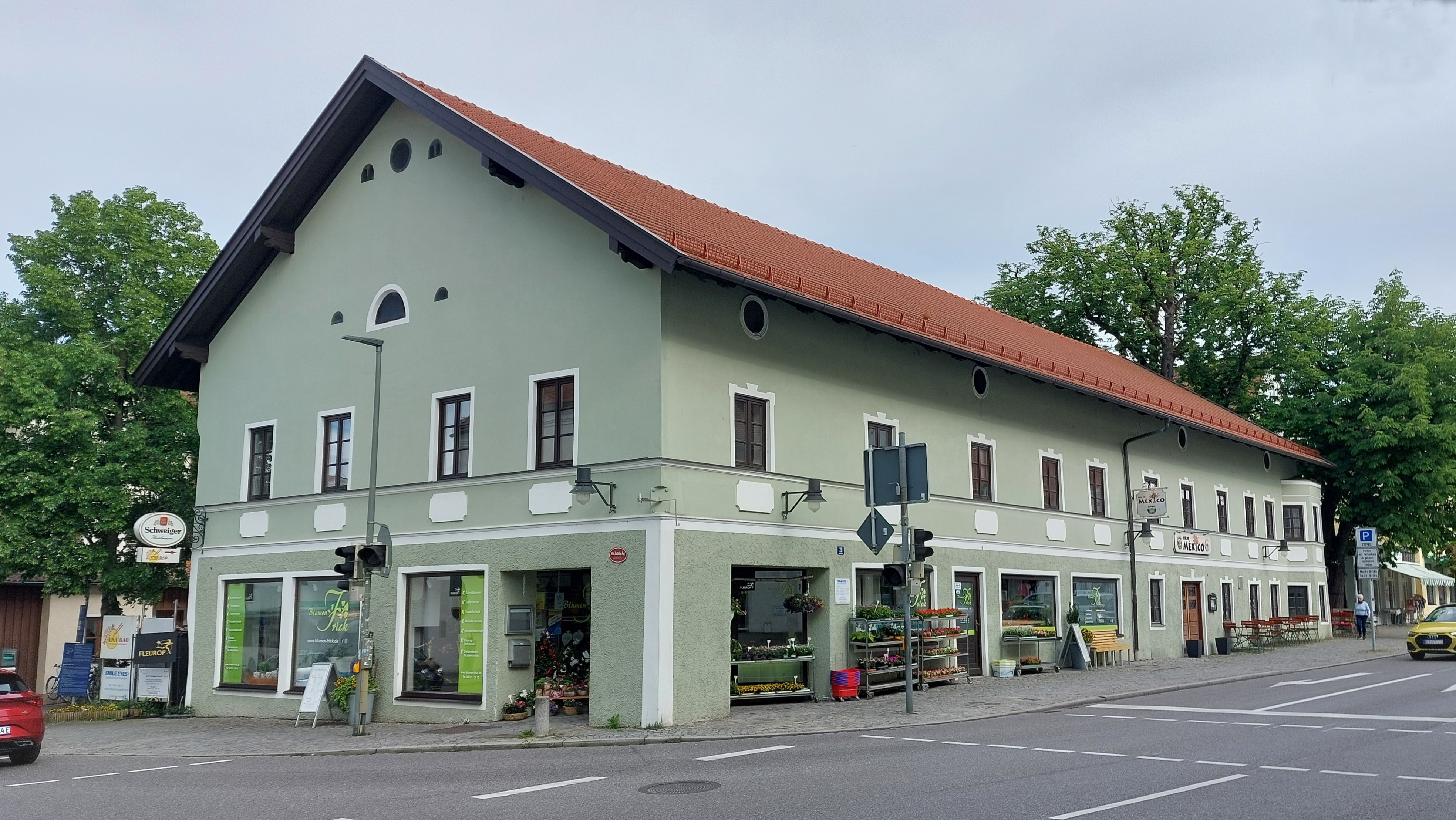
Ehemaliger Hofwirt
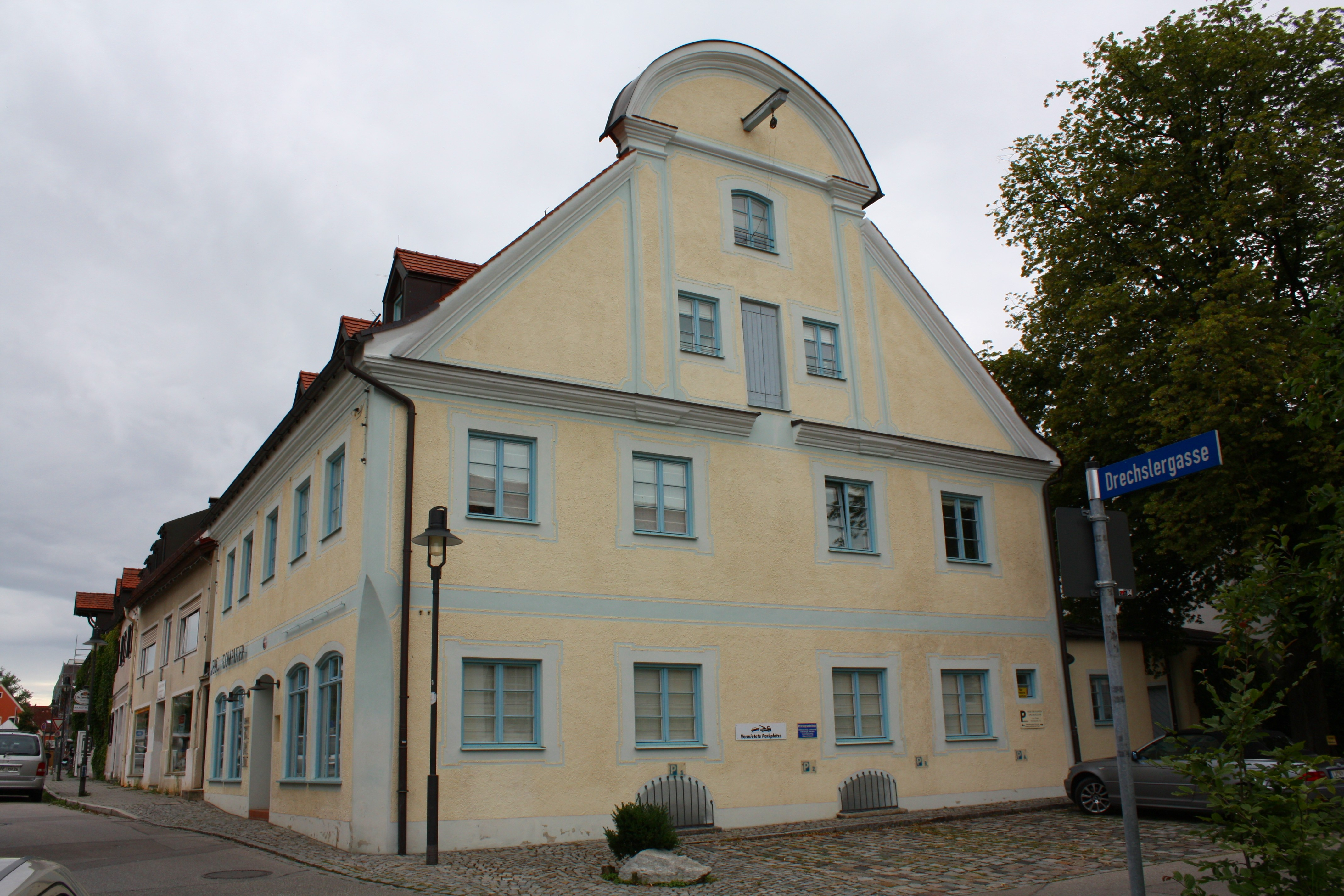
Welschkramer
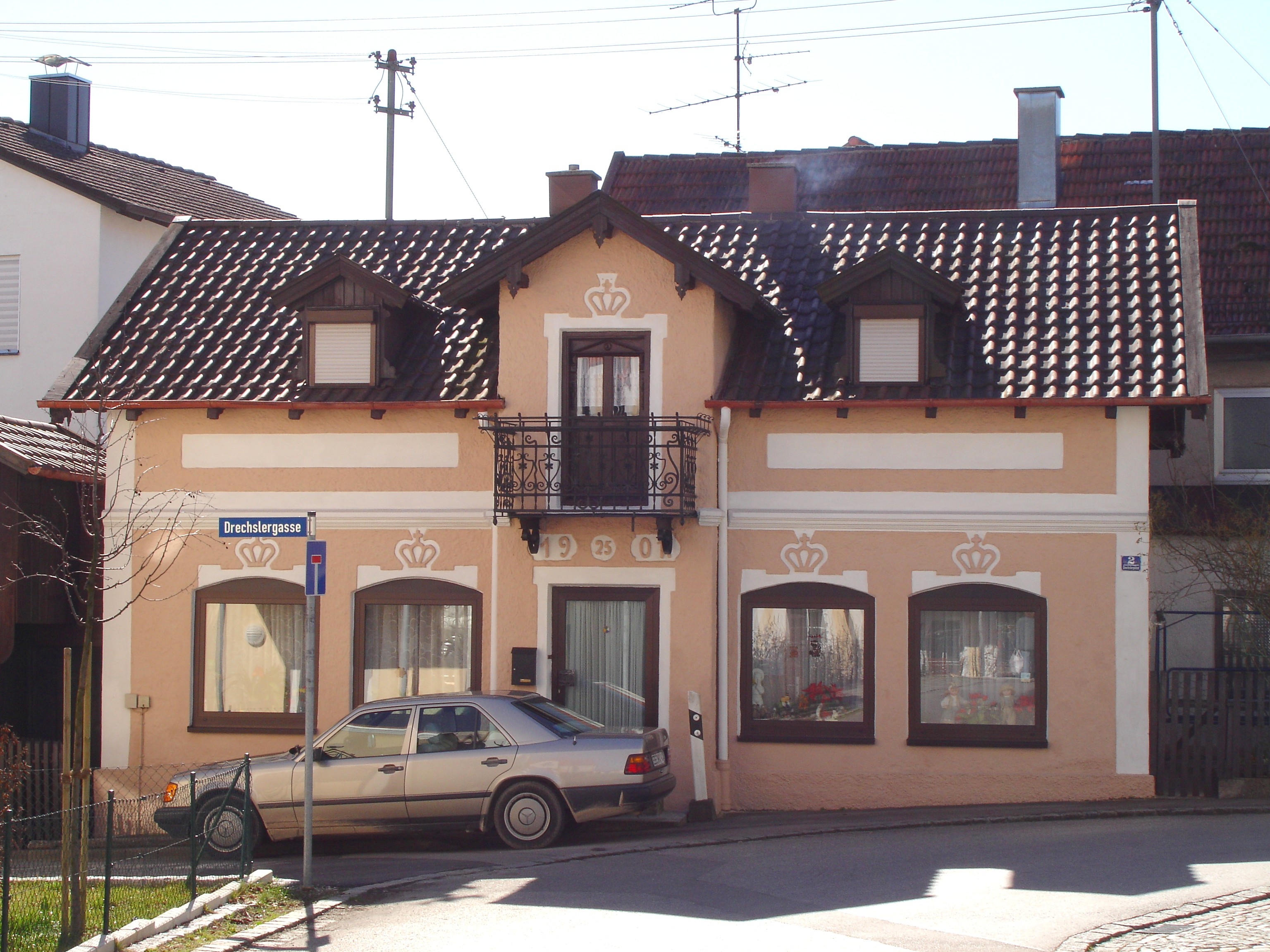
Altes Haus in der Drechslergasse
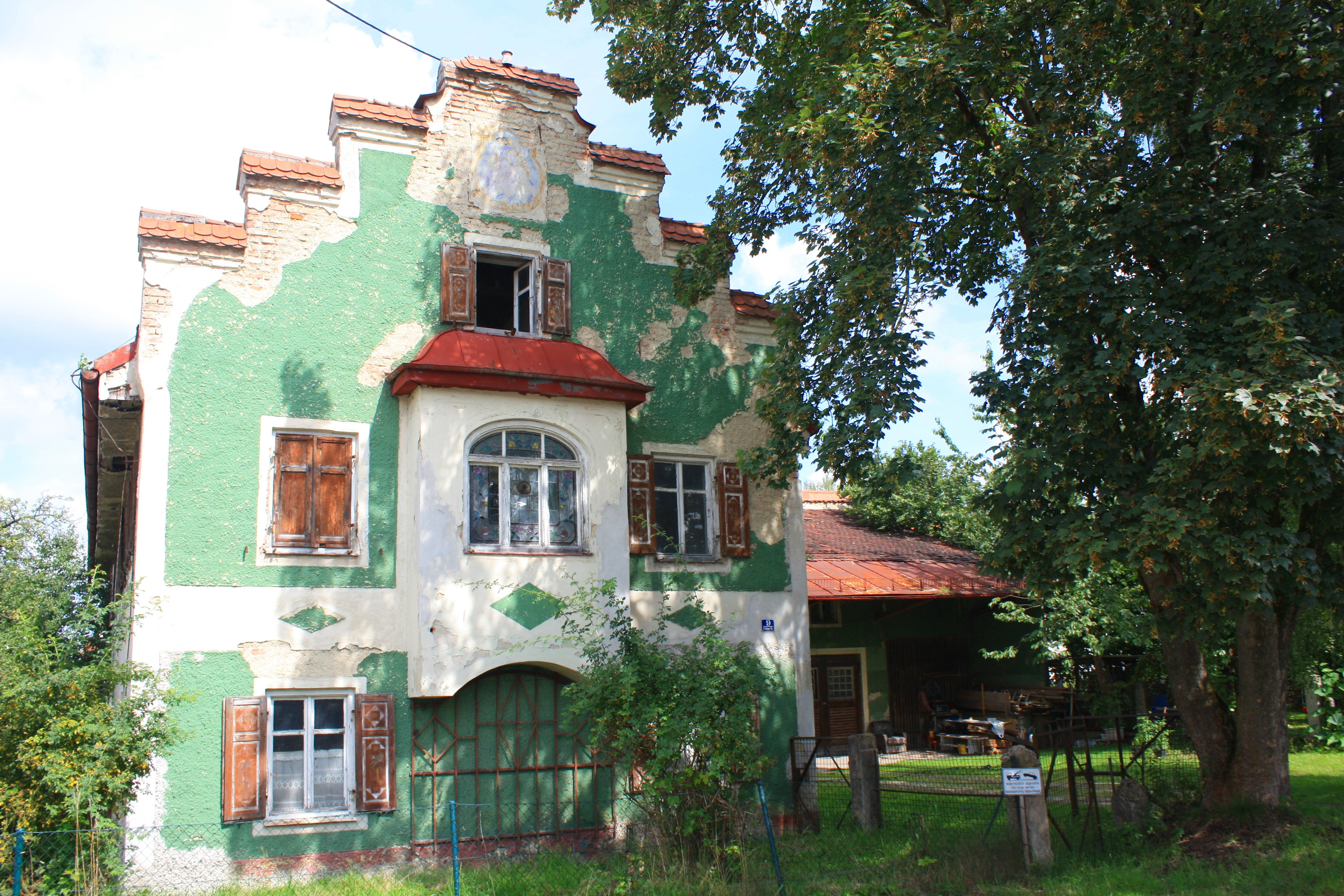
Das Wax-Anwesen vor Abbruch des Seitenflügels und Beginn der Renovierung (2011)

### Regelmäßige Veranstaltungen

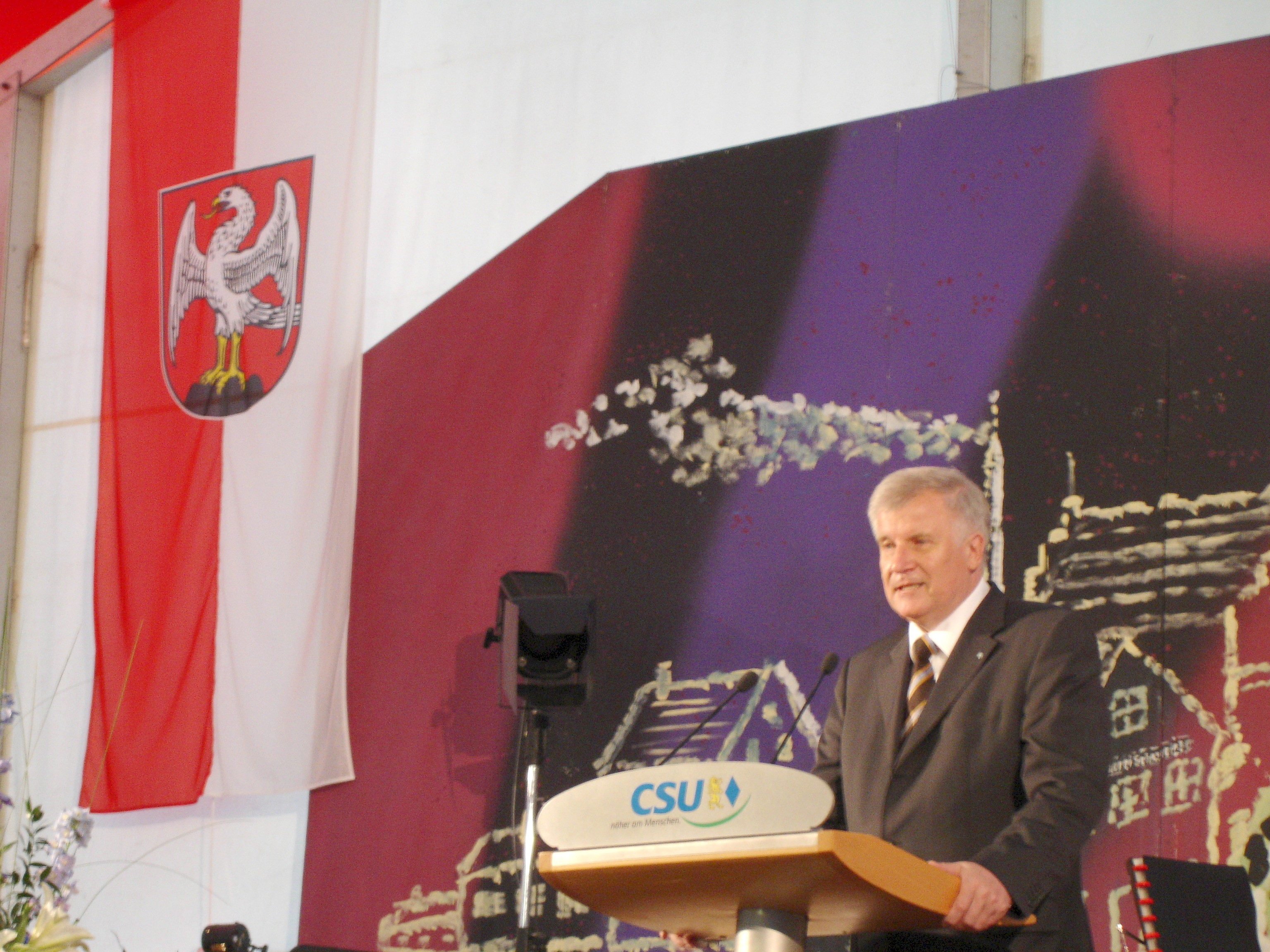
Ministerpräsident Horst Seehofer auf dem Brauereifest (2009)

Über den Landkreis hinaus bekannt sind die vom ehemaligen Bürgermeister Bernhard Winter organisierten Schwabener Sonntagsbegegnungen. Bei den seit 1992 mehrmals jährlich stattfindenden Dialogen zwischen jeweils zwei hochkarätigen Persönlichkeiten waren unter anderem zu Gast: Norbert Lammert, Johannes Rau, Joschka Fischer, Rita Süssmuth, Kurt Beck, Gerhard Polt, Alois Glück, Gesine Schwan, Peer Steinbrück, Reinhard Marx, Johannes Friedrich, Tadeusz Mazowiecki, Notker Wolf, Anselm Grün, Thomas Hitzlsperger, Dieter Hildebrandt und die türkische Familienministerin Güldal Aksit. Die Veranstaltung wird regelmäßig von mehreren hundert Zuhörern besucht. Schirmherr war Hans-Jochen Vogel.
Darüber hinaus veranstaltet die Privatbrauerei Schweiger seit 1998 alle zwei Jahre ein Brauereifest mit traditionell-kulturellem Rahmenprogramm. Bis 1994 wurde jährlich ein Volksfest abgehalten.
Im November findet jährlich im Rathaus eine Ausstellung des Camera-Clubs Markt Schwaben statt.

### Vereine
Der Königlich privilegierte Feuerschützengesellschaft Markt Schwaben fehlt eine Gründungsurkunde, doch wird sie 1768 in einem Rechnungsbuch erwähnt. Die Bezeichnung „königlich privilegiert“ wurde 1806 verliehen. Eine Schießanlage existierte von 1804 an im Schießstättenweg, Ecke Loderergasse. Heute steht das Schützenheim in der Walkstraße, außerhalb des Ortes im Schwabener Moos.
1839 gründete sich der Veteranen- und Reservistenverein (bis 1973 Veteranen- und Kriegerverein). Die zehn Gründungsmitglieder hatten das Ziel „die Erinnerung an die große Zeit des Napoleonfeldzuges lebendig zu halten“. Sie hatten den Russlandfeldzug und die anschließenden Befreiungskrieg im Bayerischen Heer miterlebt. Erst nach dem Deutsch-Französischen Krieg 1870/71 kamen Neumitglieder dazu. Seit 1872 findet jährlich das Jahres- und Stiftungsfest des Vereins statt. Das erste Kriegerdenkmal für die Gefallenen des Kriegs von 1870/71 wurde 1900 aufgestellt. Für die Opfer des Ersten Weltkrieges stellte man 1921 ein Denkmal auf, das den Heiligen Georg zeigen soll, mit dem Schwert bewaffnet aber mehr an Siegfried denken lässt. Die Denkmäler befinden sich erst seit den 1970er Jahren im Schlossgarten. Bis zur Änderung der Straßenführung befanden sie sich an der Kreuzung Herzog-Ludwig-Straße/Ebersberger Straße/Erdinger Straße.

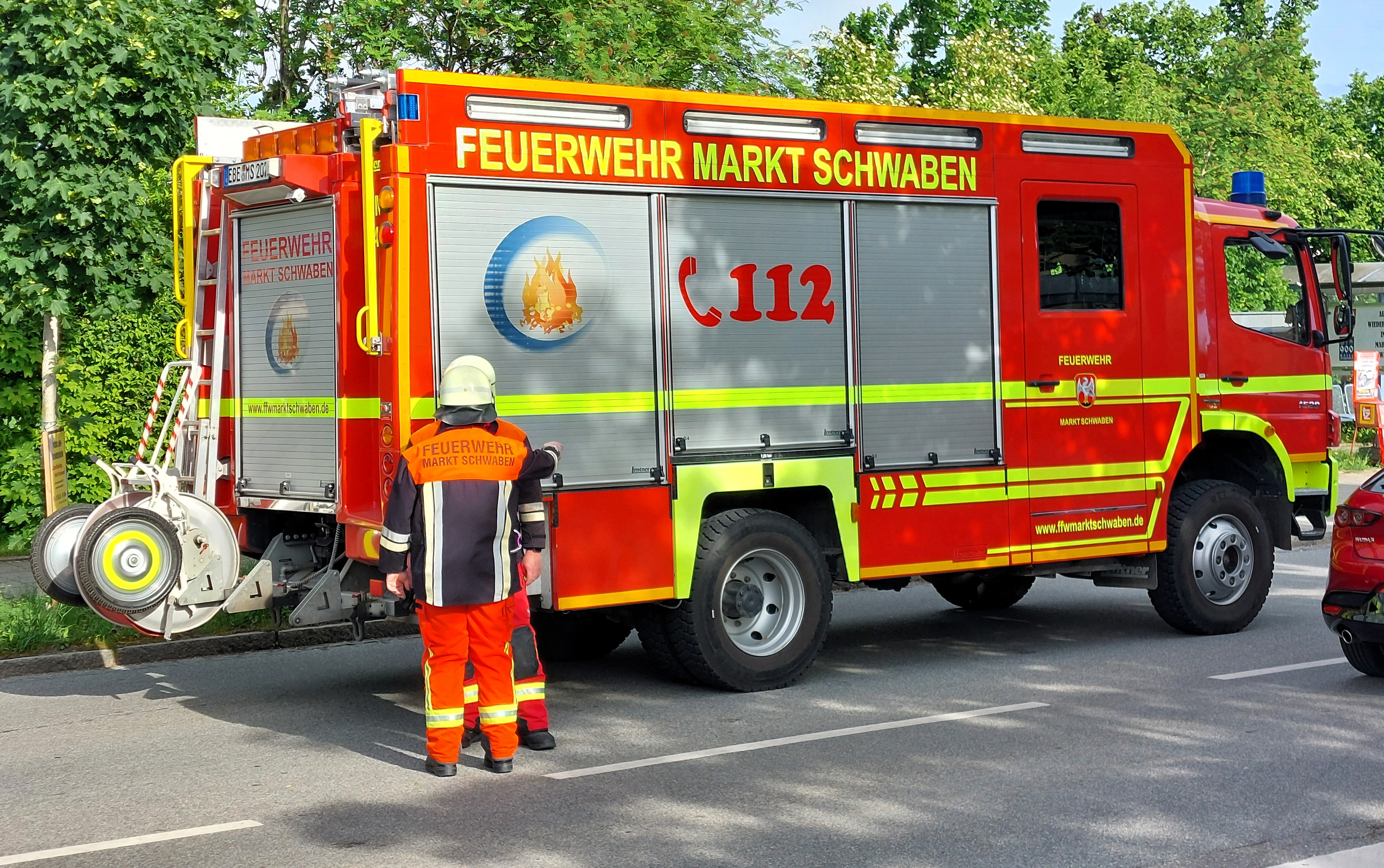
Freiwillige Feuerwehr
Markt Schwabens im Einsatz

Der Arbeiterverein Markt Schwaben wurde im Mai 1867 gegründet. Die Freiwillige Feuerwehr Markt Schwaben hat ihr Gründungsdatum am 18. Februar 1872. Das Feuerwehrhaus steht am Erlbach, im Südwesten Markt Schwabens.
Weitere Vereine sind unter anderem:
- Die drei örtlichen Fußballvereine FC Falke Markt Schwaben, BSG von 1956 Markt Schwaben und SpVgg Markt Schwabener Au fusionierten im Oktober 2024 zum FC Markt Schwaben.[114]
- Heimatmuseum Markt Schwaben e. V.
- HOAMATnarrisch e. V. (Jugendverein)
- Kleingartenverein Markt Schwaben e. V.
- Kolpingsfamilie Markt Schwaben
- Markt Schwabener Aktivkreise
- Theaterverein Markt Schwaben (Betreiber der Weiherspiele Markt Schwaben)
- THW-Ortsverband Markt Schwaben
- Tennisverein. Das Vereinsheim brannte 2005 ab, woraufhin die Anlage am Hauser Weg geschlossen wurde.
- Türkisch Islamische Gemeinschaft Markt Schwaben
- Turnverein von 1895 Markt Schwaben
- Verschönerungsverein Markt Schwaben

### Freizeit- und Sportanlagen
Sportanlagen:
- Sportzentrum mit: Rasenspielfeld, Rundlaufbahnen, zwei Trainingsplätzen (ein Rasen, ein Kunstrasen), Übungs- und Gymnastikwiese, Tennisanlage, Sommerstockbahnen, vier Bundeskegelbahnen, Badeweiher und Sportgaststätte
- BSG-Sportplatz mit Spielfeld und Werferplatz
- Ausweichsportplatz
- Hallenschwimmbad mit Sauna und Solarium
- Kletterzentrum mit Seilkletter- und Boulderanlage in der alten Kläranlage

## Wirtschaft

### Brauereien

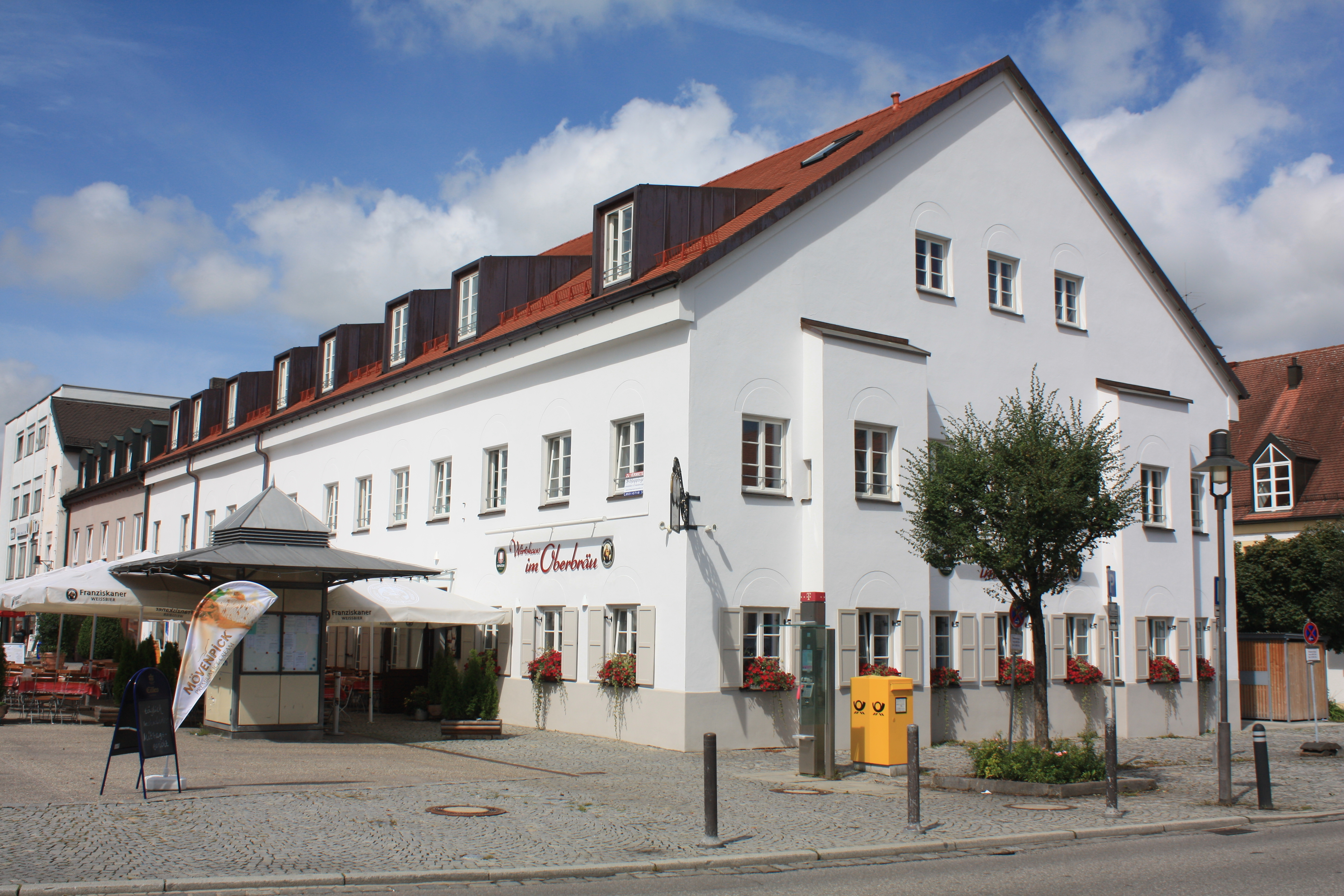
Der Oberbräu

Der 1444 als Zeuge des Grundstückkaufes für den Pfarrhof genannte Hofwirt ist ein erster klarer Beleg, dass im Ort Bier gebraut und ausgeschenkt bereits wurde. Wahrscheinlich wurde schon zur Zeit des Burgbaus in Schwaben Bier gebraut, doch erst vom Anfang des 17. Jahrhunderts gibt es schriftliche Belege für Brauereien.
Das Brauhaus des 1607 erstmals erwähnten Unterbräus lag zwischen der Erdinger Straße 9 und 12. 1670 kauft der Besitzer Georg Trappentreu das Grundstück hinter der Unterbräu-Wirtschaft zwischen Geschmeidemachergasse, Alte Bräuhausgasse und Herzog-Ludwig-Straße eine Brauerei. Die Gebäude beim heutigen Friedhof wurden zu Lagerräumen und Stadel, bis sie abgebrochen wurden. Heute liegt hier ein kleiner Park. Bis auf das denkmalgeschützte Gebäude der Herzog-Ludwig-Straße 5 wurde 1889 auch die nicht mehr genutzte Brauerei des Unterbräus abgebrochen. Ihre Keller existieren noch immer.
Die Erstnennung des Oberbräus stammt aus dem Jahre 1613. Die Brauerei war an die noch heute existierende Wirtschaft im Norden und Westen angebaut. 1921 wurden Brauerei und Wirtschaft an die Münchner Franziskaner-Leistbräu verkauft und die Produktion eingestellt.
1885 eröffnen die Eheleute Scheurer neben ihrer Metzgerei eine Gastwirtschaft im heutigen Pfarrer-Hueber-Weg zu der eine Weißbierbrauerei gehört. 1901 werden die Gebäude der Brauerei abgerissen und neu aufgebaut. 1920 kauft das Ehepaar Widmann aus Forstinning Wirtschaft und Brauerei, die nun als Brauerei Widmann bekannt war. Nach Umbau 1936 wurde neben Biere auch alkoholfreie Getränke angeboten. 1955 und 1959 baut man Abfüllerei und ein neues Sudhaus. 1968 entstand eine Mälzerei, die aber ab 1992 stillgelegt wurde. 1999 wurde die Abfüllung eingestellt und man versuchte sich als Kleinbrauerei. 2004 wurde das gesamte Areal abgebrochen und stattdessen Wohnungen gebaut.
Die Brauerei Steinmeier in der Webergasse 4 wurde 1929 als Kleinbrauerei gegründet. 1939 kaufte sie der Weißbräu Widmann und betrieb nur noch die Gaststätte, die 1959 eine Kegelbahn erhielt. Derzeit wird die Gaststätte nicht mehr betrieben.
Im Süden befindet sich an der Ebersberger Straße die Privatbrauerei Schweiger mit der dazugehörigen Brauereigaststätte. Sie ist eine der größten Landbrauereien in Bayern. 1919 gründete Ludwig Schweiger (* 1896), zweiter Sohn der Hanslmühle, zunächst ein landwirtschaftliches Lagerhaus und -handel und daran 1934 die Brauerei. Der Überlieferung nach wurde bei Schweiger bei einem Bierbrauer das Interesse an dem Handwerk geweckt und er kaufte dem Wimmer-Bräu in Altenerding die Sudpfanne ab. Schweiger lieferte bisher den Bauern Saatgut und Futtermittel und nutzte nun die Marktlücke des Lieferservice nach Haus, nachdem der offene Ausschank in den Wirtshäusern zurückging und man auf Flaschenbier umstellte. Seit 1949 stellt man auch alkoholfreie Getränke her. 1960 entstanden Getreide- und Siloanlagen und 1963 eine Mälzerei. 1972 kam eine neue Abfüllanlage hinzu und 1996 neue Gär-, Kühl- und Lagerhallen. 1993 wird für „Silenca Quelle“ die Mineralwasserqualität staatlich anerkannt. Weitere Lagerhallen wurden 1999 gebaut. Als Brauwasser dient seit 1989 Tiefenwasser aus einem 150 Meter tiefen Brunnen. Die Brauerei ist nun in dritter und vierter Generation in Familienbesitz.

### Weitere Unternehmen und Handel
In Markt Schwaben findet jeden Donnerstag vormittags der Grüne Markt statt. Dazu kommen der Frühlings-, der Sommer-, der Herbst- und der Wintermarkt.
Das große Gewerbegebiet im Nordwesten beheimatet einige größere Firmen, so den Fachgroßhandelsbetrieb Wilhelm Gienger und den Hauptsitz der Firma Seidenader, die Maschinen für die pharmazeutische Industrie baut. Ebenfalls nördlich der Bahnlinie ist das Betonwerk Schmitt und der Baustoffhandel Heinrich Schmitt beheimatet, die 1951 von Heinrich Schmitt sen. gegründet wurden. Seit 1907 gibt es in der Färbergasse das Ofenhaus Scheuerecker, nunmehr in vierter Generation. Neben Larcher Touristik gibt es in Markt Schwaben mit Helmuts Reisen ein zweites Busunternehmen. Das Bauunternehmen Haydn wurde 1763 von Martin Haydn I. gegründet und besteht seitdem in achter Generation im Familienbesitz. Die Landtechnik Max Weindl GmbH & Co. KG ist Nachfolger der 1886 gegründeten Gebrüder Weindl Maschinenfabrik Schwaben.
1807 entstand die erste Apotheke des Ortes (Marktplatz 12). Sie wurde aber mitsamt des Landgerichtes 1812 nach Ebersberg verlegt und es dauerte bis 1854, bis eine neue Apotheke in der Erdinger Str. 7 eröffnete. Seit den 1970er Jahren trägt sie den Namen Schloßapotheke. Daneben gibt es heute drei weitere Apotheken im Ort. Dazu kommen Gaststätten mit regionaler und internationaler Küche, Handwerksbetriebe und Einzelhandelsgeschäfte. Außerdem verfügt der Markt über zwei Drogerien, drei Tankstellen und zwei Bankfilialen.

### Ehemalige Betriebe
1881 wurde an der Bahnlinie nahe der Geltinger Straße das Säge- und Hobelwerk Molfenter & Cie gegründet. Einer der Mitbesitzer baute sich das Alexanderhaus (Herzog-Ludwig-Straße 11). 1916 brannte der gesamte Betrieb nieder, wurde aber wegen seiner Kriegswichtigkeit wieder aufgebaut. 1920 wurden aus der Firma die Bayernwerke für Holzverarbeitung AG. Man exportierte bis nach Indien und Südafrika, doch durch die Große Inflation gingen die Bayernwerke 1925 schließlich pleite.
1786 kaufte Vitus Schweiger die abgebrannte Sägmühle und baut sie wieder auf. 1917 gründeten die Brüder Hans, Franz und Josef Schweiger die Gebrüder Schweiger OHG und bauten zwischen 1919 und 1921 auf dem Gebiet des heutigen Schweigerweges und Dr.-Hartlaub-Ringes ein Säge- und Hobelwerk auf. Dazu kam eine Kistenproduktion. 1928 übernahmen die Brüder das Geländer der Konkurs gegangenen Bayernwerke an der Geltinger Straße und stellten dort Meterstäbe, Parkett und Mittellagen her. Dieses Werk II brannte 1968 bis auf die Grundmauern nieder. Beim Wiederaufbau vereinigte man die beiden Werke an der Geltinger Straße. 1986 musste das Werk wegen Überkapazitäten und neuen Umweltauflagen geschlossen werden.
1898 eröffnete am Bahnhof eine Ziegelei, die ab 1906 den Namen Dampfziegelei Schwaben GmbH trägt. 1920 entstand zudem auf dem Gelände eine Porzellanfabrik. Zusammen bildeten die beiden Produktionsstätten ab 1926 die Keramische Fabrik München-Schwaben. Als die Porzellanherstellung wegen zu hoher Kosten bereits 1932 wieder endete, übernahmen die Firma die Aktienziegelei München-Sinzing-Wien, die ab 1950 AGROB München-Ismaning Grob- und Feinmechanik hießen. 1965 musste der Betrieb wegen Rohstoffmangel schließen. Auf dem Grund stehen heute die Hochhäuser der Enzensberger Straße, Von-Kobell-Straße und Adalbert-Stifter-Weg.
1905 gründete Hugo Paul Jaeger nördlich der Bahnlinie, an der Geltinger Straße die Erste Bayerische Bimssteinfabrik. In den 1930er Jahren geht der Verkauf aufgrund von neuer Konkurrenzprodukte zurück, so dass man 1937 dem Werk eine Ziegelsteinproduktion angliedert, doch 1940 wird der Betrieb aufgegeben. Das Gebäude wurde zu Kriegsende noch zum Einlagern von Nachschubgütern verwendet. Nach einer Lagerhaft bei den Amerikanern nutzte der ehemalige SS-Angehörige Josef Krautstorffer zur Produktion von Schmierseifen. Ab 1950 werden hier vom Bayerischen Kunststoffwerk Phenolharze hergestellt. 1966 kam es im Kunststoffwerk in der Geltinger Straße zu einer Staubexplosion, bei der drei Arbeiter starben und sieben schwer verletzt wurden. 1980 kauft die Bakelite GmbH die Produktionsstätte, die aber 1990 endgültig geschlossen wird.

## Infrastruktur

### Wasserversorgung

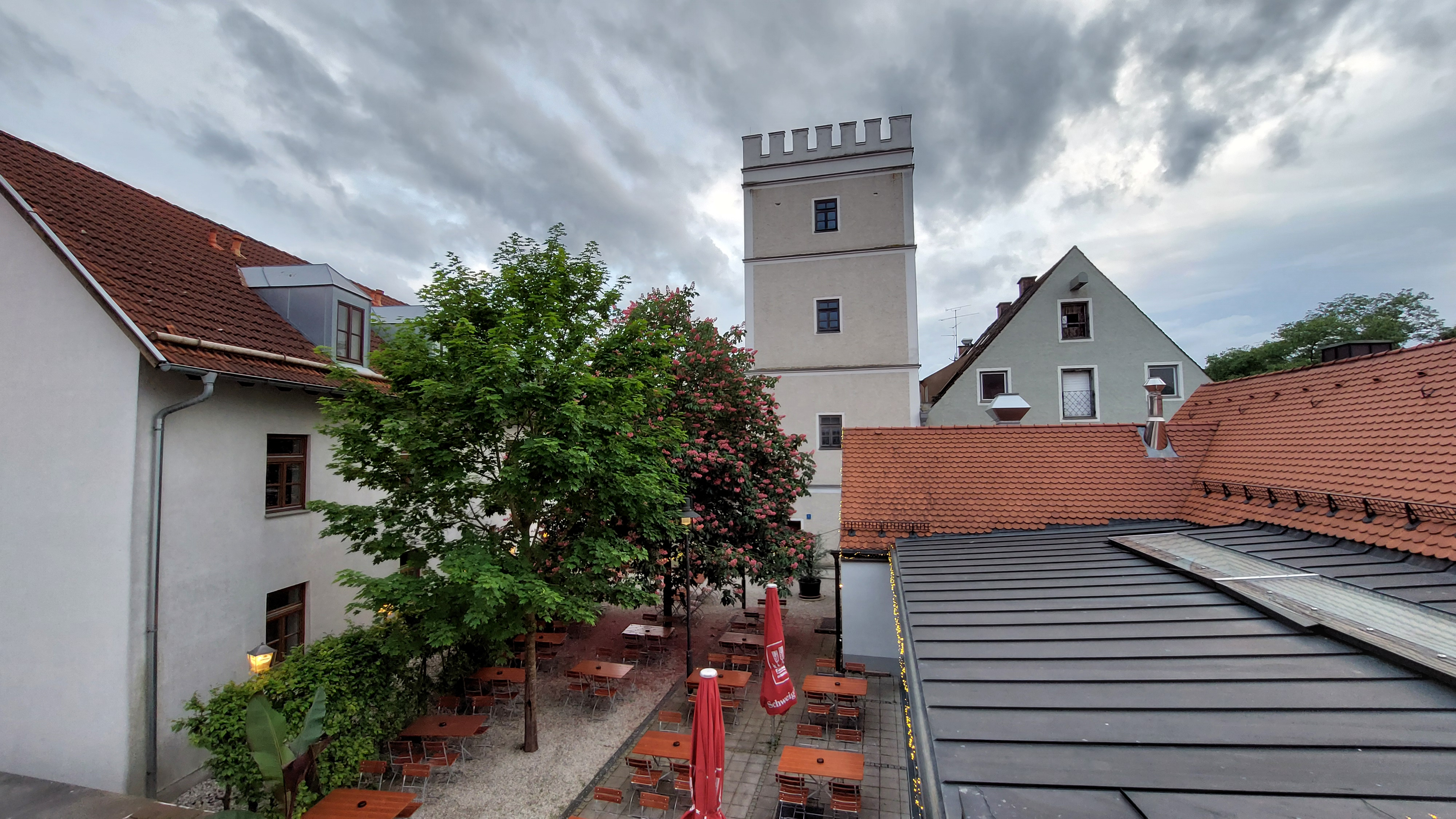
Wasserturm von 1905 mit dem denkmalgeschützten Haus Herzog-Ludwig-Str. 5 und dem Biergarten des El Greco

Ursprünglich versorgten sich die Einwohner Markt Schwabens, sofern sie keinen eigenen Brunnen hatten, über Gemeindebrunnen. Die Pflege und Instandhaltung oblag den Benutzern. Bis 1980 gab es einen solchen Brunnen noch bei der Kupferschmiede Vogele Am Kupferschmiedberg. Die Burg verfügte über einen Ziehbrunnen. 1651 erhielt das jetzige Schloss als erstes Gebäude in Schwaben fließendes Wasser. Für das Brunnhaus und den Wasserturm musste der Pflegsverwalter Brandthueber ein Grundstück verkaufen, erhielt aber dafür auch für sein Haus einen Wasseranschluss.
Der Oberbräu Gerstlacher errichtete an der Sempt 1707 einen Wasserturm. Da er aber auf Grund des Klosters Ebersberg stand, wurde er von Arbeitern des Klosters abgerissen. Gerstlacher musste den Turm 70 Meter nördlicher auf Boden des Ortes wieder aufbauen. Das Wasser wurde dann in Tausend-Liter-Fässern von Zugtieren zur Brauerei gebracht. Für eine Wasserleitung waren damals die anderthalb Kilometer Entfernung zu groß. Der Unterbräu Trappentreu braute mit Brunnenwasser, das wahrscheinlich aus einer der Kirchweiherquellen stammt. 1813 kauften die beiden Brauer die Brunnenanlage des Schlosses. 1905 ließ der Brauer Matthias Brenner einen Wasserturm neben dem Unterbräu bauen, der mit der Zeit auch andere Anwesen versorgte. Er fällt durch seine mittelalterlichen Zinnen auf.
1923 erhielt die Gemeinde den Wasserturm als Geschenk. 1925 wurden neue kommunale Wasserleitungen und zwei Hochbehälter auf der Wittelsbacher Höhe gebaut. 1927 wurde die gemeindliche Wasserversorgung in Betrieb genommen. An der Ecke Ebersberger Straße/Dianaweg entstand der Brunnen I. 1940 kauften die Isar-Amperwerke den Wasserturm. Nach einigen Jahren Privatbesitz gehört der denkmalgeschützte Turm seit 1996 wieder der Gemeinde. 2009 wurde der Wasserturm von 1905 restauriert.
1964 kam ein dritter Hochbehälter auf der Wittelsbacher Höhe zur Wasserversorgung hinzu und 1965 ging der Brunnen II südöstlich der Wittelsbacher Höhe in Betrieb. Aufgrund der Verunreinigung über die Luft und durch den Ackerbau musste 1998 der 43,5 Meter tiefe Brunnen III die Versorgung übernehmen. Er liefert nun für Markt Schwaben Wasser aus dem Ebersberger Forst.

### Abwasser
Ein kleiner Bach, der früher vom alten Rathaus nördlich zum Henningbach führte, spülte anfangs die Abwässer Schwabens weg. Fäkalien sammelte man aber in Odelgruben als Dünger. 1937 entstanden die ersten Kanalbauten, die nun die Abwässer aus den Klärgruben in den Henningbach und den Schwarzgraben leiteten.
Etwa 1950 wurde die erste richtige Kläranlage am Hauser Weg gebaut, musste aber 1965 durch die vollbiologische Kläranlage an der Sägmühle ersetzt werden. Da sie aber nach neueren gesetzlichen Vorgaben für den Ort bald unterdimensioniert war, schloss sich Markt Schwaben 1986 dem Abwasserzweckverband Erdinger Moos an. Die Kläranlage an der Sägmühle ist stillgelegt und der Deutsche Alpenverein betreibt hier ein Kletterzentrum.

### Verkehr

#### Straßenverkehr
Markt Schwaben ist verkehrstechnisch gut angebunden. Über die Bundesautobahn 94 München–Passau erreicht man das Autobahnkreuz München-Ost (nach Salzburg, Nürnberg und Stuttgart) und die Münchner Stadtgrenze im Osten. Von Osten kommend ist die Markt Schwabener Anschlussstelle Forstinning, vom Westen her Anzing. Nach der Fertigstellung der Flughafentangente Ost (FTO), die die Autobahn mit dem Münchner Flughafen verbindet, ist Markt Schwaben auch von Westen über die neue A 94–Ausfahrt Markt Schwaben-Flughafentangente Ost–Geltinger Straße erreichbar. Sie bildet einen direkten Zugang zum Gewerbegebiet Burgerfeld. Die Abfahrten zur Ortsmitte bleiben Anzing und Forstinning.

#### Eisenbahn

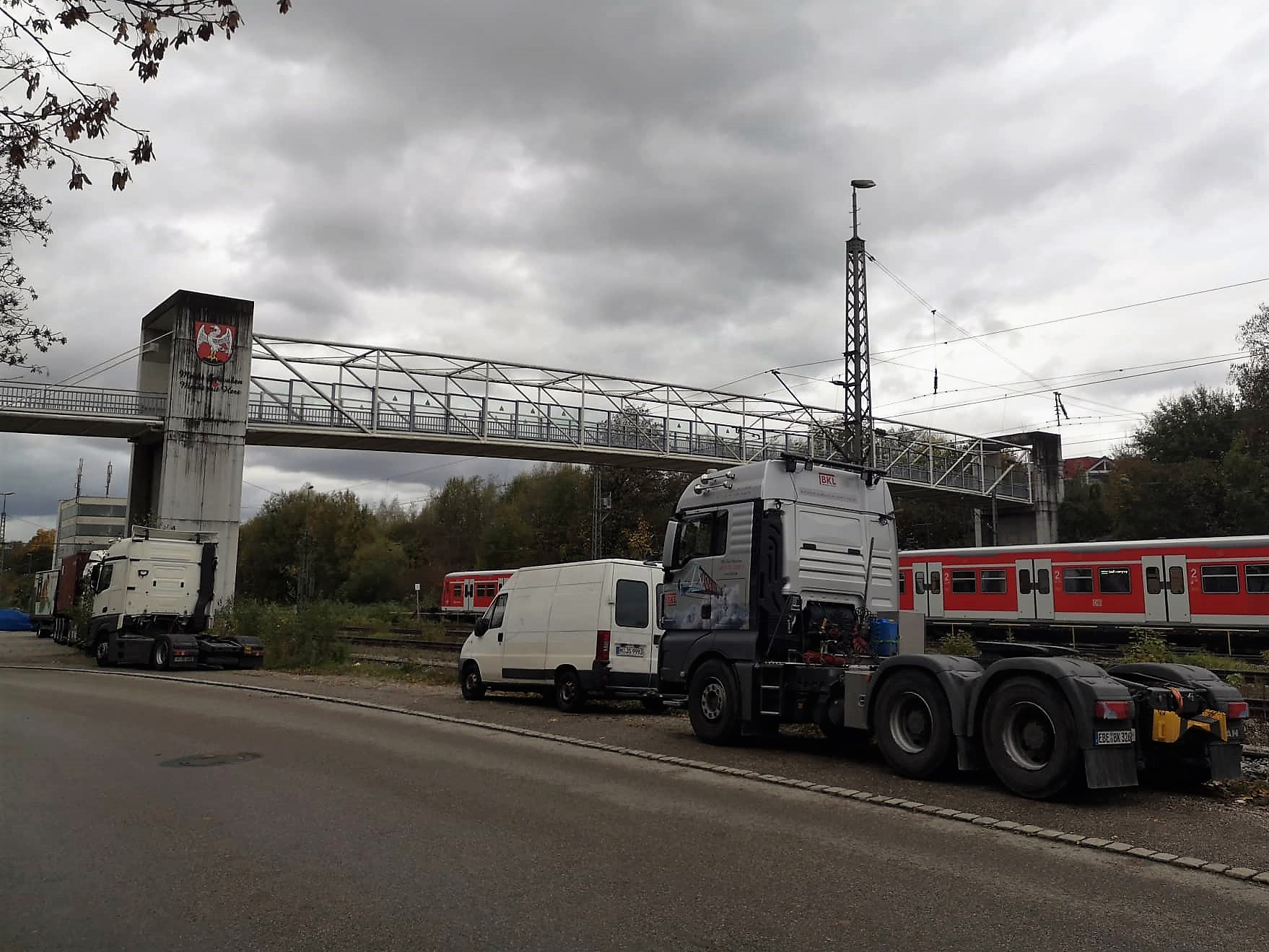
Fußgängerbrücke über die Bahngleise westlich des Bahnhofs

Durch Markt Schwaben verlaufen die Bahnstrecken München–Simbach und Markt Schwaben–Erding. Nordwestlich der Ortsmitte befindet sich der Bahnhof Markt Schwaben, an dem die Strecke nach Erding von der Strecke München–Simbach abzweigt. Die Königlich Bayerischen Staatseisenbahnen nahmen den Bahnhof am 1. Mai 1871 mit der Hauptbahn von München über Mühldorf nach Simbach in Betrieb. Mit der Eröffnung der Vizinalbahn nach Erding am 16. November 1872 wurde er zum Trennungsbahnhof. Reisende konnten in Schwaben in Postkutschen nach Haag und Ebersberg umsteigen. Zwischen 1901 und 1910 wurde die Strecke zwischen München und Schwaben zweigleisig ausgebaut. Die Geltinger Straße wurde durch eine Unterführung unter die Gleise geführt. 1942 baute man das 2. Gleis wieder ab, vermutlich um Bahnlinien im besetzten Russland zuverlegen. Erst nach dem Zweiten Weltkrieg wurde die Strecke wieder komplett wieder hergestellt. 1978 entstand die Bahnunterführung an der Finsinger Straße.
Seit 1972 ist Markt Schwaben im Rahmen des Ausbaus des Münchner Verkehrs- und Tarifverbund (MVV) für die Olympischen Sommerspiele in München 1972 eine Station der S-Bahn München. Markt Schwaben wird durch die Linie S 2 von Petershausen und Altomünster über München nach Erding bedient, die bis Markt Schwaben im 20-Minuten-Takt und von Markt Schwaben nach Erding im 20/40-Minuten-Takt fährt. Mit der S-Bahn kommt man in etwa 20 Minuten Fahrtzeit zum Münchner Ostbahnhof und in etwa 30 Minuten Fahrtzeit zum Marienplatz. Auf der Hauptbahn fahren im Stundentakt Regionalbahnen von München Hauptbahnhof nach Mühldorf.
Im Rahmen des Erdinger Ringschlusses soll die Bahnstrecke nach Erding zum nordwestlich gelegenen Münchner Flughafen verlängert werden. Die S-Bahn-Linie S 2 soll dabei bis Freising verlängert werden.

#### Busverkehr

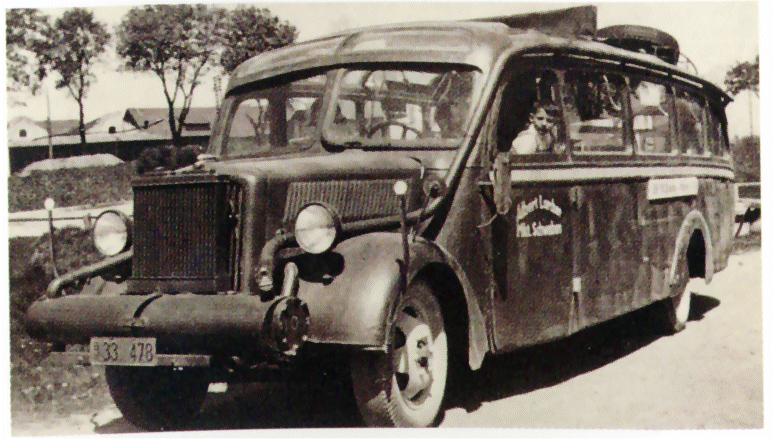
Der erste Bus von Larcher Touristik (1945)

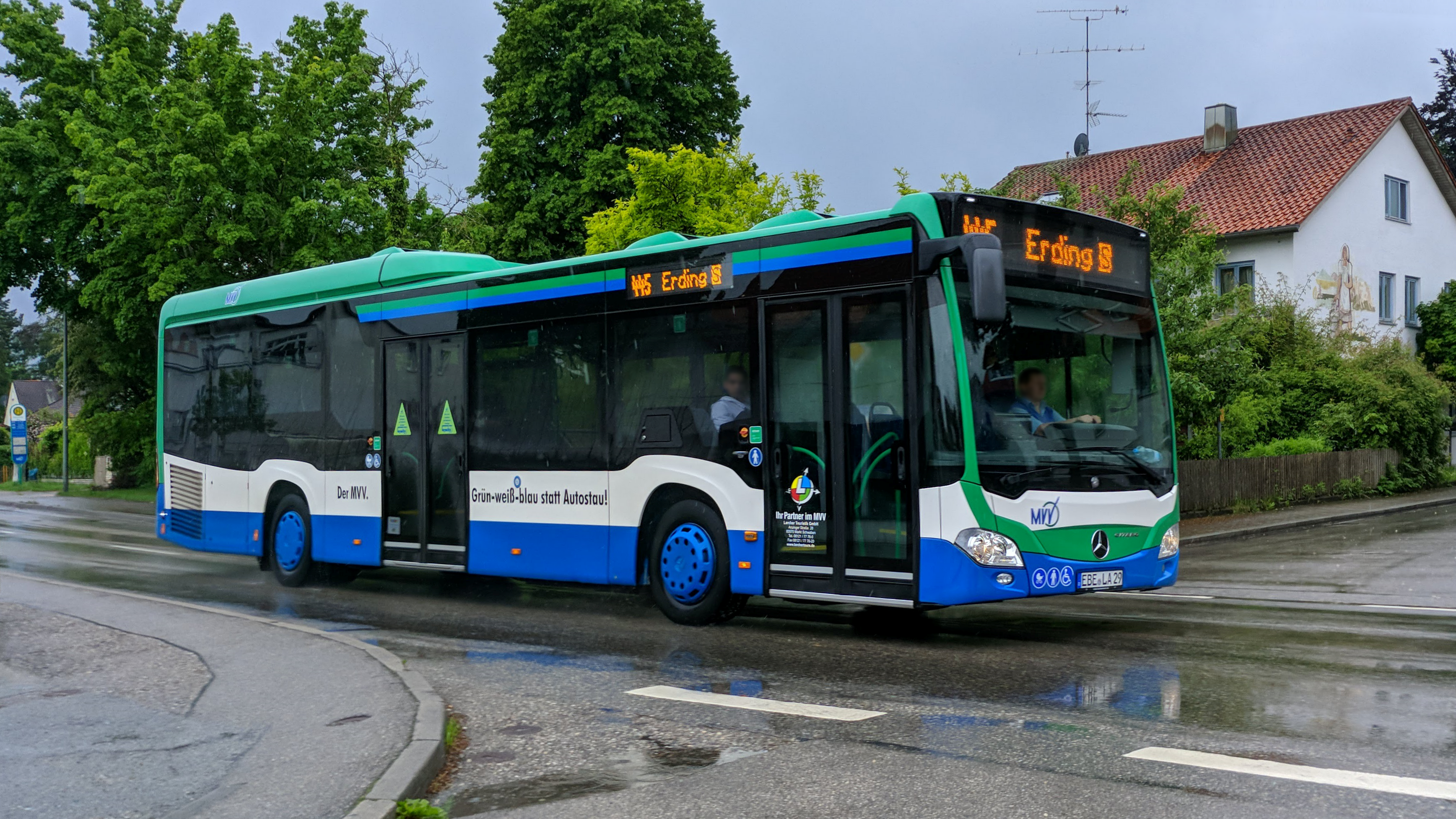
Bus der Linie 446

In Markt Schwaben verkehren zehn Buslinien des Münchner Verkehrs- und Tarifverbunds. Die Linie 446 verkehrt nur von Montag bis Freitag circa im Zweistundentakt nach Ebersberg. An Samstagen und Sonntagen verkehrt statt der Linie 446 die Rufbuslinie 449, die jedoch ab Markt Schwaben weiter über Pliening nach Poing verkehrt. Die Buslinie 449 verkehrt im Zweistundentakt. Von Montag bis Freitag bedient die Buslinie 463 die Strecke von Markt Schwaben über Pliening nach Poing. Die Buslinie 469 bedient von Markt Schwaben aus die Gemeinden Forstern und Hohenlinden von Montag bis Freitag ungefähr im Zweistundentakt. Die Buslinie 505 verknüpft von Montag bis Freitag im Zweistundentakt Isen mit Markt Schwaben. An Samstagen und Sonntagen verkehrt das Ruftaxi 5050. Die Buslinie 507 verkehrt ebenfalls nur Montag bis Freitag von Markt Schwaben über Ottenhofen und Moosinning nach Erding. Erding wird von Markt Schwaben aus auch von der Buslinie 568 über Finsing ungefähr im Stundentakt mit Taktlücken angefahren. An Samstagen verkehrt das Ruftaxi 5680. Folgende Buslinien verkehren in Markt Schwaben:
- 446: Markt Schwaben – Anzing – Forstinning – Ebersberg
- 449: Poing – Pliening – Markt Schwaben – Anzing – Forstinning – Ebersberg (Rufbus)
- 463: Markt Schwaben – Pliening – Poing – Pliening – Markt Schwaben
- 469: Markt Schwaben – Forstinning – Forstern – Hohenlinden
- 505: Markt Schwaben – Paststetten – Forstern – Buch am Buchrain – Isen
- 507: Markt Schwaben – Ottenhofen – Moosinning – Oberding – Erding
- 568: Markt Schwaben – Finsing – Moosinning – Erding
- 4460: Poing – Pliening – Markt Schwaben – Anzing – Forstinning – Ebersberg (Ruftaxi, eine Fahrt)
- 5050: Markt Schwaben – Paststetten – Forstern – Buch am Buchrain – Isen (Ruftaxi)
- 5680: Markt Schwaben – Finsing – Moosinning – Erding (Ruftaxi)[139]

## Öffentliche Einrichtungen

### Staatliche Einrichtungen

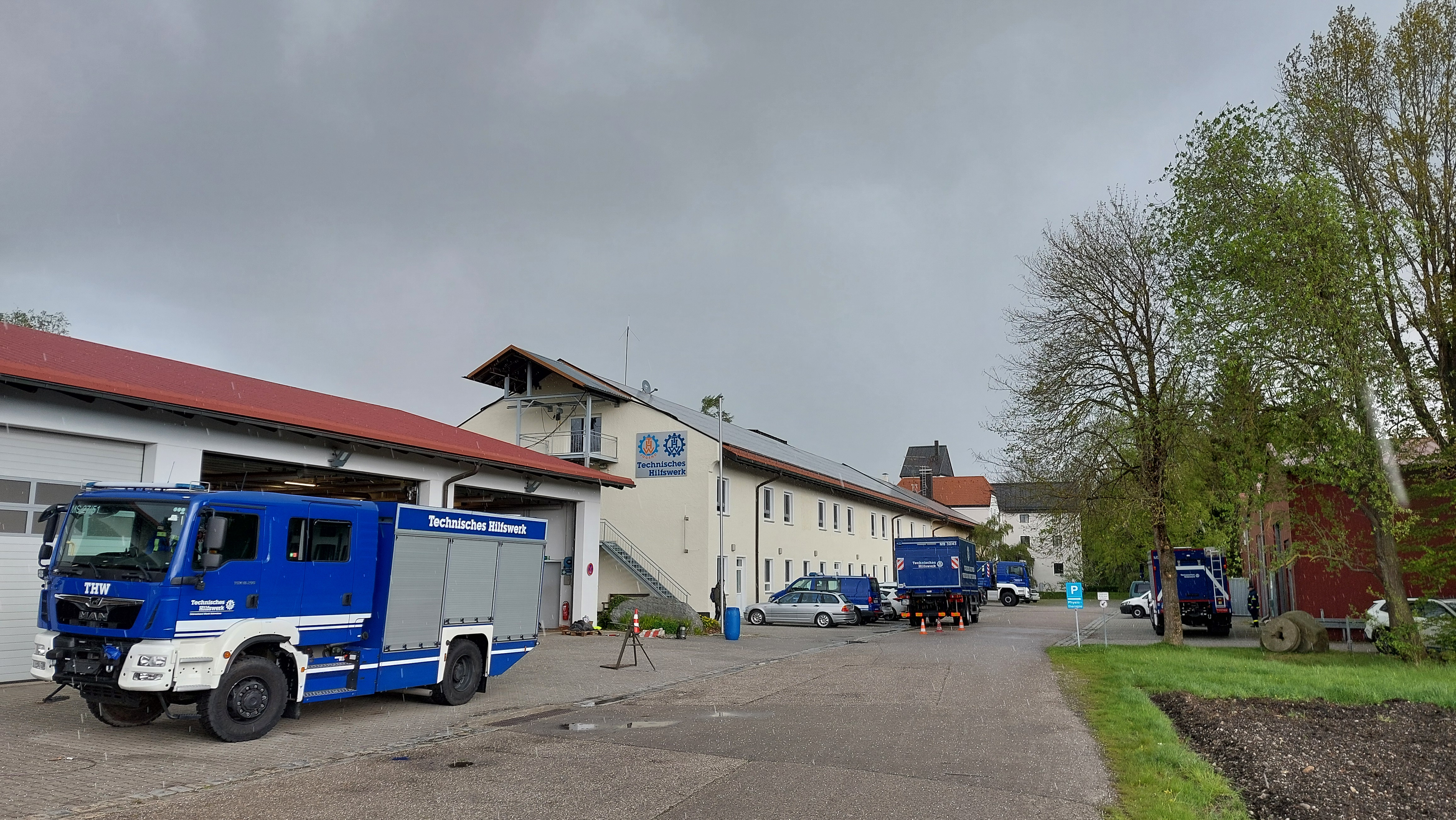
Das THW in Hanslmühle

Die Bundesanstalt Technisches Hilfswerk unterhält in Markt Schwaben einen Ortsverband mit zwei Technischen Zügen und den Fachgruppen Notversorgung & Notinstandsetzung, Räumen, Elektroversorgung und Sprengen. Der Stützpunkt befindet sich in der Einöde Hanslmühle.
Im Jahr 2006 wurde die wissenschaftliche Abteilung der Zolltechnischen Prüfungs- und Lehranstalt (ZPLA) in Markt Schwaben angesiedelt. Sie ist eine Behörde der Bundeszollverwaltung.

### Bildungseinrichtungen
Im Jahr 1490 wird erstmals urkundlich eine Schule in Schwaben erwähnt. Unterrichtet wurde im Meßnerhaus, später in einem Raum im Rathaus. 1803 wurde das erste Schulhaus gebaut. Landrichter Gabriel Bernhard von Widder schenkte dafür den Grund neben der Kirche. Von der ehemaligen Friedhofskirche, die am Platz des heutigen Maibaums stand und wegen der Säkularisation abgerissen wurde, stammten die Steine. Im erdgeschossigen Bau befanden sich neben der Lehrerswohnung auch ein Kuhstall, da zum Lehrer auch eine kleine Landwirtschaft gehörte. 1844 wird das inzwischen zu kleine Gebäude abgebrochen und durch ein neues ersetzt. Es existiert noch heute neben der Kirche. 1905 zog die Ortsschule in ein neues Gebäude, in dem sich heute der Kindergarten im „Alten Schulhaus“ befindet. 1961 wurde neben der Schule ein neues Gebäude errichtet, das 1965 mit einer Turnhalle und 1971 mit einem Hochbau erweitert wurde. Nach dem Umzug der Grundschule in einen Neubau blieb hier die Hauptschule (seit 1. August 2011 Mittelschule).
Die Realschule eröffnete 1971 und zog aus dem alten Schulhaus 1973 in ihr eigenes Gebäude. 1973 starteten die ersten Klassen des Franz-Marc-Gymnasiums noch in den Räumen der Realschule, bis der Gymnasiumsbau 1976 bezugsfertig war. 1979 wurde ein neues Gebäude der Grundschule und ein Hallenbad fertig gestellt. Im September 1980 zogen die ersten Grundschüler ein. 1999 wurde die Realschule nach der Schriftstellerin Lena Christ benannt. Seit 2024 ist ein neuer Schulbau im Betrieb, der Falken-Grundschule und die Grafen-von-Sempt-Mittelschule beherbergt. Er entstand auf der Fläche des Jahnsportplatzes, der nach bisherigen Plänen daneben anstelle der alten Mittelschule wieder eingerichtet werden soll.

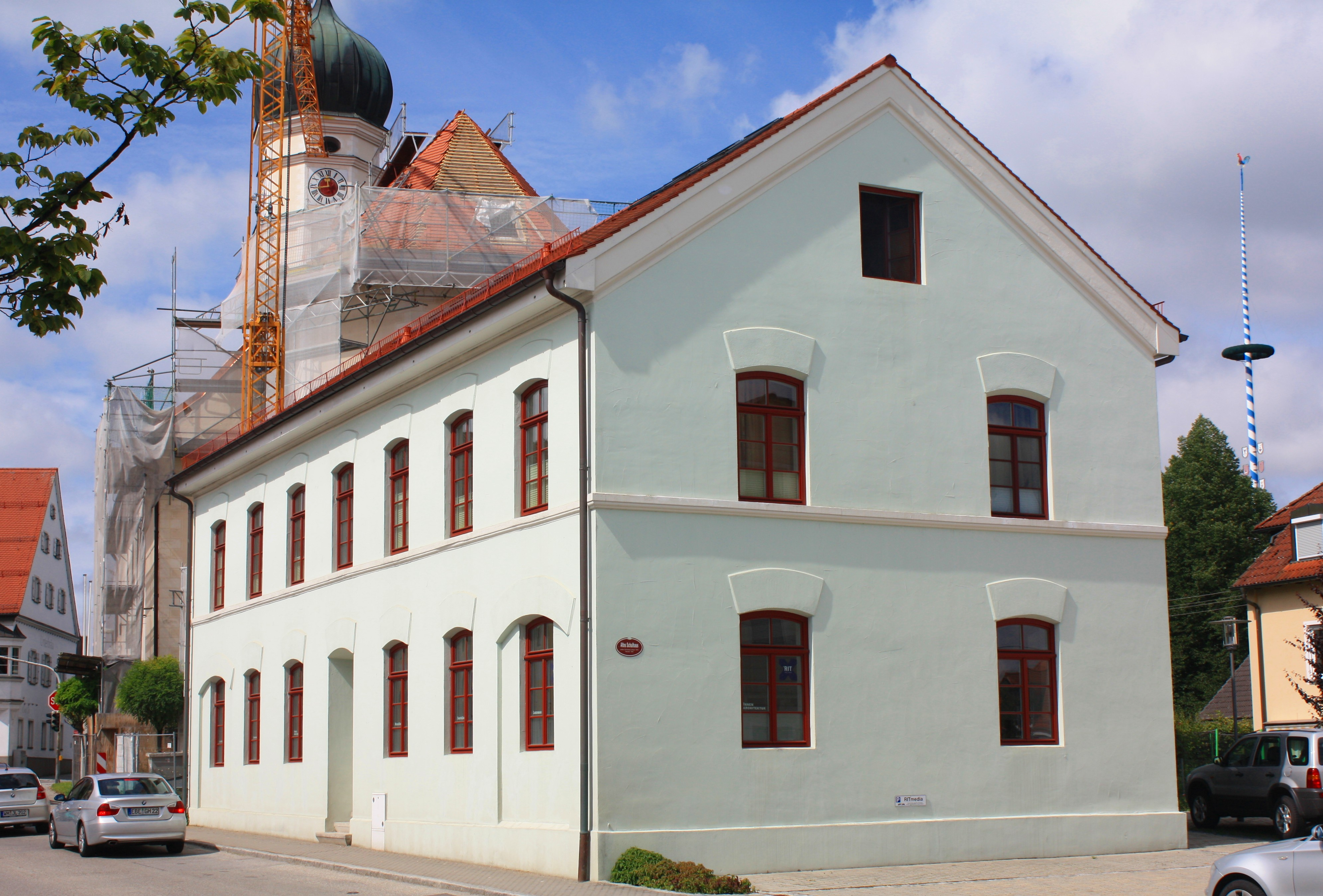
Das alte Schulhaus von 1844
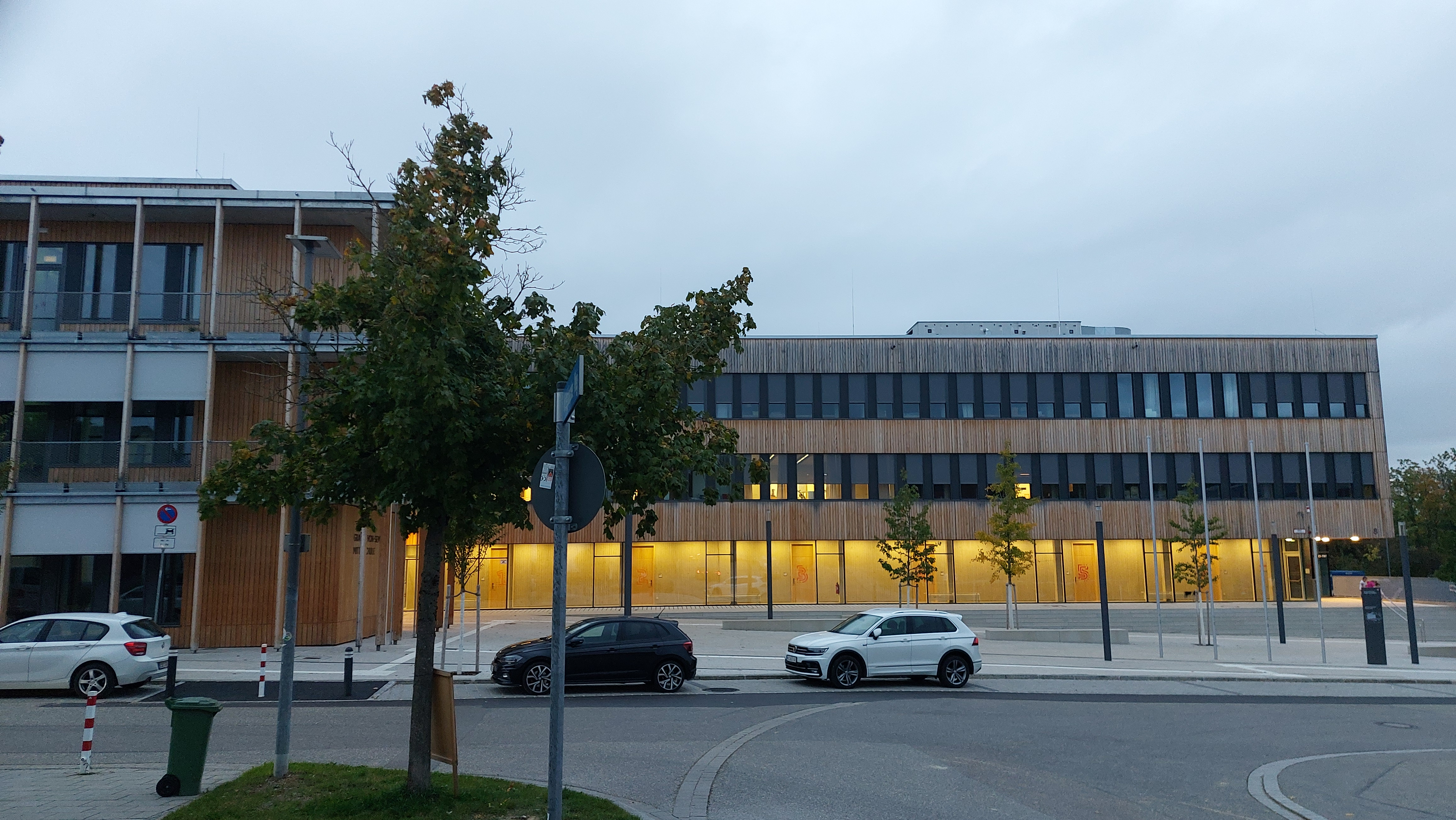
Die Grund- und Mittelschule
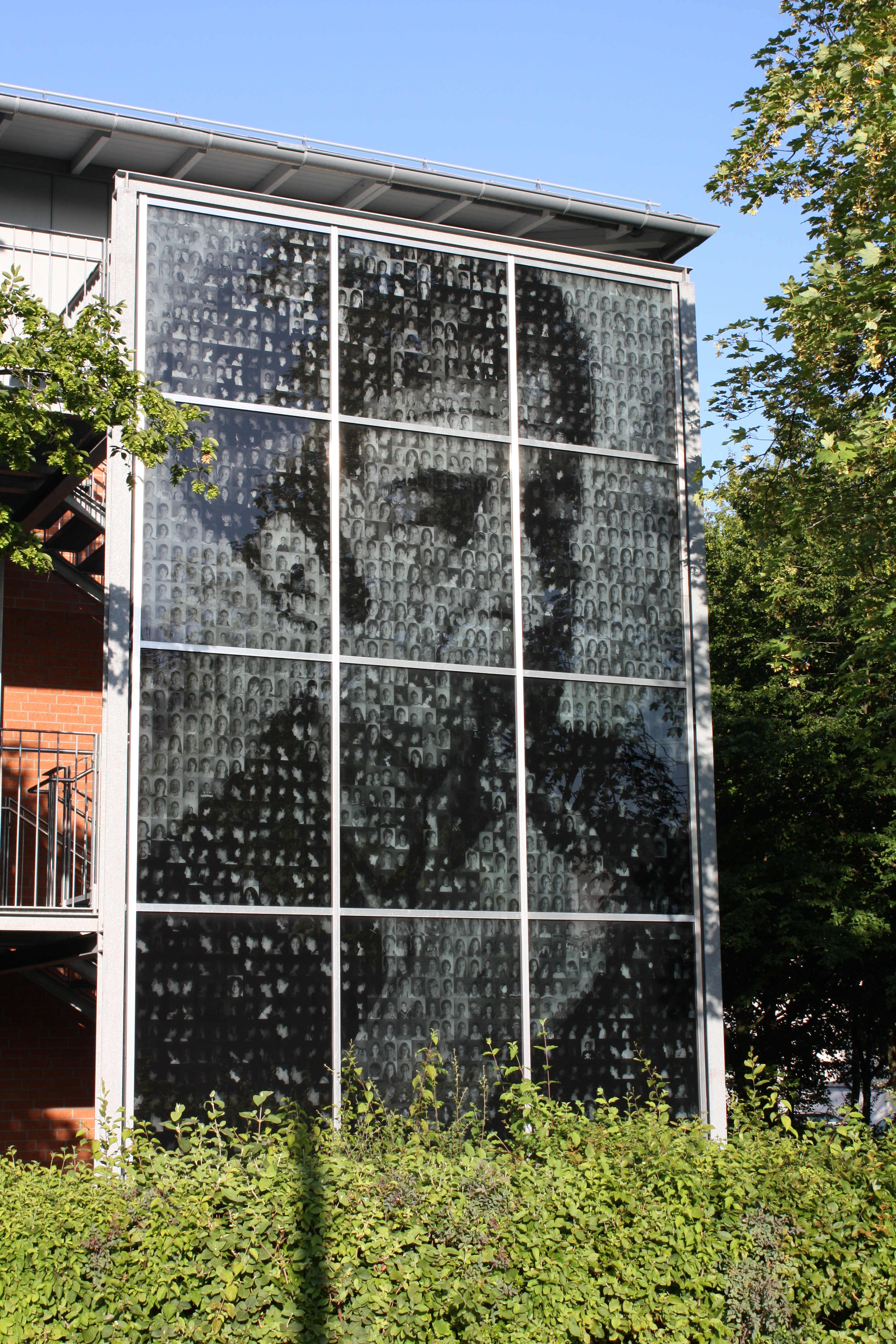
Franz-Marc-Gymnasium

### Ämter
Die kommunalen Ämter befinden sich im Rathaus.

## Persönlichkeiten
- Gabriel Bernhard von Widder, letzter Pflegskommissar und Landrichter in Schwaben, erhielt im Ort ein Lehen, das bis 1927 für seine Erben bestand. Nach ihm ist der Widderweg benannt.[143]
- Cajetan von Textor (1782–1860), Chirurg und Hochschullehrer an der Universität Würzburg, im Melberhaus (heute Ebersberger Str. 8) geboren.[144]
- Georg von Oettl (1794–1866), Bischof des Bistums Eichstätt von 1846 bis 1866 und Religionslehrer der Kinder von König Ludwig I., vornehmlich auch des Kronprinzen Maximilian II. Joseph, war nach seiner Priesterweihe 1817 bis 1820 Koadjutor in Markt Schwaben.
- Josef (Meteorologe und Bergsteiger) und Ernst Enzensperger (Pädagoge) lebten als Kinder des Eisenbahnbeamten Josef Enzensperger sen. von 1883 bis 1888 in Schwaben.[145] Nach Josef ist die Enzensbergerstraße benannt.[52]
- Bettina Ismair (* 1962), Gründerin der Initiative „Offenes Haus – Offenes Herz“
- Roger Rekless (* 1982), Hip-Hop-Musiker, wuchs in Markt Schwaben auf[146]

## Sonstiges

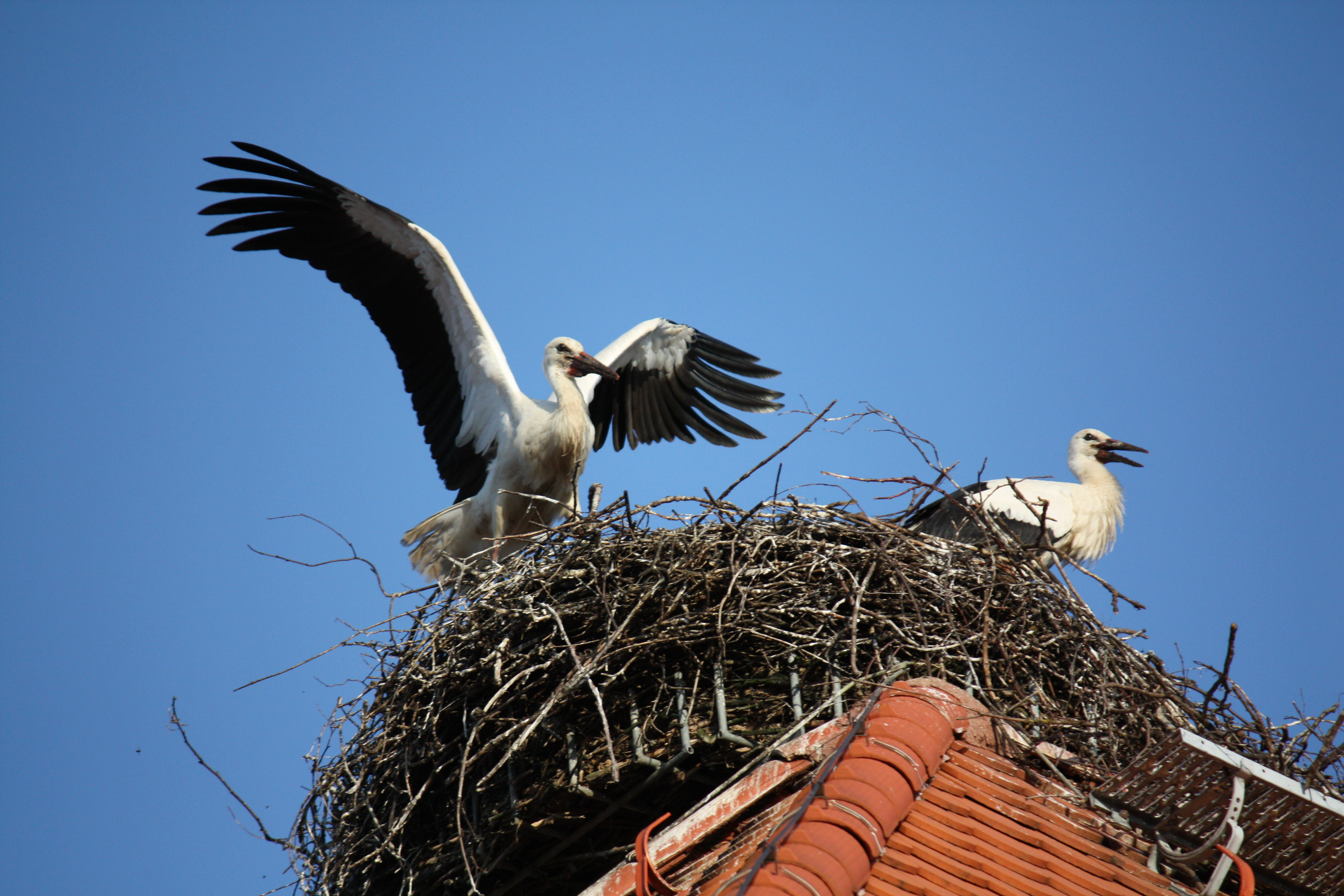
Jungstörche in Markt Schwaben 2009

Viele Jahre brüteten Störche in Markt Schwaben auf dem Dach des alten Schulhauses, neben der Mittelschule am Gerstlacher Weg. Oft kann man die großen Vögel auf den Dächern stehen, über den Ort fliegen oder am Hennigbach nach Futter suchen sehen. Am Nest ist eine Webcam angebracht, mit der man die Storchenfamilie via Internet beobachten kann. Der Storch wurde so ein Symbol für Markt Schwaben, auch wenn sie einige Jahre nicht mehr im Ort brüteten. Seit 2019 kann man wieder ein Storchenpaar am Horst sehen.

## Galerie

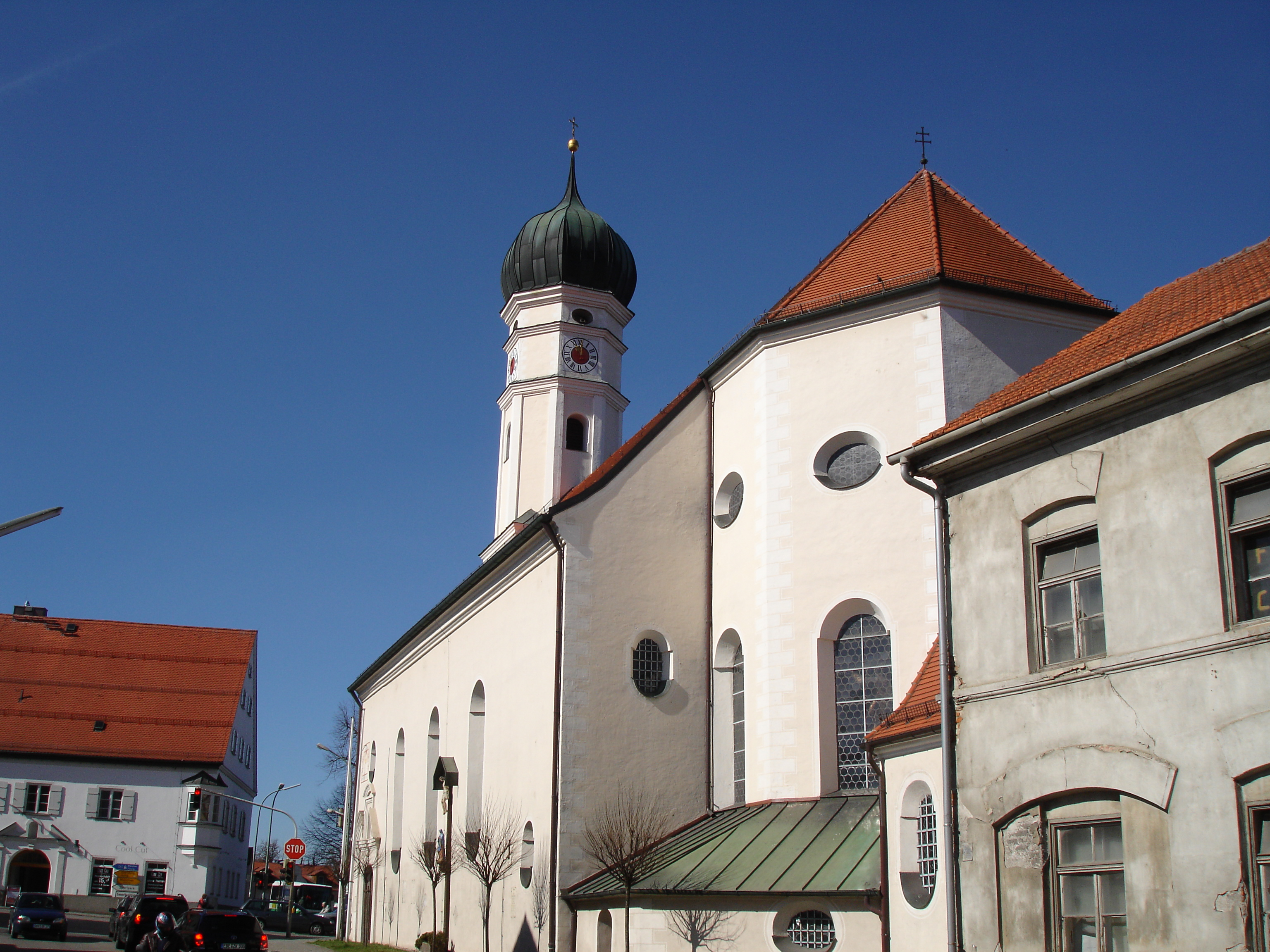
St. Margaret (Erdinger Straße)
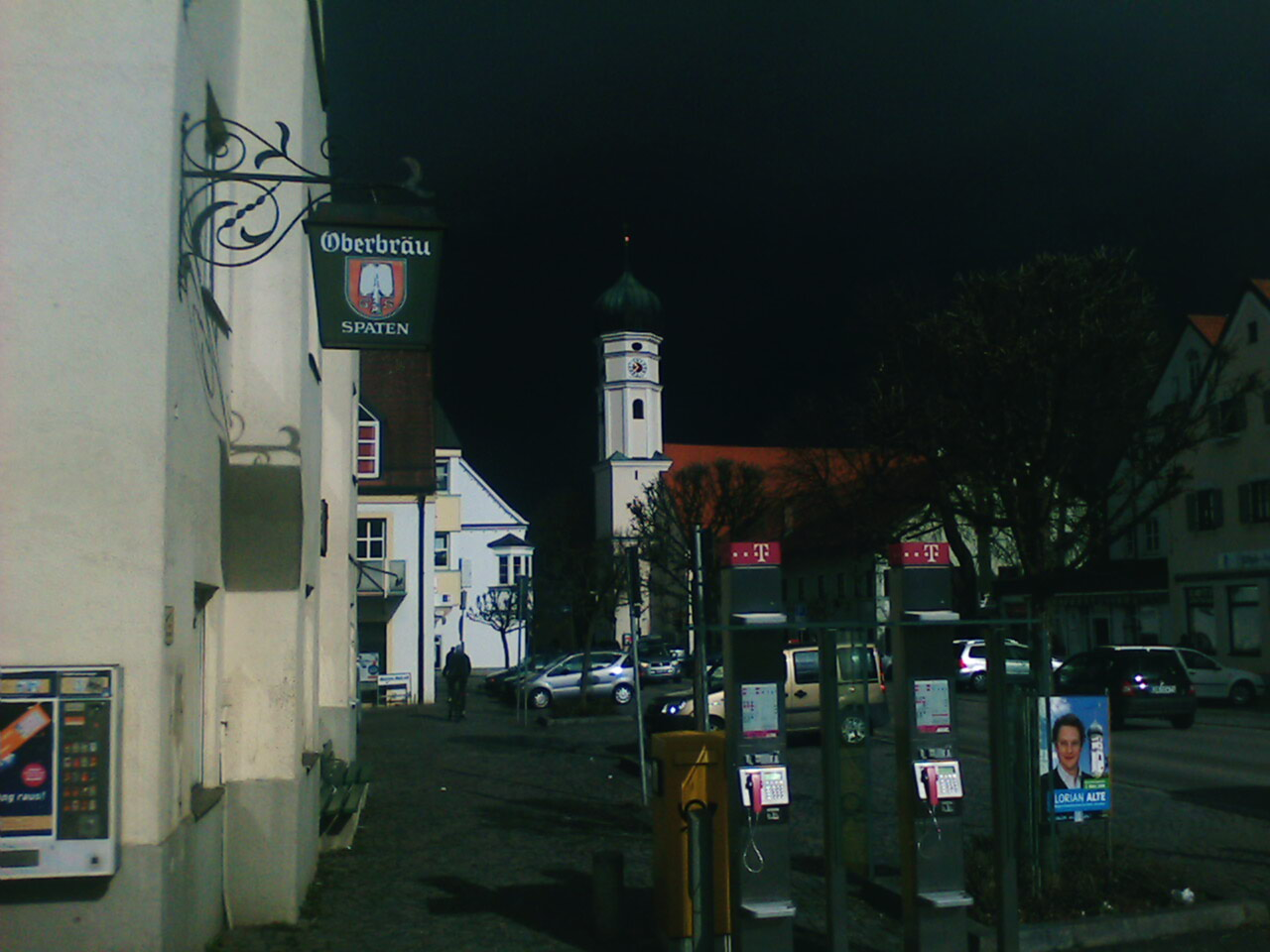
St. Margaret am Vormittag des 1. März 2008, kurz bevor Orkan Emma den Ort erreicht
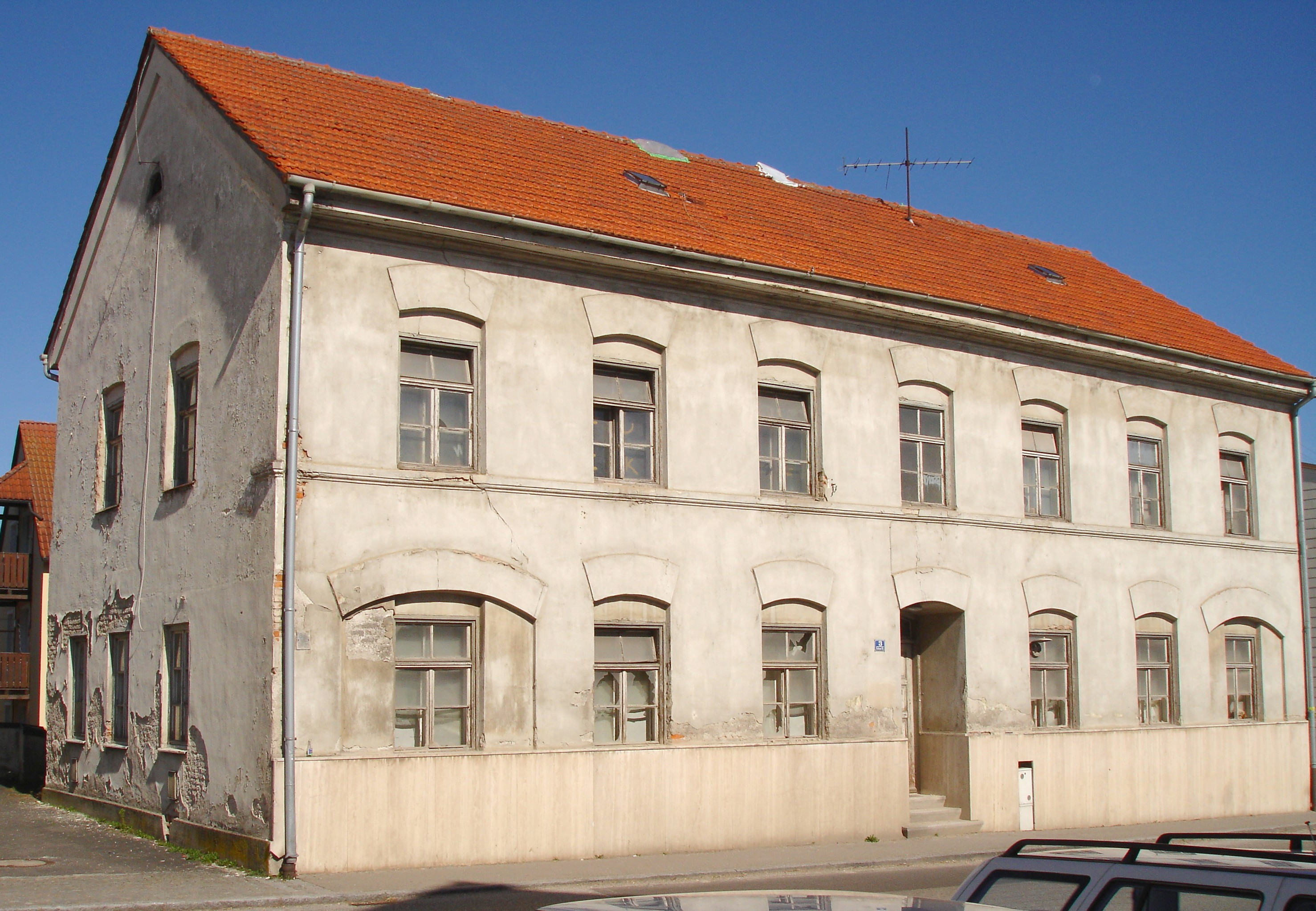
Altes Schulhaus Erdinger Straße vor der Renovierung
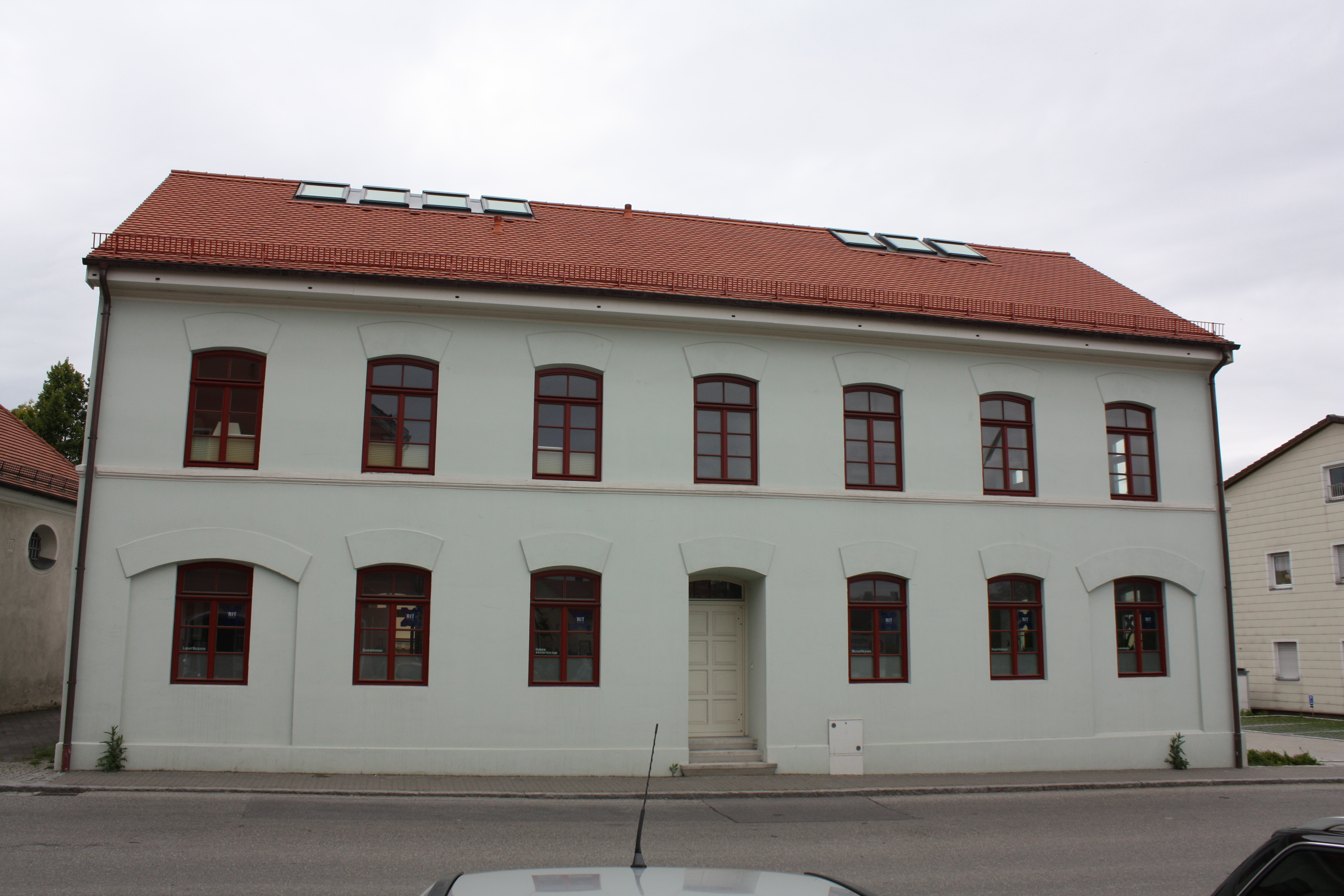
… und danach
Winterliche Licht- und Schattenspiele am ehemaligen Schloss
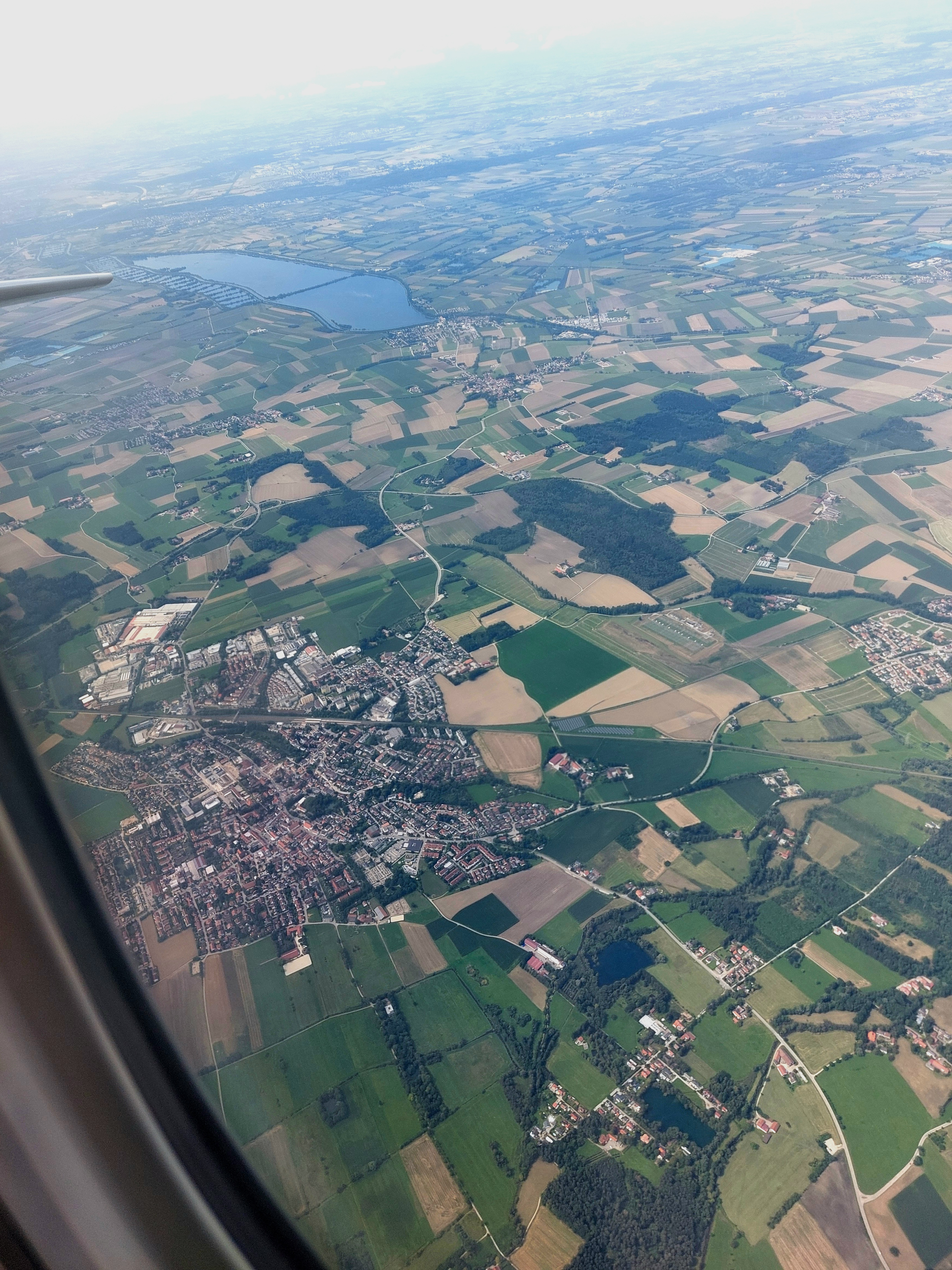
Markt Schwaben vom Flugzeug aus. Rechts Ottenhofen, oben der Speichersee (2024)